# イナズマイレブンの登場人物
イナズマイレブンの登場人物（イナズマイレブンのとうじょうじんぶつ）は、レベルファイブ製作のゲーム『イナズマイレブン』、およびゲームから派生した漫画作品、テレビアニメ、映画作品などに登場する架空の人物の一覧である。
声の項は特記がない限り、ゲーム・アニメ共通である。
本項で説明する人物の登場作品
- 『イナズマイレブン』
- 『イナズマイレブン2 脅威の侵略者』
- 『イナズマイレブン3 世界への挑戦!!』

## 雷門中学校
主人公・円堂守が通う私立中学校。施設にはイナビカリ修練場などがある。ゲーム版ではサッカー部に勧誘可能な様々な男子生徒が800名近く登場する。

### 雷門中サッカー部
円堂 守（えんどう まもる）
声 - 竹内順子
『イナズマイレブン』
本作の主人公。2年。ポジションはGK/DF。背番号は1番（リベロ時は15番に変更）。雷門中サッカー部のキャプテン。
オレンジ色のバンダナがトレードマークの茶髪をしていて、サッカーを心から愛する熱血漢。
どんな窮地でも絶対に諦めない強さを持ち、その前向きな姿勢は多くの人を惹きつけている。仲間想いであり、周囲からの信頼も厚い。努力家であり、他の部員のやる気がなかった時も個人練習を怠らなかった。
チームメイトや悩みを持つ相手を気遣う心を見せる一方、色恋沙汰にはかなり鈍感なようで、秋、夏未、冬花から好意を持たれていることに気づいていない。ただし、メイド喫茶でメイドと接した時や、塔子からキスされた時には赤面している。基本的に名字で呼ばれているが、後輩からは主に「キャプテン」、家族や冬花、フィディオ、ロココからは下の名前で呼ばれている。
名サッカー選手であり元祖イナズマイレブンの監督も務めた祖父・大介を尊敬しており、彼の記した特訓ノートを常に持ち歩いている。このノートに書かれた文字や絵は風丸曰く「恐ろしく汚い」もので、後に冬花が登場するまで、まともに読めるのは円堂だけだった。円堂自身も最初から読めたわけではなく、読んでいるうちに段々と理解できるようになったとのこと。
幼少期、自宅で年末の大掃除で倉庫を掃除した際に発見したサッカーボールと大介の遺した特訓ノートがきっかけでサッカーを始めるようになった。当初は過去の出来事から母・温子の反対を受けていたが、後に和解している。
名前の由来は「エンド（ゴール）を守る」から。
必殺技（※（）内はパートナー（以下同様））は「ゴッドハンド」、「熱血パンチ」、「爆裂パンチ」、「グレネードショット」（漫画版）、「ダブルゴッドハンド」（漫画版）、「マジン・ザ・ハンド」、「メガトンヘッド」、「正義の鉄拳」、「いかりのてっつい」、「イジゲン・ザ・ハンド」、「ゴッドキャッチ」、「オメガ・ザ・ハンド」（劇場版）、「イナズマ1号」（豪炎寺）、「イナズマ1号落とし」（豪炎寺、壁山）、「イナズマブレイク」（豪炎寺、鬼道）、「トライペガサス→ザ・フェニックス」（一之瀬、土門）、「トリプルディフェンス」（壁山、栗松）、「ファイナルトルネード」（一之瀬、土門、豪炎寺）、「デスゾーン2」（鬼道、土門）、「ジ・アース」（豪炎寺、吹雪）、「ジェットストリーム」（豪炎寺、虎丸）。
『イナズマイレブンGO』
前作から10年が経ち、24歳となった大人の姿で登場。トレードマークであるオレンジ色のバンダナは健在だが、肌が以前より浅黒く、髪型も昔と少々違い雰囲気も落ち着いている。海外リーグでプロ選手として活躍していたがフィフスセクターへの対抗策として久遠解任後、本来派遣されるはずだった人間に成り代わる形で雷門サッカー部の新監督となる。既婚者でアニメ版とゲーム『シャイン』では雷門夏美、ゲーム『ダーク』では久遠冬花と結婚している。
必殺技は「ゴッドハンド」、「ゴッドハンドV」、「ギガトンヘッド」、「グレイト・ザ・ハンド(化身技)」、「イナズマブレイク」（豪炎寺、鬼道）。
『イナズマイレブン アレスの天秤』『オリオンの刻印』の動向についてはイナズマイレブン アレスの天秤/オリオンの刻印の登場人物を参照。

豪炎寺 修也（ごうえんじ しゅうや）
声 - 野島裕史
『イナズマイレブン』
2年FW。背番号は10番。切れ長の目に、白に近い色をした稲妻型の眉毛とツンツンに逆立った髪が特徴。木戸川清修中学校からの転校生で、中学サッカー界では天才ストライカーと呼ばれている。一時はサッカーから身を引いていたが、円堂と共に頂点を目指す。
基本的にクールで無口だが、サッカーや友情に対しては熱い情熱を持っており、周囲への協調性もある。必要以上に言葉を発しないため、厳しい態度で他人に誤解を与えることもあるが、悩んでいて集中できていないプレーをするチームメイトに喝を入れることもある。また、非常に妹思いで、妹の夕香のことを思う場面が度々見られる。
雷門中のエースストライカーであり、パワー溢れるシュートはもちろん、相手ゴールキーパーの技を冷静に観察し突破口を生み出す機転も見せる。観察力・判断力にも優れ、試合においてチームを引っ張る存在となる。利き足は左だが右足でもシュートは同威力で撃てる。雷門のユニフォームを着用する際はオレンジのソックスを着用している。また、ユニフォームに襟がある場合や襟のある服を着る場合はそれを立てる癖がある。父親は稲妻総合病院の医師で、母親は既に他界しており、家政婦のフクが手伝いに来ている。
必殺技は「ファイアトルネード」、「ヒートタックル」（漫画版）、「爆熱ストーム」、「爆熱スクリュー」、「マキシマムファイア」（劇場版）、「ドラゴントルネード」（染岡）、「イナズマ落とし」（壁山）、「イナズマ1号」（円堂）、「ダブルトルネード」（漫画版）（鬼道）、「イナズマ1号落とし」（円堂、壁山）、「炎の風見鶏」（風丸）、「イナズマブレイク」（円堂、鬼道）、「皇帝ペンギン2号」、（鬼道、一ノ瀬）、「ツインブーストF」（鬼道）、「ファイナルトルネード」（円堂、一之瀬、土門）、「クロスファイア改」（吹雪）、「ジ・アース」（円堂、吹雪）、「タイガーストーム」（虎丸）、「グランドファイア」（虎丸、ヒロト）、「ジェットストリーム」（円堂、虎丸）、「プライムレジェンド」（劇場版）（鬼道）、「ファイアトルネードDD」（剣城）。

『イナズマイレブンGO』
前作に比べ肌が黒くなり、普段はツンツンに逆立った髪も下ろし、後ろに束ねている。「フィフスセクター」の「聖帝」業の傍ら、聖堂山中学校の監督も務めていたことがある。
教会のような場所にて、フードを被った姿で「サッカーを支配する」という発言をしていたが、本来は本当のサッカーを取り戻すべく、動いていた。10年前に沖縄でサスケを助けようとして、木の板の下敷きになりそうになった天馬を助けたのは彼であるが、その事実を天馬本人には長らく知られていなかった。フィフス解散後はそのまま後継組織の少年サッカー協会の理事長となっている。
必殺技は「ファイアトルネード」、「ファイアトルネードDD」（プロサッカー選手時代に一度だけ使用したと言われている）、「イナズマブレイク」（円堂、鬼道）。
『イナズマイレブン アレスの天秤』『オリオンの刻印』の動向についてはイナズマイレブン アレスの天秤/オリオンの刻印の登場人物を参照。

鬼道 有人（きどう ゆうと）
2年MF。背番号は14番。詳しくは#帝国学園の選手を参照。フットボールフロンティアの千羽山中戦から豪炎寺の誘いにより、帝国学園から雷門中に転校して来た。
風丸 一郎太（かぜまる いちろうた）
声 - 西墻由香
『イナズマイレブン』
2年DF。背番号は2番。水色の髪のポニーテールが特徴。左目は髪で隠れており、髪を下ろすと背中近くまである。疾風のような素早い動きを持ち味とし、その実力と統率力で実質的にディフェンス陣を取り仕切る（2期以降は半田たちの離脱やチーム事情によりポジションがMFの位置になっている）。当初は陸上部員であり、サッカー部には帝国学園戦の1人目の助っ人として入部する。
基本的に真面目で面倒見が良く、態度も比較的穏やかで落ち着いており、円堂や鬼道のようにチームを取り仕切る司令塔的存在。
円堂とは古くからの付き合いで特に仲が良く、円堂曰く昔からの友人であると同時に相談役でもあったらしい。
必殺技は「疾風ダッシュ」、「風神の舞改」、「炎の風見鶏」（豪炎寺）、「竜巻落とし」（壁山）、「ザ・ハリケーン」（吹雪）、「ザ・フェニックス」（一之瀬、土門）。
『イナズマイレブン アレスの天秤』『オリオンの刻印』の動向についてはイナズマイレブン アレスの天秤/オリオンの刻印の登場人物を参照。

『イナズマイレブンGO』
ポニーテールを解いて後ろ髪の一部を束ねている。現在は日本でプロサッカー選手として活躍している。
必殺技は「疾風ダッシュ」、「皇帝ペンギン2号」（鬼道、不動）、「ディープジャングル」（壁山、佐久間）。
壁山 塀吾郎（かべやま へいごろう）
声 - 田野めぐみ
『イナズマイレブン』
1年DF。背番号は3番。緑色のパンチヘアと顎鬚が特徴の巨漢。語尾に「〜ッス」と付けて話す。非常に体が大きいが、膝から下が細い特異な体型をしている。大きな壁のような巨体とは裏腹に気が弱く、恐怖や緊張を感じるとロッカーに篭ったり、トイレに駆け込んだりする癖がある。また、重度の高所恐怖症でもあり、「イナズマ落とし」の特訓の際はかなり苦労していた。
普段の性格は明るくお調子者で、チームのムードメーカー的存在。同じ1年生の栗松や少林寺と仲が良く、よく行動を共にしており、栗松とは共にトレーニングをしたり、イナズマキャラバンで漫才をしたことも。両手の上に少林寺を座らせてそのまま運ぶことができるほど手が大きい。見た目と等しくかなりの大食いで、食べ物が絡むとテンションが上がる。サクという弟がおり、彼には自分が「雷門のエース」と見栄を張っている。
必殺技は「ザ・ウォール」、「ロックウォールダム」（アニメでは未登場だがゲームop映像に登場）、「ザ・マウンテン」、「イナズマ落とし」（豪炎寺）、「イナズマ1号落とし」（円堂、豪炎寺）、「トリプルディフェンス」（円堂、栗松）、「竜巻落とし」（風丸）。

『イナズマイレブンGO』
前作と比べ、当時よりも体型がさらに一回り大きくなっており、緑色のパンチヘアのボリュームも増え、普段は作業着のような服装をしている。
現在は日本でプロサッカー選手として活躍しており、風丸と共にこの道へ進んだことや、海外からの勧誘を数多く受けながらも、日本の子供たちにサッカーの楽しさを教えるためにその誘いを断り続けている。
必殺技は「ザ・ウォール」、「ディープジャングル」（風丸、佐久間）。
『イナズマイレブン アレスの天秤』『オリオンの刻印』の動向についてはイナズマイレブン アレスの天秤/オリオンの刻印の登場人物を参照。

染岡 竜吾（そめおか りゅうご）
声 - 加瀬康之
『イナズマイレブン』
2年FW。背番号は11番。ピンク色の坊主頭で強面の顔に、泣きぼくろが特徴。一見ぶっきらぼうかつ短気で喧嘩っ早い面もあるが、情に厚く筋の通らないことが嫌いで、面倒見がよい。人数が足りていなかったこともあり、当初は無気力な部員だったが、円堂や豪炎寺の影響で懸命に練習するようになる。
幼い頃からサッカーをしており、1年の時に半田と共に雷門サッカー部に入部した。初期はやや突っ走った行動をとることがあり、豪炎寺や吹雪の加入によりエースストライカーの座を取られ、当初は彼らを認めることができず反発していたが、打ち解けてからは彼らを心配したり気遣う言動が多く、精神面的にも成長が見られている。
必殺技は「ドラゴンクラッシュ」、「ワイバーンクラッシュ」、「ドラゴンスレイヤー」、「ドラゴントルネード」（豪炎寺）、「メガネクラッシュ」（目金）、「ワイバーンブリザード」（吹雪）、「皇帝ペンギン2号」（豪炎寺が離脱している際に一度だけ彼の代わりに皇帝ペンギン2号を鬼道と一之瀬と共に放った）。
『イナズマイレブンGO』
前作と比べ、ピンク色の坊主頭だった髪がソフトモヒカンヘアになっており、普段はサングラスと白いスーツ、帽子を着用している。
現在はイタリアリーグでプロサッカー選手として活躍している。強面ながらも以前の面倒見のよさは健在で、性格面も落ち着いている。留学先でストライカーとしての自信を失っていた錦を励ましたことから彼に慕われており、「師匠」と呼ばれている。
必殺技は「ラストデスゾーン」（吹雪、ヒロト）
『イナズマイレブン アレスの天秤』『オリオンの刻印』の動向についてはイナズマイレブン アレスの天秤/オリオンの刻印の登場人物を参照。

一之瀬 一哉（いちのせ かずや）
声 - 梶裕貴
2年MF。背番号は16番。褐色の髪で、長い睫毛が特徴。アメリカ帰りの帰国子女であり、マネージャーの秋、土門、西垣とはアメリカ時代の幼馴染。幼い頃に交通事故でサッカーが出来ない身体になってしまい絶望から幼馴染3人には死んだ、と嘘をついていたが必死のリハビリにより再起、「フィールドの魔術師」の異名を持つ天才MFに成長し、海外でもその名が知られ、未来のアメリカ代表と言われている有名な選手。
異名とは裏腹に陽気でさわやかな屈託のない性格で、二本の指を立てる仕草が癖。幼馴染である秋には度々気遣う面があり、彼女の円堂に対する想いも察しており、ゲーム版では特に彼女に好意を寄せていると描写が多く見られる。同じく天才と言われている同じポジションの鬼道と比べると、個人技に優れ、特にボールコントロールは一級品。美少年であるようで『2』では浦部リカに一目惚れされた。『3』と『オリオンの刻印』ではFFIアメリカ代表に選ばれる。足の後遺症が再発し再手術が決定しているがチームの為、円堂達イナズマジャパンと悔いなく戦う為土門以外には黙っていた。
必殺技は「スピニングシュート」、「フレイムダンス」、「スパイラルショット」、「ペガサスショット」、「トライペガサス→ザ・フェニックス」（円堂＆土門、リローデッドでは風丸＆土門）、「ファイナルトルネード」（円堂、土門、豪炎寺）、「皇帝ペンギン2号」（豪炎寺＆鬼道、染岡＆鬼道、卒業試合の時は吹雪＆鬼道）、「ツインブースト」（鬼道）、「グランフェンリル」（ディラン、マーク）。

土門 飛鳥（どもん あすか）
声 - 金野潤
2年DF。背番号は13番。灰色の髪で小麦色の肌、長身痩躯の体型が特徴。帝国学園からの転校生で秋、一之瀬、西垣とは幼馴染。「ファンタジスタ」を自称しており、やや軽い口調で楽天家な性格だが、基本的に常識人である。ゲーム版では一之瀬同様、秋に想いを寄せていると思われる描写がある。
実は帝国学園から送り込まれたスパイだったが、円堂と雷門のサッカーに感化され、サッカー部に馴染んでいくにつれ罪悪感を持ち始め、冬海を告発。名実共に雷門サッカー部の一員となった。幼い頃からサッカー少年だったことと帝国学園の生徒だったことから、サッカーの実力は高い。『3』と『オリオンの刻印』ではFFIアメリカ代表に選ばれる。
必殺技は「キラースライド」、「ボルケイノカット」、「トライペガサス→ザ・フェニックス」（円堂＆一之瀬、リローデッドでは一之瀬＆風丸）、「ファイナルトルネード」（円堂、一之瀬、豪炎寺）、「デスゾーン2」（円堂、鬼道）、「ジ・イカロス」（マーク）。

栗松 鉄平（くりまつ てっぺい）
声 - 日野未歩 / 高乃麗（ゲーム版1）
『イナズマイレブン』
1年DF。背番号は5番。栗の実のような髪型に猿のような顔つき、出っ歯が特徴。語尾に「〜でやんす」と付けて喋る。少々気弱なところもあるが、基本的には明るいお調子者な性格で、チームのムードメーカー的存在。同じ1年生の壁山とは行動を共にすることが多く、たびたび2人でトレーニングや漫才をする姿を見せている。
必殺技は「ダッシュアクセル」、「まぼろしドリブル」、「スピニングカット」、「トリプルディフェンス」（円堂、壁山）。
『イナズマイレブン アレスの天秤』
家族が初登場し、母親のエツ子、弟の晋平・勝平・丹平が登場した。

影野 仁（かげの じん）
声 - 中村悠一
2年DF。背番号は4番。藤色の長髪で鼻が大きく、髪で目が隠れている。帝国学園戦の助っ人としてサッカー部に入部したが、その後も正式にサッカー部員として入部している。存在感が薄く、暗いオーラを纏いネガティブな発言をするため、チームメイトから怖がられており、彼に背後から話しかけられるとゾクゾクするらしい。
洞察力には優れており、土門加入後は控えになってしまったことを悩みながらも浮島に励まされ、豪炎寺と風丸の「炎の風見鶏」をアドバイスした。
必殺技は「コイルターン」。

半田 真一（はんだ しんいち）
声 - 下野紘
『イナズマイレブン』
2年MF。背番号は6番。良く言えばバランス型、悪く言えば器用貧乏な万能型選手で、褐色の髪型や容姿にも特徴が無く、本人も自分に個性が無いことを気にしている。
幼いころからサッカーをしており（本人曰くDFもできるらしい）、1年の時に染岡と共に雷門サッカー部に入部した。初期からいた部員を大切に思っているあまり、染岡が豪炎寺と対立していた際は彼に味方し、鬼道が雷門サッカー部に入部した際は反発し、彼の作戦に異を唱えたこともある。
必殺技は「ローリングキック」。
『イナズマイレブンGO』
前作と比べ、茶褐色の髪がやや外ハネしている。現在は小学生のサッカーチーム「稲妻KFC」の監督を務めている。分かりやすい指導であるから、子供たちから人気らしい。

少林寺 歩（しょうりんじ あゆむ）
声 - 城雅子 / 小桜エツ子（ゲーム版1）
1年MF。背番号は7番。通称「少林」。スキンヘッドに茶色の髪のポニーテール、＋型の目が特徴。非常に小柄だが、動きが身軽で素早く、パス回しやドリブルが得意。壁山や栗松などの1年生メンバーと行動を共にする。土門が転校して来てから1番最初に声を掛けられた人物。カンフーを嗜む者として、漫遊寺中に憧れている。
必殺技は「竜巻旋風」、「クンフーヘッド」。

宍戸 佐吉（ししど さきち）
声 - 奈良徹
1年MF。背番号は8番。オレンジ色のアフロヘアー、ニンジンのような色の形の鼻にそばかすが特徴。目は髪で隠れている「いじられキャラ」で、チームのムードメーカー的存在。自分の実力に自信が無く、やや他人の力を当てにする傾向にある。低反発枕を愛用しており、枕が変わると眠れないらしい。
必殺技は「グレネードショット」（練習中に放ったシュートがクロスバーに当たり、それを見て目金が命名）。

松野 空介（まつの くうすけ）
声 - 小平有希
2年MF（ゲーム版ではFW）。背番号は9番。通称「マックス」。栗色の髪に横縞のニット帽がトレードマークで、目の上半分が隠れている。本人曰く、器用であらゆるスポーツのセンスに優れ、様々な部活を渡り歩いていたらしく、部員募集をしていた円堂を見て、退屈しなさそうという理由で帝国学園戦の助っ人として入部するが、その後も正式にサッカー部員として入部している。やや軽いノリの性格で、物事はあまり深く考えない。
必殺技は「クイックドロウ」、「クロスドライブ」。

目金 欠流（めがね かける）
声 - 加藤奈々絵
『イナズマイレブン』
2年FW（漫画版ではMF）。背番号は12番（豪炎寺が入部するまでは10番）。褐色の髪で、名前の通り眼鏡が特徴。常に敬語で話し見栄っ張りだが、実際は臆病かつ運動が不得手。帝国学園との試合にて助っ人の最後の1人として入ったが、他の選手が倒れている中、怖気づいてユニフォームを脱いで逃げてしまった。しかし、次第に雷門中サッカー部員としての自覚が芽生えていき、後述の秋葉名戸学園との試合ではオタクとしての意地で善戦を見せ、世宇子中との戦いでも圧倒的な相手の強さの前に、自身の力が及ばないことが分かっていながらフィールドに出た。『3』ではイナズマジャパンにデータ係として同行した。双子の弟がおりそちらはサッカーの腕前はかなり高い。
サッカーの実力は素人に毛が生えた程度だが裏腹に知識は豊富で、「リベロ」や「カテナチオ」など馴染みのない言葉の意味を他のメンバーにも分かりやすく説明したり、解説やルールについて述べることがある。また、必殺技の名付け親になることが多く、彼を差し置いて他の者が命名した場合はネーミングに不満を漏らすこともしばしば。
必殺技は「メガネクラッシュ」（染岡）。

『イナズマイレブンGO』
前作では縁なし眼鏡をかけていたが、現在は水色の縁がついた眼鏡をかけている。職業は不明だが、アパートの自室でネットゲームに熱中しておりレジスタンスの支援を行なっている。

闇野 カゲト（やみの カゲト）
声 - 佐藤健輔
2年FW。背番号は21番（卒業試合は背番号17番）。通称「シャドウ」。元々はTCGとのタイアップキャラクターで、雷門中の転校生。エイリア学園「ジェミニストーム」との戦いの日に、雷門中へ転校した（その頃円堂らはイナズマキャラバンで旅立っているため、転校した際は彼らと面識はなかった）。アニメでは2期（対エイリア学園編）より登場するキャラクターで、3期（FFI編）からは正式に雷門サッカー部に入部している。
無口かつ暗い雰囲気で、会話する時は目を逸らす。また、人のオーラを感じることができ、アニメ3期では緑川リュウジ（レーゼ）のオーラを勘付いた。ゲーム版1・3では最初から雷門中の生徒として登場し、ある条件を満たすとスカウトで仲間にできる。2ではクリア後でないと選手にすることはできない。
必殺技は「ダークトルネード」。

#### 元祖イナズマイレブン
元祖イナズマイレブンで、監督は円堂守の祖父・円堂大介。
響木 正剛（ひびき せいごう）
#監督・顧問（イナズマイレブン）を参照。
影山 零治（かげやま れいじ）
元イナズマイレブンの控えメンバー。詳細は帝国学園の指導者を参照。影山東吾の息子。
浮島 一人（うきしま かずと）
声 - 四宮豪
元イナズマイレブンのメンバー。当時のポジションはDF。背番号は2番。外見は雷門の影野に似ている。河原に住んでいるらしく、実は大物だという噂。
最初は現在の影野と同じく控えだったらしく、悩んでいた彼を元気づけた。また、中学時代は今では考えられないほどの美男子であったらしく、女子からも人気があった。
必殺技は「炎の風見鶏」（備流田）。
髪村 切斗（かみむら きりと）
声 - 吉野裕行
元イナズマイレブンのメンバー。当時のポジションはDF。背番号は3番。小柄な体格で口髭を蓄えている。現在は理髪店の主人であり、中学時代から友人の髪を切っていたが、奇抜な髪形になるため避けられていた。少し小心者で、サッカー選手はすぐに丸刈りにしようとする。
会田 力（あいだ ちから）
声 - 中村悠一
元イナズマイレブンのメンバー。当時のポジションはDF。背番号4番。肥満体系で眼鏡、ニット帽を被っている。愛嬌があり、現在は頼れる近所のおじちゃんとして皆に慕われている。
中学時代は裏のキャプテンとして活躍しており、「雷門の鉄の壁」という異名を持っていた。また、ゲーム版では河川敷で稲妻KFCの指導にあたっており、染岡に「ドラゴンクラッシュ」を伝授する役を担っている。そのため、ゲーム版では「ドラゴンクラッシュ」を習得している。
場寅 仕（ばとら まなぶ）
声 - 麻生智久
元イナズマイレブンのメンバー。当時のポジションはMF。背番号は5番。通称バトラー。現在は雷門家の執事であり、彼がOBであることは夏未も知らなかった。中学時代から雷門家の執事になることを決めており、サッカーもその嗜みの一つ。
中間 庸（なかま よう）
声 - 坂口候一
元イナズマイレブンのメンバー。当時のポジションはMF。背番号は6番。髪は七三に分けており、薄い口髭を生やしている。現在は普通の会社に勤めるサラリーマン。「何でも普通が一番」が口癖。
碇 頑五郎（いかり げんごろう）
声 - 加瀬康之
元イナズマイレブンのメンバー。当時のポジションはMF。背番号は7番。ちょんまげのような髪型をしている。何かと「けしからん!」を連発し、みんなから避けられている。
定良 保（ていら たもつ）
元イナズマイレブンのメンバー。当時のポジションはMF。背番号は8番。通称テーラー。大きな鷲鼻に巻き髭が特徴。現在は紳士服店の主人。スーツはオーダーメイドに限るというこだわりがある。
民山 謡（たみやま よう）
声 - 奈良徹
元イナズマイレブンのメンバー。当時のポジションはFW。背番号は9番。通称マスター。長髪にヘアバンド、丸いサングラスなどヒッピーのような容姿をしている。現在はフォークソング喫茶のマスターで、昔は歌手を目指していたらしい。
菅田 巌（すがた いわお）
声 - 金野潤
元イナズマイレブンのメンバー。当時のポジションはMF。背番号は10番。後ろに流れた灰色の髪で、三角淵の眼鏡をしている。現在は雷門中の教師として、生活指導を担当している。昔は不良だったらしい。
備流田 光一（びるだ こういち）
声 - 稲田徹
元イナズマイレブンのメンバー。当時のポジションはFW。背番号は11番。通称ビルダー。大柄で強面の顔に無精髭、頭のサングラスが特徴。現在はスポーツジムのインストラクターで、その肉体年齢は20代でも通用するらしい。しかし、サッカーの腕は少し衰えていた。また、虎丸の母が経営している「虎ノ屋」の常連でもある。大介とは喧嘩ばかりしていたが、反面彼のことを深く信頼していたらしい。
必殺技は「炎の風見鶏」（浮島、ゲーム版では髪村）。
厚田 直（あつた なお）
元イナズマイレブンのメンバー。当時のポジションはDF。背番号12番。現在はステーキハウスを経営している。自分で焼いたステーキでスタミナを付けている。アニメ未登場。
賭山 流（かけやま りゅう）
元イナズマイレブンのメンバー。当時のポジションはDF。背番号13番。現在はギャンブラーとして活動している。試合でも一か八かの勝負を仕掛けてくる。アニメ未登場。
土盛 工司（つちもり こうじ）
元イナズマイレブンのメンバー。当時のポジションはMF。背番号14番。現在は土木工事の現場監督をしている。仕事をトレーニング代わりで鍛えている。アニメ未登場。
国木田 俳人（くにきだ はいじん）
元イナズマイレブンのメンバー。当時のポジションはFW。背番号15番。現在は大学教授。言葉遣いが難しく言っていることが分からない。アニメ未登場。
道場 亮治（みちば りょうじ）
元イナズマイレブンのメンバー。当時のポジションはFW。背番号16番。現在は道場の先生。武術の体裁きで相手を交わしておく。アニメ未登場。

#### 地上最強雷門
監督は吉良瞳子。
財前 塔子【SPフィクサーズ】
ポジションはMF。背番号8番。
吹雪 士郎【白恋中】
ポジションはDF/FW。背番号9番。
木暮 夕弥【漫遊寺中】
ポジションはDF。背番号6番。
浦部 リカ【大阪ギャルズCCC】
ポジションはFW。背番号7番。
立向居 勇気【陽花戸中】
ポジションはMF/GK。背番号5番（MF）/1番（GK）。
綱海 条介【大海原中】
ポジションはDF。背番号4番。
亜風炉 照美【世宇子中】
アニメ版のみ。ポジションはFW/MF。背番号11番。カオス戦の後に離脱。
闇野 カゲト
ポジションはFW。背番号21番。

#### ネオ雷門
劇場版でオーガと戦ったときに加入した選手。
円堂 カノン
ポジションはFW。背番号20番。
吹雪 士郎【白恋中】
ポジションはFW。背番号11番。
宇都宮 虎丸【日本代表イナズマジャパン】
ポジションはFW。背番号9番。
飛鷹 征矢【日本代表イナズマジャパン】
ポジションはDF。背番号7番。
基山 ヒロト【元エイリア学園ジェネシス】
ポジションはFW。背番号18番。
フィディオ・アルデナ【イタリア代表オルフェウス】
ポジションはFW。背番号17番。

#### マネージャー
マネージャー（春奈、夏未、秋、冬花）は、名前の文字を合わせると「春夏秋冬」になる（冬花が登場するまでは、元サッカー部監督の冬海を合わせて成立していた）。
木野 秋（きの あき）
声 - 折笠富美子
『イナズマイレブン』
2年。ピンクのヘアピンと深緑色の外ハネショートヘアが特徴。イメージカラーは緑。着用しているジャージの色はオレンジ。円堂がサッカー部を1人で立ち上げた頃から雷門サッカー部のマネージャーを務め、選手を支えている。
温厚な性格で、しっかり者のお姉さん的存在。家事が得意で、おにぎりの握り方を夏未に教える際は「ダブル茶碗」という茶碗で白飯の形を整える技を披露した。また、海外留学の経験があり、土門・一之瀬・西垣とは幼馴染で、一之瀬と再会する前は円堂のことを彼と重ね合わせていた。
円堂に好意を抱いているが、同じく彼に思いを寄せる夏未や冬花とは仲が良く、夏未とはFF決勝戦を控えて不安定な状態の円堂のことを彼女に相談したり、観覧車に乗る際に彼の隣の席を譲ろうとしたりしている。冬花に対しては、嫉妬はしていないが円堂との関係を気にしている。
ゲーム版2（ブリザードのみ）・3では、条件を満たすと選手として使用可能。ポジションはGK。必殺技は円堂を意識したGK技や、一之瀬の技（3のみ）も習得している。

『イナズマイレブンGO』
前作と比べ、前髪を後ろに流し、ヘアピンはしておらず、前作同様家庭的な性格。松風家とは親戚の間柄であり、天馬からは「アキ姉」と呼ばれている。
現在は天馬の住むアパート「木枯らし荘」の管理人をしており、その住民で結成したサッカーチーム「秋空チャレンジャーズ」の監督も務めている。

音無 春奈（おとなし はるな）
声 - 佐々木日菜子 / かかずゆみ（ゲーム版1）
『イナズマイレブン』
1年。元は両親を亡くした孤児であり、別々の家庭に養子として引き取られたために姓は違うが、鬼道有人の実妹。軽くウェーブのかかった藍色のボブカットに、赤縁の眼鏡がチャームポイント。イメージカラーは青。元新聞部で、当初は雷門サッカー部のファンだったが、彼らの熱心な練習を見ているうちに心動かされ、尾刈斗中との練習試合前にサッカー部のマネージャーとなる。着用しているジャージの色は黄緑で、秋と夏未とは違ってハーフパンツの物を着用している。
元新聞部ならではの高い情報収集能力で対戦相手の様々な情報を得るのが得意。「おとなし」という苗字とは裏腹に、明るくハキハキとした性格で、「『音無』というよりも『やかまし』だ」と度々突っ込まれる。思いついたらすぐ実行をする好奇心旺盛なタイプで、鬼道からは「こうなった春奈は誰にも止められない」と言われたことも。また、直情的な所があり、感情的になることもしばしば。恋愛ごとにも積極的で、秋たちの円堂への想いなどを察し後押しをしたり、円堂に誰と一緒に町を回るかなどの究極の選択をさせたりもしている。

『イナズマイレブンGO』
前作同様、赤縁の眼鏡がチャームポイントだが、髪型は前作のショートボブからウェーブが掛かったセミロングヘアになっている。現在は雷門中の教師となり、サッカー部の顧問を務めている。大人相応の落ち着きはあるのだが、直情的な一面も今でも健在であり、部員たちのことを時には優しく時には厳しく見守り、指導している。また、雷門の監督に就任した鬼道の練習メニューに疑問を抱き、苦言を呈そうとしたが、兄の真意を知ると、それを理解する。当初は「フィフスセクター」の管理サッカーを憂いて少々翳りがあったが、雷門イレブンがフィフスセクターへの反抗のために団結し始めた頃から徐々に薄れていき、その後は以前のような明るさと快活さを取り戻している。
ゲーム版では、条件を満たすと中学時代の彼女を選手として使うことが可能である。ポジションはMF。

雷門 夏未（らいもん なつみ）
声 - 小林沙苗
『イナズマイレブン』
2年。ウェーブがかった栗色のロングヘアが特徴。イメージカラーは赤。学園の出資者である雷門財閥の党首・雷門総一郎の一人娘で、強い権力を持ち、成績もトップクラスのお嬢様。生徒会長も務めているため、責任感が強く、事務関係の仕事を得意としている。当初はサッカー部に対して冷たく当たっていたが、彼らの熱心な姿に心を動かされ、野生中との試合後にマネージャーとなり、円堂に対しても惹かれて行く。着用しているジャージの色はピンク。
常に落ち着いた態度と、素っ気ないハッキリとした口調のため一見冷たそうな印象を受けるが、家族や仲間への思いやりは強い。また、好意を持っている円堂に対しては素直になれない一面も除かせており、総一郎曰く昔は泣き虫だったらしい。
お嬢様育ちのため、料理は苦手でおにぎりを握ったことはおろか、炊飯器で飯を炊いたこともなかった。電車に乗ったことが無かったり雑用が嫌いであったりと、世間知らずな所も多い。また、アニメ1期の秋葉名戸戦においてメイド服を嬉々として着用する秋や春奈とは対照的に強い抵抗を見せたり、2期では大海原中のノリの良さについて行けず3度にわたり途中で帰ろうとしたりと、ノリの悪さがしばしば描写されている。

『イナズマイレブンGO』
前作と比べ、若干肌が黒くなり、栗色のウェーブのかかった腰近くまであったロングヘアがセミロングへと短くなり、ストレートヘアになっている。
アニメ・ゲーム版『シャイン』に置ける円堂の妻「円堂 夏未（えんどう なつみ）」。中学時代の勝気だった性格は現在は丸くなり、比較的温厚になっており、悩む夫を支えたりしているなど、態度も素直になっている。夫のことは昔と変わらず「円堂くん」と呼んでいる。

久遠 冬花（くどう ふゆか）
#日本代表チーム「イナズマジャパン」を参照。

#### 監督・顧問
冬海 卓（ふゆかい すぐる）
#教師関係を参照。
響木 正剛（ひびき せいごう）
声 - 有本欽隆→金尾哲夫（アレスの天秤以降） / 森山周一郎（ゲーム版1）
『イナズマイレブン』
雷門サッカー部の監督兼元イナズマイレブンのキャプテン。頭に紫のバンダナをしている恰幅のいい中年親父。サングラスをしているが、実は左目に傷がある。当時のポジションはGKで、背番号は1番。「ゴットハンド」だけで一度もゴールを破られなかったという記録を持つ。
一見無口で無愛想だが、人への思いやりを大切にする人物で、悩んでいるチームメイトの過去を教え自分らで解決方法を考えさせるなど、影ながらチームを支えている。サッカーを薦めてくれた円堂大介を今でも尊敬しており、孫である円堂守に面影を感じている。中学時代からラーメンを友人に振る舞うことが趣味であり、それが講じて現在は稲妻町商店街にあるラーメン屋「雷雷軒」を切り盛りする。冬海が去った後、円堂たちの強い要望により雷門中の監督を兼任するようになった。
現役全盛期に比べるとサッカープレイヤーとしてのスキルは下がったようだが、イナズマ修練場では円堂の「マジン・ザ・ハンド」を完成させるための練習対戦相手として鬼道と豪炎寺と共に「イナズマブレイク」を使ったこともあることから、衰えを感じさせない。また、学生時は突っ張っていたらしく、少年時代から言葉遣いはあまり良くなかったようであり、大介がサッカーを薦めたように飛鷹をサッカーにスカウトし、日本代表として彼に上達するように二人で秘密の特訓をしていた。
必殺技は「ゴッドハンド」、「イナズマブレイク」（ゲーム版では覚えない）。
『イナズマイレブンGO』
現在は「フィフスセクター」に対応する組織「レジスタンス」の中心人物として、帝国学園の地下を拠点に活動しており、次期「聖帝」の座を狙って革命を起こそうとしていた。

吉良 瞳子（きら ひとみこ）
声 - 北西純子
『イナズマイレブン』
響木監督から受け継いだイナズマキャラバンでの監督。美しく頭脳明晰で、青い瞳に深緑色のロングヘアが特徴。これまでの経歴が一切不明の女性。エイリア学園を倒すためと主張し、あまり感情を表に出さず、厳しい態度で部員たちに接する。ヒロト（グラン）には「姉さん」と呼ばれており、実は彼の義理の姉である。
相手チームに合わせてメンバーの動きを変えさせたり、豪炎寺が夕香が人質に取られていたことに感付き、チームを離れさせるなど感覚が鋭い。しかし、適切な判断を下してもその理由を話さないため、染岡を始めとする部員たちに反感を買うことも多く、「吹雪の過去を知っていながらなぜチームに入れたのか」と秋に責められ、自分のしていることが間違っているのかと心が揺れている様子。『3』では日本代表候補チーム「ネオジャパン」の監督としてイナズマジャパンに勝負を挑んでくる。
『イナズマイレブンGO』
おひさま園を運営しており、前作ではワンレングスヘアだったが現在は前髪を垂らし、また眼鏡をかけている。性格も以前より温厚になっている。

久遠 道也（くどう みちや）
#日本代表チーム「イナズマジャパン」を参照。

#### サッカー部員の家族

##### 円堂の家族
円堂 温子（えんどう あつこ）
声 - 倖月美和
円堂の母親で、大介の娘。大らかな性格だが心配性で、サッカーは父を奪ったものと見ていたために、当時は息子の守がサッカーをするのを反対していたが、次第に彼がサッカーに打ち込む熱意に押され、サッカーを認めるようになった。そのため、守がピンチになるとよく大介に呼びかけている。
円堂 広志（えんどう ひろし）
声 - 中村悠一
円堂の父親。眼鏡をかけており、守とはあまり似ていない。サッカーには詳しくないが、熱中する息子を応援している。円堂大介は舅（妻の父）に当たる。
円堂 大介（えんどう だいすけ）
声 - 藤本譲 / 吉野裕行（幼少期）
『イナズマイレブン』
円堂の祖父で、温子の父親。伝説の天才キーパーと言われ、福岡の陽花戸中学出身。ゲーム版では鬼瓦と親友だった。TCGでは、雷門中のGKとして「マジン・ザ・ハンド」を使う中学時代の大介がプロモーションカードになっている。
プロサッカー選手となり、50年前のワールドチャンピオンシップ代表選考では台頭する若手勢の中心的な存在だった。しかし、皮肉にもプロとして成り上がった際に、結果として影山の父親を脱落させることになり、40年前、引退後に雷門中でイナズマイレブンの監督を務めてチームは無敗を誇るも、影山零治の策略により決勝試合を不戦敗に追い込まれた。後に事故死したらしいが、この事故にも影山零治の関連がちらつくという。円堂家のシーンでは彼の遺影がよく登場する。『3』にて生存していることが明らかになる。
「ゴッドハンド」、「マジン・ザ・ハンド」など、数々の必殺技を開発し、「特訓ノート」にそれらの技を遺していたが、非常に独特な崩し字と擬音がほとんどの文章で書かれているため、現在は円堂守や久遠冬花しか読めず、解読・実践も困難を極める。
『3』で彼がバス事件の真相を確かめていた所、影山の手により大怪我を負ってしまう。しかし、影山の目を欺き、周囲の人を巻き込まないために、小野正隆を始めとするメンバーの協力を得て、海外に身を隠し、事故死したことにしていた。現在も海外に滞在しており、「アラヤダイスケ」と名乗り守に手紙で「世界で待っている」と書置きを送る。そして実はコトアール共和国FFI代表『リトルギガント』の監督を務めておりイナズマジャパンと決戦を行った。
『イナズマイレブンGO』
アニメ・『劇場版イナズマイレブンGO 究極の絆グリフォン』守の回想にて登場、この時代には既に故人となっており、回想では病室にて雷門中サッカー部監督に就任する守に対し、監督としての役目を説いている。
『GOクロノ・ストーン』での活躍はイナズマイレブンGOの登場人物を参照。

円堂 カノン（えんどう カノン）
#80年後の人物を参照。

##### サッカー部員の家族
豪炎寺 夕香（ごうえんじ ゆうか）
声 - 城雅子
『イナズマイレブン』
修也の妹。茶色の三つ編みヘアの小学生で、明るく活発な性格。豪炎寺を木戸川中と帝国の試合に出場させまいと、影山零治の策略により交通事故で意識不明になり入院している。
『イナズマイレブンGO』
前作に比べ、髪がピンク色になっている。が、三つ編みヘアは健在で、性格面は幾分砕けている。

豪炎寺 勝也（ごうえんじ かつや）
声 - 土田大
修也と夕香の父親。稲妻総合病院に勤務する外科医師。藍色の髪で白いメッシュが入っており、褐色の肌で切れ長の目に眼鏡が特徴。ゲーム版では看護婦にいつも怖い顔をしていて、笑った所を見たことが無いと言われていた。
厳しい人柄ながらも、当時は妻と共によく修也のサッカーの試合を応援していた。しかし妻亡き後、夕香の事故の原因などが重なり、サッカーを嫌うようになってしまった。妻が修也を医者にしたかったこともあり、彼にサッカーを辞め、医者になるよう言いつけ彼をドイツに留学させようとしていた。
豪炎寺 真人（ごうえんじ まさと）
声 - 野島裕史（ストライカーズ）
修也の従兄弟。ポジションはFW。疾風華麗なストライカーで、容姿、性格と共に修也と似ており、彼をライバル視している。
フク
声 - 田野めぐみ
豪炎寺家の家政婦。勝也の妻亡き後、修也たちの世話をしており勝也との仲を心配している。
壁山 サク（かべやま サク）
声 - 小林沙苗
壁山の弟。兄を尊敬しており、兄は自称「雷門中のエース」と言っているらしく、彼も信じている様子。また、彼の友人も「こいつ（サク）の兄ちゃん雷門中のエース」と豪語している。
目金 一斗（めがね かずと）
声 - 加藤奈々絵
目金の双子の弟であり、彼と瓜二つの容姿を持つ。2年生。イナズマジャパンの日本代表候補Bチームに選ばれ、ポジションはFW。背番号23。欠流との違いは前髪が右向きであること、髪のはねが2つに分かれていること。欠流と違いサッカーの実力は高く、その才能は普通の蹴りでバスケットゴールに入るほど。普段は兄のことを小馬鹿にしているが、本当はメンタル面が弱く、兄によく甘える。

### 雷門中の関係者

#### 教師関係
雷門 総一郎（らいもん そういちろう）
声 - 坂口候一
『イナズマイレブン』
夏未の父親。雷門中の理事長であり、全国サッカー協会の理事。メガネをかけている。ゲーム版によると響木とは同級生で、イナズマイレブンの応援団長をしていて、40年前の事件をきっかけにサッカー部に当たってしまっていた。夏未がサッカー部に入部すると言った際にはあまり良い反応を示さなかった。

『イナズマイレブンGO』
前作と比べ髪と髭の量が増し、眼鏡がサングラスに変わっている。現在は「フィフスセクター」に対応する組織「レジスタンス」の一員として、響木と共に帝国学園の地下を拠点に活動している。

冬海 卓（ふゆかい すぐる）
声 - 四宮豪
『イナズマイレブン』
元雷門中学の教師兼、雷門サッカー部の監督。いつも暗い雰囲気を醸し出しており、眼鏡をかけている。部室にほとんど顔を見せないため、部員たちからの信頼は薄く、気弱なところもある。
『イナズマイレブンGO』
雷門中の前校長。理事長である金山に、媚を売ってばかりいる。

火来 伸蔵（ひらい しんぞう）
声 - 稲田徹
『イナズマイレブン』
雷門中学の校長。おどおどとしていて、夏未にも頭が上がらない様子。
『イナズマイレブンGO』
前作と比べ、髪が白くなっている。「フィフスセクター」に対応する組織「レジスタンス」の一員として、響木と共に帝国学園の地下を拠点に活動している。

古株（ふるかぶ）
声 - 麻生智久
雷門中の用務員。大きな鼻が特徴。
『イナズマイレブン』
「イナズマキャラバン」の運転手や、「イナズマジェット」での飛行士、雷門イレブンの試合の正審など数々をこなしている。
『イナズマイレブンGO』
頭の帽子は赤色になっている。

#### 生徒
角馬 圭太（かくま けいた）
声 - 古島清孝
1年生。眼鏡に角刈り頭が印象的。将棋部だが、なぜか自主的に試合の実況を務める神出鬼没の盛り上げ役。夢は父のような解説者になることらしい。
宮坂 了（みやさか りょう）
声 - 倖月美和
陸上部員の1年生。肌が黒く、中性的な顔立ちで、金髪セミロングの髪に緑色の瞳。陸上部であった風丸を慕い、尊敬しており、陸上で風丸と走ることを望んでいる。
東 京（あずま きょう）
2年生。円堂のクラスメイト。アニメ版では未登場。円堂とは幼馴染かつ家も近所であり、幼い頃から円堂に「フットボールフロンティアに出場する」と語られていた。
イナズマイレブン体験版では「いけやま」という名前ではあるものの、同じグラフィックで既に登場していた。
大谷 つくし（おおたに つくし）
声 - 小林沙苗（ストライカーズ） / 藤田茜（アレスの天秤以降）
2年生の女子生徒。円堂のクラスメイトで、優しい性格から隠れファンが多いらしい。土門に気があるのか、彼を「背が高くてかっこいい、素敵な人」と評している。
多摩野 五郎（たまの ごろう）
声 - 不明 / 倖月美和（ストライカーズ）
1年DF/GK。背番号15（漫画版では8番）。小柄で緑色の髪。愛称は「たまごろう」で、雷門のマスコットキャラクター的存在。スカウト前の一人称は「ボク」だが、スカウト後からは（プログラムの関係で）「オレ」になっている。
必殺技は「分身フェイント」（漫画版）。

#### その他の関係者
鬼瓦 源五郎（おにがわら げんごろう）
声 - 麻生智久
40年前のイナズマイレブンのFF決勝辞退の電話に関係している影山の尻尾をつかもうと、躍起になっている刑事。顔を覆い隠すほどの無精髭が特徴で、気質が荒い性格だが、人柄がいい一面も。
中学時代は雷門中に在学しており、伝説のイナズマイレブンのファンであり、円堂大介とは親友同士であった。そのため、元祖イナズマイレブンが40年ぶりに集結した際は、試合の審判を務めた。響木とは顔なじみであり、雷雷軒の常連客である。円堂大介からは「不死身の鬼瓦」と称されていた。
角馬 王将（かくま おうしょう）
声 - 稲田徹
『イナズマイレブン』
圭太の父親。圭太と同じく角刈り頭と眼鏡が特徴的。FF全国大会やFFIアジア予選では、息子に代わり実況を行っている。
『イナズマイレブンGO』
今作でも実況者であり、ホーリーロード全国大会の実況を担当している。
『ダンボール戦機』
アキハバラキングダム大会で実況を担当していた。

## 帝国学園
有名な進学校であり、特にサッカー部は「帝国に敗れた学校は破壊される」という噂（というよりは事実）があり、他校の生徒に恐れられている。フットボールフロンティアでは40年間無敗という記録を持つ優勝候補であったが、地区大会決勝で雷門に敗れ、全国大会第1試合では世宇子中と対戦し、0-10で敗北という結果で終わった。また、アニメ2期ではダークエンペラーズとの試合をモニターで観戦していた。

### 帝国学園の選手
鬼道 有人（きどう ゆうと）
声 - 吉野裕行
『イナズマイレブン』
元帝国学園サッカー部のキャプテン。2年生。ポジションはMF。背番号は10番（帝国）→14番（雷門）。一つ縛りのドレッドヘアーに、ゴーグルがトレードマーク。ゴーグルの下は赤い瞳の切れ長の目をしている。同時に赤いマントを羽織っている。技術面・頭脳面共に優れ、卓越した能力を持つ天才ゲームメイカー。
当初は非情、または冷酷とも取れるような言動が多く、他校に恐れられていた存在だったが、次第に帝国のチームメイトや実妹である音無春奈、敵チームである円堂たちを思い遣る場面も多く見られるようになる。義父からは「繊細」、春奈からは「正義感が強い」と評されている。
基本的に冷静で言動も非常に理性的だが、雷門に正式入部してからはチームメイトたちとの仲も良好である。その器量から、イナズマキャラバンで円堂がチームから離脱しそうになった際には、瞳子監督から新キャプテンに指名されており、イナズマジャパンでは円堂がベンチの時はチームを引っ張っていた。
雷門サッカー部マネージャーの音無春奈とは実の兄妹で彼女の実兄に当たるが、幼少期に飛行機事故で両親を亡くし、春奈と共に施設で過ごしていた際に影山にサッカーの才能を見出され、鬼道財閥の養子に推薦された。
必殺技は「真イリュージョンボール」、「皇帝ペンギン2号」（帝国では佐久間＆寺門、雷門では豪炎寺＆一之瀬、一之瀬＆染岡、卒業試合では一之瀬＆吹雪）、「ツインブースト」（帝国と日本代表では佐久間、雷門では一之瀬）、「イナズマブレイクV2」（円堂、豪炎寺）、「ツインブーストF」（豪炎寺）、「デスゾーン2」（円堂、土門）、「キラーフィールズ」（不動）、「皇帝ペンギン3号G3」（不動、佐久間）、「ビッグバン」（吹雪、ヒロト）、「プライムレジェンド」（劇場版）（豪炎寺）「ジャッジスルー」（漫画版）、「ダークトルネード」（漫画版）、「ダブルトルネード」（漫画版）（豪炎寺）

『イナズマイレブンGO』
前作と比べ、肩近くまで伸びたドレッドヘアの髪をハーフアップにしており、襟足部分はドレッドを解いている。また、トレードマークだったゴーグルも黄緑色のレンズのサングラスに変更されている。イタリアリーグでプロサッカー選手として活躍していたが、突如として帝国学園の総帥となる。
必殺技は「皇帝ペンギン2号」（風丸、不動）、「イナズマブレイク」（円堂、豪炎寺）。

佐久間 次郎（さくま じろう）
声 - 田野めぐみ / 岸尾だいすけ（ゲーム版1）
『イナズマイレブン』
2年FW。背番号は11番。中性的な顔立ちのやや浅黒い肌で、薄水色の肩近くまで伸びた髪に、右目の眼帯が特徴。真・帝国学園メンバーとして再登場した時は眼帯が破れ、右目も見えるようになっていた。帝国学園では鬼道の参謀役としてチームを支える。当時は鬼道と同じく雷門サッカー部を見下していたが、彼らと関わる内に次第に本当のサッカーを取り戻すこととなる。
必殺技は「皇帝ペンギン1号」、「ツインブースト」（鬼道）、「皇帝ペンギン2号」（鬼道、寺門）、「デスゾーン」（洞面、寺門）、「皇帝ペンギン3号G3」（鬼道、不動）。

『イナズマイレブンGO』
前作に比べ、髪が背中の辺りまで伸びているが、右目の眼帯は健在（形状は前作と異なる）。帝国学園サッカー部のコーチを務めており、試合中は鬼道の指示を選手たちに伝える役割を担っていると同時に、「レジスタンス」との一員としても活動している。また、鬼道がコーチとして雷門へ赴いた後は、帝国学園総帥を代行していることが明かされている。
必殺技は「ディープジャングル」（風丸、壁山）

源田 幸次郎（げんだ こうじろう）
声 - 中村悠一 / 小西克幸（ゲーム版1）
2年GK。背番号は1番。ゲーム版での通称は「源王」。全国No.1の実力を誇る「キング・オブ・ゴールキーパー」。右側に流れた茶髪の髪で、顔にペイントを施している。
フットボールフロンティア地区予選決勝で影山の罠を探し続ける鬼道を心配していたり、世宇子戦の後見舞いに来てもらったりなど、鬼道とは仲がいいようである。不動のエイリア石による洗脳により、真・帝国学園メンバーとなった際、ビーストファングの多用によって負傷したが、アニメ第56話では傷も癒え再び帝国学園イレブンとして登場、キーパーとしてグラウンドに立った。
必殺技は「パワーシールド」、「フルパワーシールド」、「ビーストファング」、「ドリルスマッシャーV2」、「真無限の壁」（牧谷、郷院）。
アニメ版・FFI編
日本代表候補「ネオジャパン」の一員に選ばれる。円堂たちの前に現れ、試合する。

不動 明王（ふどう あきお）
#真・帝国学園を参照。

大野 伝助（おおの でんすけ）
声 - 佐々木誠二 / 櫛田泰道（ゲーム版1）
2年DF。背番号は2番。通称「だいでん」。アフロヘアーに鬼道のようなゴーグルの付いたメットを被っている。雷門の壁山のような中学生離れした巨体の荒くれ者で、大地を揺るがすパワーを持つ。
万丈 一道（ばんじょう かずみち）
声 - 加瀬康之
2年DF。背番号は3番。分厚い唇と赤紫色の髪のおかっぱ頭が特徴。あらゆる手段でボールを奪う静かなる狂犬。
必殺技は「サイクロン」。
成神 健也（なるかみ けんや）
声 - 城雅子
1年MF/DF。背番号は4番。髪は紫色でツンツンに立てている。ヘッドホンが強さの秘密で、リズムに乗って相手を翻弄する。
必殺技は「キラースライド改」。

五条 勝（ごじょう まさる）
声 - 奈良徹
『イナズマイレブン』
2年DF。背番号は5番。眼鏡に前髪がカールした抹茶色の髪が特徴。常に不敵な笑みを浮かべており、経歴は一切不明。敵味方問わず慇懃無礼な敬語口調で話し、「ククク…」が口癖。
「劇場版イナズマイレブン」におけるWeb人気投票では第1回・第2回連続で1位に入賞。後日、『ダンボール戦機W』にてM・ゴジョーという形で出演を果たしている。
『イナズマイレブンGO』
前作と比べて若干髪は伸びているが、眼鏡や前髪がカールしている特徴は健在。ゴッドエデンの教官を務めている。

辺見 渡（へんみ わたる）
声 - 金野潤
2年MF/DF。背番号は6番。髪は灰色でオールバック。帝国に持つプライドが高く、他のチームを見下している。アニメでは鬼道に対し敬語で、口は悪いが、洞面と共に影山に捕らわれた佐久間と源田を助けに向かうなど仲間想いな一面を持つ。イナズマワールドやカレンダーのイラストでは必殺技「デスゾーン」発動で洞面の代わりを務める。
咲山 修二（さきやま しゅうじ）
声 - 小平有希
2年MF。背番号は7番。抹茶色で左目が隠れている髪に昔の不良ドラマに出てくるようなマスクが特徴的。
洞面 秀一郎（どうめん しゅういちろう）
声 - 西墻由香
1年MF。背番号8番。白目で顔の左右にペイントを施している。かなりの小柄で、鳥の翼のような形状の髪型をしている。パワーは無いが、頭の回転が速く臨機応変に行動する。
必殺技は「デスゾーン」（佐久間、寺門）。
寺門 大貴（じもん たいき）
声 - 四宮豪
2年FWで、帝国のエースストライカー。背番号は9番。ドレッドヘアー風の髪型をオールバックにしている。長い手足を使ったプレーを得意としており、強面な割に時間や規則にシビア。
必殺技は「百烈ショット」、「デスゾーン」（佐久間、洞面）、「ダブルサイクロン」（郷院）。

兵藤 雄平（ひょうどう ゆうへい）
2年GK。背番号は12番。髪は茶色で逆立っている。体が大きく足も速く、あっという間に相手を抜き去る。
恵那 和樹（えな かずき）
3年FW。背番号は13番（ゲーム版2では10番）。青緑色の髪を七三に分けている。故障がちなのでレギュラーではないが、その実力は十分。
椋本 圭（むくもと けい）
1年生。ポジションはFW。背番号は14番。麻呂眉、丸い鼻をしていて、瞳は金色。体は小さいが、ボールのキープ力はピカイチ。
渋木 翔大（しぶき しょうだい）
3年MF。背番号は15番。パーマにサングラス、顔に無数の傷跡など不良っぽい外見をした巨漢。外見とは裏腹に細やかなプレイが得意。
大楠 星士（おおくす せいじ）
2年FW。背番号は16番。緑混ざりの茶色の髪に狐のような顔付きをしている。ピンチの時に投入すると、熱いプレイを繰り広げるプレイヤー。

### 指導者
影山 零治（かげやま れいじ）
声 - 佐々木誠二 / 嶋田久作（ゲーム版1）
帝国学園の元総帥にしてガルシルド・ベイハンの元部下で、『イナズマイレブン1・2・3』に置ける黒幕。『〜GO』以降も様々な形で作品中に影響を与えている。「勝利こそが全て」と自負しており、選手を自身の“コレクション”程度にしか考えていない。周囲に分からないように数々の仕組んだ事故や犯罪を繰り返しており、フットボールフロンティア編における敵の根源的存在としてイナズマイレブンと対峙、作り上げた珠玉のコレクションらを使い、様々な陰謀を巡らせる。指導者としての才能は極めて秀でており、響木からもその点に関してだけは高く評価されている。また、相手の心理を突く話術にも長けており、それによって鬼道を始めとする多くの選手を自らの元へ引き込んでいる。
アニメ「イナズマイレブンGO ギャラクシー」では鬼道有人が劇中に登場する新生イナズマジャパンの監督「黒岩流星」の正体を「影山零治」だと発言しており、その風貌は影山に酷似している。
黒岩流星についてはグランドチルドレンを参照。

安西 勝（あんざい まさる）
声 - 坂口候一
帝国学園の教師。スキンヘッドで口髭を生やし、左目に片眼鏡のようなものを装着している。

## 稲妻KFC
小学生のサッカーチームで、KFCとは「キッズ・フットボール・クラブ」の略。
如月 まこ（きさらぎ まこ）
声 - 倖月美和 / 古川絵里奈（ゲーム版1）
『イナズマイレブン』
稲妻KFCのキャプテンの少女。ポジションはFW。背番号は11番。灰色がかかった茶色の髪のピッグテール。近所のガキ大将で、中学生相手にも憎まれ口を叩く勝気な性格である。円堂と同じくらいサッカーが大好きである。
『イナズマイレブンGO』
前作と比べ、言葉遣いは女らしくなっているものの、気が強い性格と少々口が悪い所は相変わらずであり、髪型はツーサイドトップに変化している。

宗像 大翔（むなかた ひろと）
声 - 西墻由香
GK。背番号は1番。テレビゲームが大好きで、サッカーのルールもゲームで覚えた。
英山 海人（ひでやま かいと）
DF。背番号は2番。前髪で左目が隠れている。近所のガキ大将だったが、サッカーを通して仲間を大切にするようになった。
北垣 亮太（きたがき りょうた）
DF。背番号は3番。稲妻KFCのマークが刻まれた帽子を被っている。毎日新しいイタズラのことばかり考えて実行しては怒られている。
瀬島 樹（せじま いつき）
DF。背番号は4番。眼鏡をかけており、頬にはそばかすがある。いつもサッカー理論を勉強していて、大人に鋭い質問をする。
新竹 颯太（しんたけ そうた）
DF。背番号は5番。必死に練習するが、帰りの買い食いで太る一方。
池尻 陽（いけじり はる）
MF。背番号は6番。背が伸びないのを気にしていて、頑張って牛乳を飲んでいる。
寺坂 響（てらさか ひびき）
MF。背番号は7番。母が応援にこないと実力が出せない甘えん坊。
興津 蒼空（こうづ そら）
MF。背番号は8番。スピードには自信があり、運動会を楽しみにしている。
間 竜介（はざま りゅうすけ）
FW。背番号は9番。ジュニアの全国大会にも出たことがある実力者。
森本 陸斗（もりもと りくと）
MF。背番号は10番。サッカー選手のモノマネをしているうちに、自分も選手になってしまった。
巨島 祐一（おおしま ゆういち）
GK。背番号は12番。巨大な乗り物が大好きで、いつかパイロットになるのを夢見ている。
青島 薫（あおしま かおる）
MF。背番号は13番。いじわるが大好きで、威張っている奴をいつもやり込めている。
甘井 一哉（あまい かずや）
FW。背番号は14番。話をしても、何だかかみ合わない天然ボケの少年。
平田 兼（ひらた けん）
FW。背番号は15番。ケーキに目がなく、小学生のくせにケーキバイキングに通っている。
長谷部 精児（はせべ せいじ）
MF。背番号は16番。家族で草サッカーチームを作っていたという大家族の末っ子。
会田 力（あいだ ちから）
稲妻KFCの監督。#元祖イナズマイレブンを参照。

## 傘美野中学校
アニメ2期にてエイリア学園のジェミニストームに学校を破壊されてしまう。ゲーム版では1から登場しており、ゲーム版2ではスカウトするイベントがある。
出前 洋（いでまえ よう）
声 - 疋田高志
傘美野中サッカー部のキャプテン。1年生。ポジションはFW。背番号は9番。細目でピーナッツのような形の頭をしている。両親のうどん屋を手伝って、いつも出前で走り回っている。ジェミニストームに怯えていた所を円堂たちに助けられ、代わりに試合してもらった。
生垣 冗（いけがき じょう）
傘美野中3年生。ポジションはGK。背番号は1番。星マークの入った帽子を被っていて目が隠れており、出っ歯が特徴。どんなに苦しいときでも面白い冗談を忘れない。
姫島 極（ひめじま きわむ）
傘美野中1年生。ポジションはDF。背番号は2番。藍色の髪が特徴で、太極拳を習っている。
菊池 康志（きくち やすし）
傘美野中2年生。ポジションはDF。背番号は3番。垂れ目で黄土色のオールバックヘアが特徴。いつも運動していたくて、自分の家を体育館にしてしまった。
野馬 運（のま はこぶ）
傘美野中2年生。ポジションはDF。背番号は4番。灰色のモヒカンヘアが特徴の巨漢。荷物を運ぶ人がいると運ぶのを手伝ってくれる。
向山 恭吾（むかいやま きょうご）
傘美野中1年生。ポジションはDF。背番号は5番。紫色で果物の蔕のような髪型で、褐色肌の細身。縁起を気にしており、試合の前にはいつもトンカツを食べている。
茶木 椎斗（ちゃき しいと）
傘美野中2年生。ポジションはMF。背番号は6番。藍色の髪、褐色肌で右頬に傷がある。夜の駐車場で練習しては車に轢かれかけているらしい。
加納 輪介（かのう りんすけ）
傘美野中2年生。ポジションはMF。背番号は7番。小柄で抹茶色の髪が特徴。小学生の頃から、一輪車でバランス感覚を鍛えている。
立野 誠一（たちの せいいち）
傘美野中1年生。ポジションはMF。背番号は8番。栗色のおかっぱ頭に眼鏡が特徴。海外の情報サイトや書籍で全てをカバーしてサッカー情報を集めている。
安永 英嗣（やすなが ひでつぐ）
声 - 梶裕貴
傘美野中1年生。ポジションはMF。背番号は10番。左サイドに分かれた藤色の髪が特徴。元々はテニスの選手だったが、手首を傷めてサッカーに転向した。
水口 精司（みずぐち せいじ）
声 - 奈良徹
傘美野中2年生。ポジションはFW。背番号は11番。金髪の角刈り頭に、個性的なゴーグルが特徴。あまりにも正確なプレイをすることから、サイボーグと呼ばれている。
堤 広司（つつみ こうじ）
傘美野中2年生。ポジションはGK。背番号は12番。藍色の髪で左サイドに垂れている。自分の作戦は革命だと信じて研究を続けている。
友岡 愛斗（ともおか なると）
傘美野中1年生。ポジションはMF。背番号は13番。褐色肌で山のような形の髪が特徴の巨漢。チームプレイが苦手だが、喧嘩した相手とは仲良くなる。
丸出 為夫（まるで ためお）
傘美野中1年生。ポジションはDF。背番号は14番。巨漢な体とは裏腹にいつも気弱な顔をしている。本人は何をやってもダメだが、親友のアドバイスで上達している。
石崎 満（いしざき みつる）
傘美野中1年生。ポジションはDF。背番号は15番。緑色の髪に顔の右類に三本の傷がある。毎日サッカーのことしか考えないサッカー大好き少年。
小塚 勇介（こづか ゆうすけ）
傘美野中2年生。ポジションはDF。背番号は16番。小柄でお坊っちゃまカットが特徴。体が小さいというコンプレックスをバネに努力してきたがんばり屋。

## 一番街サリーズ
稲妻町の商店街の人で構成されたチーム。アニメ未登場。
如月 沙理奈（きさらぎ さりな）
声 - 世戸さおり
一番街サリーズのキャプテン。通称「サリー」。ポジションはFW。背番号9番。まこの母親で、居酒屋「金閣寺」の女将。
八百野 スミ子（やおの スミこ）
ポジションはGK。背番号1番。青果店のおばちゃん。野菜もボールもしっかりキープしている。
筆山 トメ（ふでやま トメ）
ポジションはDF。背番号2番。文具店のおばあちゃん。眼光が鋭く、万引きを見逃さないという。
大玉 好美（おおたま このみ）
ポジションはDF。背番号3番。お好み焼きのお姉ちゃん。サッカー好きには大盛りをサービスしている。
骨盤 整（ほねまる ひとし）
ポジションはDF。背番号4番。通称「骨盤」。接骨院の先生。凄い力のマッサージが恐れられている。
執刀 直（しっとう なお）
ポジションはDF。背番号5番。みんなの怪我を治してくれる外科の先生。いつも自信なさげらしい。
立見 律子（たちみ りつこ）
ポジションはMF。背番号6番。書店の店員。立ち読みは叩きで追い払っている。
店街 隠典（みせまち やすのり）
ポジションはMF。背番号7番。通称「ご隠居」。商店街の組合長。仕事はせず、いつも将棋ばかりしている。
歌川 誠（うたがわ まこと）
ポジションはMF。背番号8番。路上で歌っているミュージシャン。観客はいつも子供と犬だけ。
三河屋 三郎（みかわや さぶろう）
ポジションはMF。背番号10番。通称「サブちゃん」。酒屋のあんちゃん。ビールを売っているものの、いつも飲んでばかりらしい。
苻呂暮 岩生（ぷろぐれ いわお）
ポジションはFW。背番号11番。通称「プログレ」。CDショップの店員。話が長くて客が減っている。
家守 優司（いえもり ゆうじ）
ポジションはGK。背番号12番。普段はマイホームパパだが、実は家族よりサッカーが大事。
戎 正義（えびす まさよし）
ポジションはDF。背番号13番。落語が好きで寄席の最前列に常に座っているらしい。
生地 釜雄（いくじ かまお）
ポジションはDF。背番号14番。パン屋の主人。サッカーボール型のパンを作って妻に怒られている。
衛士 信也（えじ のぶや）
ポジションはFW。背番号15番。発明家で、シューズにバネを仕込むなど珍発明に挑んでいる。
田辺 さやか（たなべ さやか）
ポジションはDF。背番号16番。人数合わせでチームに入っており、未だにルールはよく分かっていないらしい。

## 尾刈斗中学校
どこかしら暗い雰囲気を秘めている中学校。メンバーの名前にはオカルト的な意味を持つネーミングが成されている。豪炎寺目当てで雷門中に練習試合を申し込むも敗北。その後猛特訓を行ったらしいが、FFでは秋葉名戸学園に敗れた。
- 尾刈斗中の戦術（必殺タクティクス）
  - ゴーストロック：「マレ、マレ、マレ止まれ」と言うと足が動かなくなる催眠術。

幽谷 博之（ゆうこく ひろゆき）
声 - 倖月美和 / 小松史法（ゲーム版1）
尾刈斗中サッカー部のキャプテン。1年生。ポジションはFW。背番号は9番。中央に一つ目の描かれたバンダナがトレードマーク。鋭い霊感を生かして有名選手の霊からコーチを受けている。
やぶのてんや版漫画では敬語で話している。
必殺技は「ファントムシュート」、「ゴーストロック」。

鉈 十三（なた じゅうぞう）
声 - 金野潤
尾刈斗中2年生。ポジションはGK。背番号は1番。ジェイソンのような仮面を装着している。グラウンドの草刈りに鉈を使う危ない奴。「アンビリバボー!」が口癖。
必殺技は「ゆがむ空間」。
三途 渡（さんず わたる）
尾刈斗中2年生。ポジションはDF。背番号は2番。頭に白い三角巾を付けている。霊体験をしてからは、本人も生きている自信が持てないという。
柳田 しげる（やなぎだ しげる）
尾刈斗中1年生。ポジションはDF。背番号は3番。小柄な体格で、目に黒いアイラインを引いている。妖怪研究が趣味。何かあると何でも妖怪のせいにする。
不乱 拳（ふらん けん）
尾刈斗中3年生。ポジションはDF。背番号は4番。通称フランケン。巨体の持ち主で、左右のこめかみにはネジが刺さっている。生き物を作り出す研究をしているが、生物は苦手科目らしい。
屍 藤美（しかばね ふじみ）
声 - 奈良徹
尾刈斗中2年生。ポジションはDF。背番号は5番。太った体格で血色の悪い肌をしている。自分は不死身だと信じて、わざと危ないことをする向こう見ずな男。
霊幻 道久（れいげん みちひさ）
尾刈斗中2年生。ポジションはMF。背番号は6番。キョンシーのような帽子、お札を付けている。体が固いので、跳ねるように飛び回って相手を撹乱する。語尾に「〜アル」を付けてしゃべる。
木乃伊 魔美（きのい まみ）
尾刈斗中2年生。ポジションはMF。背番号は7番。通称ミイラ。肌が乾燥しやすい体質のため、いつも包帯をぐるぐるに巻いている。
八墓 祟（やつはか たたる）
尾刈斗中2年生。ポジションはMF。背番号は8番。髪は長く、前髪で目が隠れている。頭に3本の蝋燭を立てているなど、丑の刻参りを思わせる格好をしている。呪いや祟りに詳しく、怒らせると災いが訪れると言われている。ゲーム（カード）では幽谷、三途の3人で「ゴーストロック」を使用する。
月村 憲一（つきむら けんいち）
声 - 城雅子
尾刈斗中3年生。ポジションはMF。背番号は10番。狼男を思わせる容姿をしている。月を見ると凶暴になるため、狼男と呼ばれている。
必殺技は「ファントムシュート」。
武羅渡 牙（ぶらど きば）
声 - 佐々木日菜子
尾刈斗中2年生。ポジションはMF。背番号は11番。通称ブラッド。髪はオールバックで、白い肌に尖った耳をした吸血鬼を思わせる風貌の選手。ナイターで最も活躍する不思議体質。いつもトマトジュースを飲んでいる。
不死 祀（ふし まつる）
尾刈斗中3年生。ポジションはGK。背番号は12番。スキンヘッドで顔中に古傷を持つ巨漢。どんな大怪我にもほとんど痛みを感じない体の持ち主。アニメでは未登場。
人形 幻（ひとがた げん）
尾刈斗中2年生。ポジションはFW。背番号は13番。通称人形。髪はオレンジ色のドレッド風で、顔中に縫い目が付いている。昔の記憶が全く無く、自分を人造人間だと思っている。アニメでは未登場。
円谷 未知（つぶらや みち）
尾刈斗中2年生。ポジションはFW。背番号は14番。スキンヘッドで、3箇所に黒い模様のようなものが入っている。UFOの存在を信じており、毎晩夜空をチェックしている。アニメでは未登場。
黒上 呪（くろがみ のろい）
尾刈斗中2年生。ポジションはFW。背番号は15番。黒いフードを被っていて、顔半分が隠れている。黒魔術に詳しく、試合前に相手チームを呪っているらしい。アニメでは未登場。
魔界 祟雄（まかい たかお）
尾刈斗中3年生。ポジションはMF。背番号は16番。自分は人間ではないと言い張り、いつも角の生えたオバケに似た奇妙な覆面を被っている。アニメでは未登場。
地木流 灰人（じきる はいと）
声 - 早志勇紀
尾刈斗中の監督。普通は頬が赤く穏やかだが、作戦に出ると顔にXのフェイスペイントが現れると同時に口調が豹変する。豪炎寺目当てで試合を申し込んだらしい。「マレ、マレ、マレ止まれ」という足が動かなくなる催眠術（目と耳がゴワンゴワンするらしい）をかけて「ゴーストロック」を発動する。

## 野生中学校
サッカー部のメンバーは名前のネーミングや容姿から動物を連想させる人物が多く、夏未の乗っていた車を物珍しそうにしていたが、通学生は至って普通。学校は森の中に立っており、大樹と一体化している。雷門とはフットボールフロンティア一回戦で戦い、その野性的なジャンプ力で雷門イレブンを魅了した。
鶏井 亮太（とりい りょうた）
声 - 金野潤 / 小西克幸（ゲーム版1）
野生中サッカー部のキャプテン。1年生。ポジションはDF。背番号は2番。通称ニワトリ。鶏冠のような髪型が特徴で、語尾に「〜コケ」を付けてしゃべる。ズバ抜けたジャンプ力で空中戦を制すが、豪炎寺と壁山の2段ジャンプの前に敗れる。漫画版では重要な役割を他のメンバーが担当しており、得意のジャンプなどは見られなかった。
猪口 兵吾（いのぐち ひょうご）
野生中3年生。ポジションはGK。背番号は1番。通称イノシシ。ボールにまっすぐ突っ込んでキープする姿は、まさにイノシシ。
魚住 拓人（うおずみ たくと）
野生中2年生。ポジションはDF。背番号は3番。通称サカナ。海の生物に詳しいが泳げず、プールの授業は休みがち。
蛙田 達士（かえるだ たつひと）
野生中1年生。ポジションはDF。背番号は4番。通称カエル。ジャンプ力がすごく、部屋中カエルグッズであふれている。
獅子王 吼（ししおう こう）
野生中3年生。ポジションはDF。背番号は5番。通称ライオン。ジャンプ力の鶏井とパワーの獅子王で、空と陸のシュート封じは完璧と言わしめた。強烈なタックルで染岡のドリブルをブロックし、染岡を負傷させる。
香芽 レオン（かめ レオン）
野生中3年生。ポジションはMF。背番号は6番。通称カメレオン。緑色の髪で、頭の左右にカメレオンの目のような髪飾りを付けている。存在感を完全に消し去り、こっそりボールを奪っていく。語尾に「〜カメ」を付けてしゃべる。
大鷲 誠次（おおわし せいじ）
声 - 日野未歩
野生中2年生。ポジションはMF。背番号は7番。通称ワシ。フードを被っており、語尾に「〜ワシ」を付けてしゃべる。ワシのような視力で相手の動きを読み取り襲い掛かってくる。漫画版では鶏井に代わり空中の守りを担当し、「ファイアトルネード」をも阻止した。
必殺技は「コンドルダイブ」。
猿田 登（さるた のぼる）
声 - 加藤奈々絵
野生中1年生。ポジションはMF。背番号は8番。通称サル。語尾に「〜サル」を付けて喋る。猿のような顔付きで、頭に黄色のバンダナを巻いている。体は小さいが、曲芸のような動きで相手を翻弄する。
必殺技は「モンキーターン」。
五利 慎吾（ごり しんご）
声 - 佐々木誠二
野生中2年生。ポジションはFW。背番号は9番。通称ゴリラ。語尾に「〜ゴリ」を付けてしゃべる。いかつい顔と、がっつりした体格で敵ゴールに殴りこむ。
必殺技は「ターザンキック」。
蛇丸 彰真（へびまる しょうま）
声 - 中村悠一
野生中3年生。ポジションはMF。背番号10番。通称ヘビ。金色の鋭い目で、舌が長く細く、語尾に「〜ヘビ」を付けてしゃべる。ボールに食らい付くと、まるで巻きついたように離さない。
必殺技は「スネークショット」。
水前寺 馳威太（すいぜんじ ちいた）
声 - 奈良徹
野生中3年生。ポジションはFW。背番号は11番。通称チーターで、語尾に「〜チタ」を付けてしゃべる。豹の耳のような物がついており、首に豹柄のスカーフを巻いている。
やぶのてんや版漫画ではキャプテンを務めている。俊足を生かした高速ドリブルが得意で、その速さは野生のチーターを思わせる。100m10秒台という驚異のスピードを誇り、当時の風丸も追い付くことができなかった。
牛尾 空也（うしお くうや）
野生中3年生。ポジションはGK。背番号は12番。通称ウシ。食べ物が切れると、猛牛のように暴れ出す。アニメ版では未登場。
小荒 登（こあら のぼる）
野生中1年生。ポジションはMF。背番号は13番。通称コアラ。地面よりも、木の上が落ち着くという。アニメ版では未登場。
判 竹夫（ぱん たけお）
野生中3年生。ポジションはFW。背番号は14番。通称パンダ。パンダのように大柄かつ色白で、目の周りは黒く、黒髪をお団子頭にしている。一見優しそうでみんなのアイドルだが、実は凶暴。アニメ版では未登場。
荒井川 熊巳（あらいがわ くまみ）
野生中2年生。ポジションはDF。背番号は15番。通称アライグマ。食べ物の綺麗さにこだわり、食材は一度は洗わないと気がすまない。アニメ版では未登場。
根津 光夫（ねず みつお）
野生中2年生。ポジションはMF。背番号は16番。通称ネズミ。チーズが大好きで、食べにくい青カビチーズもたくさん食べている。アニメ版では未登場。
他山 幸助（たざん こうすけ）
野生中サッカー部の監督。上半身裸で、濃い髭や胸毛を生やしている。ターザンのような叫び声1つで、部員たちに言葉を伝えることができ、「試合に勝ったらおやつ食べ放題」と約束した。
タケオ
やぶのてんや版漫画に登場。野生中サッカー部のOBで、野生中に合宿していた。五郎のことを皮肉交じりに「ゴローちゃん」と呼んでおり、大怪我して試合に来れなくなったことに対し「そんな最弱のチビ消えて正解」とバカにし、特訓でボロボロになったジャージに唾を吐くなど、卑劣な行為を繰り返した。

## 御影専農中学校
正式名は御影専修農業高校附属中学校。雷門とはフットボールフロンティアの二回戦で戦う。偵察や能力で勝つという戦法で、データ以外の戦法は一切信じなかったが、雷門イレブンに敗北後、考えを改めるようになる。
杉森 威（すぎもり たけし）
声 - 四宮豪 / 櫛田泰道（ゲーム版1）
御影専農中サッカー部のキャプテン。3年生。ポジションはGK。背番号は1番。スキンヘッドに紺色の髪で、複数の針のような頭をしている。雷門と戦う前まではデータ以外は信じず、「雷門が勝利する確率は0%に近い」と信じて疑わなかった。しかし円堂と出会い、本当のサッカーの面白さを知り、最終的に雷門に敗れるも、悔いなき試合をした。
必殺技は「シュートポケット」、「ロケットこぶし」、「スーパースキャン」（メンバーのほぼ全員が使用する）。
アニメ版・対エイリア学園編
イナズマキャラバンの補充員としてバックアップチームを立ち上げる計画を立てていたが、64話でダークエンペラーズの一員として円堂たちの前に現れる。

弘山 誘（ひろやま ゆう）
御影専農1年生。ポジションはDF。背番号は2番。御影専農で最も小柄な選手。人気者になりたくてサッカーをしていたが、今はそれを洗脳に頼っている。
花岡 強（はなおか つよし）
声 - 弘松芹香（アレスの天秤）
御影専農2年生。ポジションはDF。背番号は3番。左頬に絆創膏、頭には包帯を巻いている。体は強化されたものの、時に我を失ってしまうようになった。
室伏 恐（むろぶし きょう）
声 - 綿貫竜之介（アレスの天秤）
御影専農2年生。ポジションはDF。背番号は4番。大柄な体格で、常に恐怖に満ちた表情をしている。洗脳で恐怖を植え付けられ、何かに怯え力を引き出している。
稲田 則（いなだ のり）
声 - 金野潤
御影専農2年生。ポジションはDF。背番号は5番。肥満体型で、目の周りに黒いアイラインを引いている。洗脳によって、どんな行動でも規則通りにこなすようになった。
寺川 巌（てらかわ いわお）
声 - 西墻由香
御影専農3年生。ポジションはMF。背番号は6番。麻呂眉と長いモミアゲが特徴。洗脳によって感情を失い、危ないプレイも平気で行う。
藤丸 啓（ふじまる けい）
声 - 下野紘
御影専農2年生。ポジションはMF。背番号は7番。紫色の髪に、薄い眉毛が特徴。洗脳で神を見たと信じ込み、命令を疑うことは無い。
山郷 暴（さんごう ばく）
声 - 中村悠一
御影専農3年生。ポジションはMF。背番号は8番。浅黒い肌で、いかつい顔付きをしている。洗脳によって凶暴性が増し、反則すれすれの激しいプレイをする。
山岸 迫（やまぎし せり）
声 - 城雅子
御影専農2年生。ポジションはFW。背番号は9番。白髪で、前髪がウェーブがかっている（アニメでは長髪を一つに束ねている）。絶対に勝たなければならないというプレッシャーを植えつけられた。
大部 信（おおべ しん）
声 - 田野めぐみ
御影専農2年生。ポジションはMF。背番号は10番。赤い縁の眼鏡をかけている。洗脳によって自分たちのサッカーが一番だと信じ込まされている。
下鶴 改（しもづる あらた）
声 - 悠渚佳代
御影専農2年生で、御影専農中サッカー部のエースストライカー。ポジションはFW。背番号は11番。淡黄色の肌に、紅色の後ろ髪がカールした髪が特徴。大人しかった性格が、洗脳によって攻撃的になってしまった。アニメでは杉森と共に雷門の偵察へ向かっていた。
やぶのてんや版漫画では、シュートのタイミングを一度誤っただけで、富山監督に除名されてしまう。
必殺技は「パトリオットシュート」、「ファイアトルネード」、「グングニルV2」。
アニメ版・FFI編
日本代表候補「ネオジャパン」の一員に選ばれる。ポジションはMF/FW。背番号は6番。円堂たちの前に現れ、試合をする。
アレスの天秤
杉森が卒業したためキャプテンを受け継ぐことになる。最先端のツールを活かしたデータサッカーを得意とし、計算された正確なプレーでゴールを狙う。
真下 乏（ましも とぼし）
御影専農2年生。ポジションはGK。背番号は12番。コードの付いたヘッドバンドを装着している。貧しい家を救うために、洗脳を受けてプロになろうとしている。アニメ版では未登場。
都築 静（つづき しずか）
御影専農1年生。ポジションはMF。背番号は13番。コードの付いた眼帯を着用している。洗脳を受けて出せなかった本当の自分が出せるようになった。アニメ版では未登場。
必殺技は「スーパースキャン」。
平生 仁（ひらお じん）
御影専農3年生。ポジションはMF。背番号は14番。鼻の上に古傷があるのが特徴。サッカー好きな病気の弟を励ますため、洗脳を受けた。アニメ版では未登場。
長友 喪（ながとも そう）
御影専農2年生。ポジションはFW。背番号は15番。洗脳によって、試合でやった反則を全く覚えていない。アニメ版では未登場。
水淵 無（みずぶち なし）
御影専農2年生。ポジションはDF。背番号は16番。肥満体型で、ピンク色の髪が特徴。周りから見下されていたが、洗脳で全てを見下すようになった。アニメ版では未登場。
富山 新一郎（とやま しんいちろう）
声 - 中村悠一
御影専農の監督。制御装置のようなものを着用している。サッカーはデータが全てだと信じており、杉森を通して選手たちへ的確な指示を下す。
アニメ版では影山と密通していたが、選手たちの離反や失点から命令を守れない者は不要と見限られ、そのショックからか試合を放棄してどこかへ去って行った。

## 秋葉名戸学園
いわゆるオタク系の生徒が多い。尾刈斗中を破ったことがあり、外見とは裏腹にテクニカルな戦法をする。メイド喫茶でよく見かけられ、マネージャーたちもジャージではなくメイド服を着ている。アニメでは1時間プレイする体力が持たないため、前半わざとパスなどしまくり体力を保存し、後半だけ全力を出す。
やぶのてんや版漫画では影山の息がかかっており、雷門中サッカー部のドリンクに細工をするなど、ゲーム・アニメ以上に卑怯な行動が多かった。
仮沢 装（かりさわ そう）
声 - 下野紘 / 北沢力（ゲーム版1）
ゲーム版での秋葉名戸学園サッカー部キャプテン。2年生。ポジションはDF。背番号は5番。通称コスプレ。コスプレマニアで、頭に猫耳を付けている。アニメのコスプレをするのが大好きだが、お金が無いので服は自分で作っている。
必殺技は「五里霧中」。
相戸留 捜（あいどる そう）
声 - 日野未歩
秋葉名戸学園2年生。ポジションはGK。背番号は1番。通称アイドル。小太り体型で眼鏡をかけている。アイドルオタクで、デビュー前のアイドルを追いかけ、将来のスターを探している。
必殺技は「ゴールずらし」、「五里霧中」。
線路 鉄雄（すじみち てつお）
声 - 古島清孝
秋葉名戸学園3年生。ポジションはDF。背番号は2番。通称「てっちゃん」。俗に言う鉄道マニア。鉄道模型が大好きで、いつか線路だけの部屋を持つのが夢。
必殺技は「五里霧中」。
野部流 来人（のべる らいと）
声 - 山寺宏一
アニメ版での秋葉名戸学園サッカー部キャプテン。2年生。ポジションはMF。背番号は3番。通称ノベル。緑色の髪で眼鏡をかけている。ライトノベリスト。目金のことを見所のあるオタクだと認めていた。アニメでは漫画共々目金に失望され「ライトノベルのキャラに謝りなさい」と指摘される。
必殺技は「五里霧中」。
無敵 英雄（むてき ひでお）
声 - 中村悠一
秋葉名戸学園2年生。ポジションはMF。背番号は4番。通称ヒーロー。首に赤いマフラーを巻いている。俗に言うヒーローオタクであり、特撮ヒーローに憧れて近所の小学生とヒーローごっこをしている。アニメでは目金に「正々堂々悪に挑むのがヒーローであり、相手を欺く者ではない」と指摘される。
必殺技「五里霧中」、「フェイクボール」。
御良 一輝（おんら いつき）
声 - 金野潤
秋葉名戸学園2年生。ポジションはFW。背番号は6番。通称オンライン。焦茶色の髪のロングヘアで右目は髪で隠れている。ネットワークゲームにハマって夜更かしし、授業中はいつも寝ている。
自作 派流（おのとも はる）
声 - 小平有希
秋葉名戸学園2年生。ポジションはFW。背番号は7番。通称「じさくは」。青色の髪で眼鏡をかけており、鋭くクールな眼差し。パソコンは全部自分で組み立て、家には10台を超えるマシンがあるらしい。漫画版では半田に足を蹴られたふりをしてファウルを貰い、審判に抗議している隙に素早くリスタートして突破するなど卑怯な手段を使った。
呂簿 合機（ろぼ ごうき）
声 - 佐々木日菜子
秋葉名戸学園1年生。ポジションはMF。背番号は8番。通称ロボ。髪の色はピンクで、牛乳瓶の底のようなグルグル眼鏡をかけている。ロボットマニアで、試合中はロボットのような動きで相手を翻弄する。アニメでは目金に「説教中や合体中に攻撃を仕掛けるなどロボットマニアとしては失格」と指摘される。
必殺技は「五里霧中」。
芸夢 好武（げいむ このむ）
声 - 奈良徹
『イナズマイレブン』
秋葉名戸学園2年生。ポジションはFW。背番号は9番。通称ゲームき。ウェーブがかった赤褐色のセミロングが特徴。ゲーマーである。フットボールフロンティアのことを「フットボール何とか」と言っていた。試合中やゲームをしているときの口調から、好きなことにはかなり熱く、荒々しくなるようである。
必殺技は「五里霧中」、「ド根性バット」（漫画）。
『イナズマイレブンGO』
目金欠流と共に「メガネハッカーズ」を結成し活動しており、ネットゲームに没頭して戻ってこない目金たちを引き戻すために天馬にゲームの攻略情報を教えた。アニメ版では未登場。

漫画 萌（まんが もえ）
声 - 田野めぐみ
『イナズマイレブン』
秋葉名戸学園2年生。ポジションはFW。背番号は10番。通称まんがか。ベレー帽に眼鏡、金髪のポニーテールが特徴で常にペンを持っている。売れっ子の萌え漫画家で、学校ではサインをよく頼まれる。
必殺技は「五里霧中」、「ド根性バット」（芸夢）「クロスドライブ」（漫画版）。
『イナズマイレブンGO』
目金欠流と共に「メガネハッカーズ」を結成し活動しており、円堂の雷門監督介入の手引きにも一枚噛んでいた。普段はゲームセンターの奥の部屋を拠点とし、目金二人でネットゲームに没頭している。アニメでは未登場。

明井戸 達人（あけいど たつひと）
声 - 城雅子
秋葉名戸学園3年生。ポジションはFW。背番号は11番。通称アーケード。灰青緑の髪にゴーグル、鼻頭と左頬の絆創膏が特徴。アーケードゲームが得意。秋葉名戸の選手の中では外見はまともな方である。ゲームセンターのメダルだけで生活しているらしい。
必殺技は「五里霧中」。
闘馬 草太（とうま そうた）
秋葉名戸学園1年生。ポジションはGK。背番号は12番。覆面レスラーのようなマスクを装着している。格闘ゲームが大好きで、人気のないキャラクターで勝つのがポリシー。アニメ版には未登場。
木内 努（きうち つとむ）
秋葉名戸学園2年生。ポジションはMF。背番号は13番。横縞の入った帽子を被っている。自分でラジオやトランシーバーなどを組み立てるのが得意なパーツマニア。アニメ版には未登場。
造形 製雄（ぞうけい さくお）
秋葉名戸学園2年生。ポジションはDF。背番号は14番。通称フィギュア。茶髪の長髪で大柄な体格をしている。フィギュア作りはプロ顔負けの技術で、その作品はプレミアつきらしい。アニメ版には未登場。
声模 索太（せいも さくた）
秋葉名戸学園2年生。ポジションはDF。背番号は15番。通称せいゆう。体は小さく、色白で目が細い。声優が大好きで、いつもCDで聞いて声真似をしている。アニメ版には未登場。
熱斗 探李（ねっと さぐり）
秋葉名戸学園1年生。ポジションはDF。背番号は16番。通称ネット。茶髪のボサボサ頭に眼鏡を乗せている。ネットで面白いサイトを探してはウイルスに感染している。アニメ版には未登場。
真二屋 才人（まにや さいと）
声 - 奈良徹
秋葉名戸学園の監督。稲妻町商店街に新しく建ったメイド喫茶「RAI@CAFE」の店長でもある。店が営業停止に追い込まれても営業許可の申請に行けないほどの気弱な性格だが、円堂たちを利用して店を再開させたりする。アニメでは店の奥やベンチでスイカを齧っているだけでほとんど何もしゃべらなかった。

## 戦国伊賀島中学校
FF近畿ブロック代表。秘伝の忍術を使って選手を鍛えているらしく、忍者のような素早い動きで雷門を苦しめた。
- 戦国伊賀島中の戦術（必殺タクティクス）
  - 伊賀島流蹴球戦術・偃月の陣：柳生を中心に8人がVの字を作るように広がり、土煙を纏いながら突進する。

霧隠 才次（きりがくれ さいじ）
声 - 小林由美子 / 佐藤健輔（ゲーム版1）
戦国伊賀島中サッカー部のキャプテン。2年生。ポジションはFW。背番号は11番。霧を連想させる灰桃色の髪が特徴。風丸と同等のスピードを誇り、優秀な忍者だが、時々サッカーのルールを忘れて手を使ってしまうらしい。
必殺技は「残像」、「つちだるま」。
百地 三太（ももち さんた）
声 - 奈良徹
戦国伊賀島3年。ポジションはGK。背番号は1番。顔全体を覆面で覆い隠している。守りの固い名キーパーだが、その素顔はチームメイトにも見せない。
必殺技は「つむじ」。
藤林 長門（ふじばやし ながと）
戦国伊賀島中2年。ポジションはDF。背番号は2番。髪が長く、前髪で両目が隠れている。目の色は赤で、つり目。ライフルの名手で、100m先の小さな的でも外さない。
高坂 仁（こうさか じん）
声 - 金野潤
戦国伊賀島2年。ポジションはDF。背番号は3番。濃黄色の覆面を付けている。すぐに熱を出しやすい体質で、十分に活躍できた例がないらしい。
必殺技は「影縫い」。
児雷也 蟇助（じらいや がますけ）
声 - 四宮豪
戦国伊賀島2年。ポジションはDF。背番号は4番。太めの体格で、手裏剣型の髪飾りで髪を上に留めている。どんな怪我にも「ガマの油が一番効く」と言い張って、誰にでも塗りたくる。
必殺技は「四股踏み」（石川）。
石川 五衛太（いしかわ ごえた）
声 - 加瀬康之
戦国伊賀島3年。ポジションはDF。背番号は5番。額に傷がある。盗めないものは無いというが、金持ちしか狙わないという。
必殺技は「四股踏み」（児雷也）。
風魔 小平太（ふうま こへいた）
声 - 城雅子
戦国伊賀島2年。ポジションはMF。背番号は6番。一人称は「わたし」。茶色のような髪色のロングヘアで、白い鉢巻きをしている。勝手な行動をしてしまう霧隠のストッパー的存在。仲間にしか分からない合い言葉で指示を出す裏の指揮官。
必殺技は「くもの糸」。
甲賀 幻（こうが げん）
声 - 小平有希
戦国伊賀島2年。ポジションはMF。背番号は7番。髪に手裏剣の髪飾りが付いている。幻術を得意とし、目くらましのような動きで相手を混乱させる。
必殺技は「分身フェイント」。
猿飛 佐之助（さるとび さのすけ）
戦国伊賀島1年。ポジションはMF。背番号は8番。ピンク色の髪で、甲賀と同じく、頭に手裏剣の髪飾りが付いている。猿のように軽い身のこなしで、どんなところにも登ることができる。
柳生 十郎（やぎゅう じゅうろう）
戦国伊賀島3年。ポジションはFW。背番号は9番。総髪の灰茶色の髪で、右目に眼帯を付けている。忍術と剣術に秀でているが、眼帯で力を抑えている。
必殺技は「分身シュート」。
初鳥 伴三（はつとり はんぞう）
声 - 日野未歩
戦国伊賀島2年。ポジションはMF。背番号は10番。一人称は「拙者」。中性的な顔立ちをしており、緑色の髪でボブカットである。風魔と同じく、霧隠のストッパー役。攻撃、または守備の陣形を決定、指示を出している。霧隠よりもキャプテンらしい。個人技よりも、集団行動が得意でチームワークを保つキーマン。
城戸 弥門（きど やもん）
戦国伊賀島2年。ポジションはGK。背番号は12番。相手をマークするのが上手く、相手が音を上げるまで付け回す。アニメ版には未登場。
針屋 也三郎（はちや やさぶろう）
戦国伊賀島2年。ポジションはFW。背番号は13番。昔は暴れ者だったが、サッカーを通じてまじめなサッカー忍者になった。アニメ版には未登場。
加藤 段（かとう だん）
戦国伊賀島2年。ポジションはDF。背番号は14番。飛び抜けたジャンプ力を持っているが、高く飛びすぎてミスが多い。アニメ版には未登場。
出浦 清盛（いでうら きよもり）
戦国伊賀島3年。ポジションはMF。背番号は15番。実力もあるが人に教えるのが上手く、息のあったチームプレイが得意。アニメ版には未登場。
滝川 一馬（たきがわ かずま）
戦国伊賀島1年。ポジションはMF。背番号は16番。スパイ活動に優れており、試合よりもその前に活躍する。アニメ版には未登場。
伊賀島 仙一（いがじま せんいち）
戦国伊賀島の監督。かなりの高齢ながらも現役の忍者。かつてイナズマイレブンとは40年前の全国大会初戦で戦った経験があり、響木とも顔見知りである。少なくともその頃には既に監督に就任していたらしい。

## 千羽山中学校
攻撃こそ得意ではないが、「無限の壁」で鉄壁のディフェンスを誇り、全国大会まで無失点で勝ち抜いてきた。
やぶのてんや版漫画では雷門中との試合はダイジェストで済まされている。
原野 徹（はらの とおる）
声 - 竹内順子 / 田代有紀（ゲーム版1）
千羽山中サッカー部のキャプテン。2年生。ポジションはMF。背番号は9番。坊主頭に赤いほっぺに円らな瞳。野鳥を捕まえて、焼き鳥にして食べている野生児。語尾に「っぺ」を付けてしゃべる。
必殺技は「ラン・ボール・ラン」。
綾野 勇一（あやの ゆういち）
声 - 芝原チヤコ
千羽山2年生。ポジションはGK。背番号は1番。ボサボサヘアでタラコ唇が特徴。合体技「無限の壁」で鉄壁のディフェンスを誇り、全国大会まで無失点で勝ち抜いてきた。漬け物にうるさくて、食事の時に漬け物がないとたちまち不機嫌に。語尾に「ズラ」を付けてしゃべる。
必殺技は「まき割りチョップ」、「無限の壁」（牧谷、塩谷）。
炭野 詠輔（すみの えいすけ）
声 - 加藤奈々絵
千羽山1年生。ポジションはDF。背番号は2番。こげ茶色の短髪で小麦色の肌をしている。祖母の強い要望で今でも石炭で風呂を沸かしたりするらしい。
必殺技は「かごめかごめ」（芹沢、山根）。
芹沢 和憲（せりざわ かずのり）
千羽山2年生。ポジションはDF。背番号は3番。髪の中央にメッシュを入れており、右に牙が出ている。かばんを使わず、いつも風呂敷で学校に通っている変わり者。
必殺技は「かごめかごめ」（炭野、山根）。
牧谷 寛（まきや ひろし）
声 - 佐々木誠二
千羽山2年生。ポジションはDF。背番号は4番。大柄でがっしりとした体格で、顎や頬にはオレンジ色のペイントを施している。農家の息子で、朝早くからニワトリや牛の世話をしているらしい。
必殺技は「真無限の壁」（綾野、塩谷、ネオジャパンでは源田、郷院）。

塩谷 ヒロ（しおたに ヒロ）
声 - 奈良徹
千羽山3年生。ポジションはDF。背番号は5番。頭がブロッコリーの形をしている。家では未だに黒電話だが不自由はないという。
必殺技は「無限の壁」（牧谷、綾野）。
山根 羊（やまね よう）
千羽山3年生。ポジションはMF。背番号は6番。麦藁帽子を被っている。目が隠れている。飼っているヤギのミルクを毎朝飲んで丈夫な体を手に入れた。
必殺技は「かごめかごめ」（炭野、芹沢）。
育井 庄児（いくい しょうじ）
声 - 下野紘
千羽山2年生。ポジションはMF。背番号は7番。おかっぱ頭が特徴。両親に代わって5人の兄弟の世話をしている。
必殺技は「モグラフェイント」。
大鯉 昇（おおごい のぼる）
声 - 中村悠一
千羽山2年生。ポジションはMF。背番号は8番。赤色の髪のボサボサヘアで、右目に傷跡が付いている。毎朝近くにある滝に打たれて精神力を鍛えている。
根上 大地（ねがみ だいち）
千羽山1年生。ポジションはMF。背番号は10番。ボサボサ頭の上に木の葉のようなものを乗せている。土の上を歩くのが大好きで、いつも裸足で走り回っている。
田主丸 茂樹（たぬしまる しげき）
声 - 佐々木日菜子
千羽山1年生。ポジションはFW。背番号は11番。後ろ髪を結い、イヤーマフをしている。山奥から非常に長い道のりを歩いて通学しているらしい。語尾に「だべ」を付けてしゃべる。
必殺技は「シャインドライブ」。
草生 久志（くさお ひさし）
千羽山3年生。ポジションはGK。背番号は12番。グラウンドの草むしりが好きという無邪気な変わり者。アニメ版には未登場。
米山 植人（よねやま うえひと）
千羽山3年生。ポジションはDF。背番号は13番。未だに手作りの米にこだわっていて、家族みんなで手作業をしている。アニメ版には未登場。
犬飼 茂樹（いぬかい しげき）
千羽山2年生。ポジションはDF。背番号は14番。犬と会話できると言い張り、よく村で犬を追いかけ回している。アニメ版には未登場。
福井 咲平（ふくい さくへい）
千羽山2年生。ポジションはDF。背番号は15番。一家揃って長生きで、曾祖母もまだまだ元気である。アニメ版には未登場。
富士 地洋（ふじ ちひろ）
千羽山1年生。ポジションはDF。背番号は16番。生き物を観察するのが大好きで、自然を求めて山に引っ越した。アニメ版には未登場。
新野 亀吉（しんの かめきち）
声 - 金野潤
千羽山の監督。口癖は「けっこうけっこう。元気が一番」。

## 木戸川清修中学校
豪炎寺が以前通っていた中学校。フットボールフロンティア全国大会の決勝常連校。特にトライアングルZが強力でゴッドハンドを打ち破ったほどの強さを見せる。2期ではジェミニストームにより全選手が負傷し、学校を破壊されてしまった。
やぶのてんや版漫画では雷門中との試合はダイジェストで済まされている。
武方 勝（むかた まさる）
声 - 古島清孝 / 久保智史（ゲーム版1）
木戸川清修サッカー部のキャプテン。3年生（アニメでは2年生）。ポジションはFW。背番号は9番。サングラスに紫色の髪をリーゼント風のヘアースタイルにしている。語尾に「みたいなァ」を付けてしゃべる。武方三兄弟の長男で、誰よりも勝ちにこだわる豪炎寺の元チームメイト。
必殺技は「バックトルネード」、「トライアングルZ」（友、努）。

武方 友（むかた とも）
声 - 中村悠一
木戸川清修3年生（アニメでは2年）。ポジションはFW。背番号は10番。ピンク色の髪を七三分けにしている。武方三兄弟の次男。人当たりが良く、チームメイトの相談役。三兄弟の中では一番話し方が丁寧。
必殺技は「バックトルネード」、「トライアングルZ」（勝、努）。

武方 努（むかた つとむ）
声 - 四宮豪
木戸川清修3年生（アニメでは2年）。ポジションはFW。背番号は11番。緑色の髪をモヒカン風の髪型にしている。兄たちに憧れ、誰よりも練習するようになった。
必殺技は「バックトルネード」、「トライアングルZ」（勝、友）。

軟山 弱（なんざん よわみ）
声 - 加瀬康之
木戸川清修3年生。ポジションはGK。背番号は1番。気が弱そうな顔をしているが、ボールを見つけると顔付きが変わる。アニメ2部では、対ジェミニストームにおいて負傷する。
必殺技は「タフネスブロック」。
西垣 守（にしがき まもる）
声 - 陶山章央
木戸川清修2年生。ポジションはDF。背番号は2番。一之瀬と秋と土門とは幼馴染で、豪炎寺が雷門中へ転校した後に、親の転勤でアメリカから木戸川清修に転入して来た。一之瀬と土門と円堂の合体技である「トライペガサス」は、アメリカ時代に一之瀬と土門と編み出した必殺技。
必殺技は「スピニングカット」、「ハリケーンアロー」（女川、光宗）。
フットボールフロンティア編
「スピニングカット」で「トライペガサス」発動を阻止する活躍を見せるが、2度目は阻止できず、「ザ・フェニックス」が得点に成功して雷門中が逆転勝利となった。
対エイリア学園編
ジェミニストームとの試合で負傷。第64話でダークエンペラーズの一員として再登場。「スピニングカット」が「ザ・フェニックス」の発動を阻止するほどまでにパワーアップしていた。

女川 映日（めがわ あきひ）
声 - 城雅子
木戸川清修1年生。ポジションはDF。背番号は3番。顔は色白で化粧をしていて、髪は紫色。最新の流行を追いかけていて、ブランド服を身に付けている。ややナルシスト気味な性格で、目立った活躍はしていないが、試合終盤に栗松からスライディングでボールを奪い勝へ繋げている。
必殺技は「ハリケーンアロー」（西垣、光宗）。
光宗 団（みつむね だん）
声 - 松浦義之（アレスの天秤）
木戸川清修2年生。ポジションはDF。背番号は4番。太った体格で眠そうな顔をしている。寝ることが何よりも幸せで、幸せすぎて学校にいつも遅刻している。
必殺技は「ハリケーンアロー」（西垣、女川）。
黒部 立樹（くろべ りつき）
声 - 杉村憲司（アレスの天秤）
木戸川清修2年生。ポジションはDF。背番号は5番。顔からはみ出すほどの巨大な唇が特徴。あまりにどっしりと構えているので、みんなに壁と間違われることがある。落ち着きのある性格で若干無口。
跳山 段（とびやま だん）
声 - 加藤奈々絵 / 佐藤里緒（アレスの天秤）
木戸川清修2年生。ポジションはMF。背番号は6番。頭頂部から左に髪の毛を流した独創的な髪形をしている。小柄な体格だが、そのジャンプ力には目を見張るものがある。前半中盤、茂木からボールを受け取るも、追加点獲得に焦る努によって強奪された。
屋形 直人（やかた なおと）
声 - 西墻由香
木戸川清修1年生。ポジションはMF。背番号は7番。猿のような顔付きをしている。屋根の上で昼寝をするのが好きだが、寝返りでよく落ちている。やや軽い性格。
茂木 沙樹都（もぎ さきと）
声 - 小平有希
木戸川清修2年生。ポジションはMF。背番号は8番。髪は茶色で逆立っている。能力は高くないが、アシストでは実力以上のものを見せる。数回にわたり、仲間へパスを繋ぐ活躍を見せた。
段堂 正憲（だんどう まさのり）
木戸川清修2年生。ポジションはGK。背番号は12番。足腰を鍛えるため、住んでいるマンションを階段で行き来している。
深沢 念司（ふかざわ ねんじ）
木戸川清修2年生。ポジションはMF。背番号は13番。3年前に負けた試合を未だに反省している律儀な選手。
守野 優一（まもりの ゆういち）
木戸川清修1年生。ポジションはMF。背番号は14番。昔は苦手だったサッカーを祖父のお守りで上達させた。
中井 陽介（なかい ようすけ）
木戸川清修3年生。ポジションはDF。背番号は15番。ぐずぐずした選手だが、女の子に頼まれると実力を発揮する。
石井 清気（いしい せいき）
木戸川清修2年生。ポジションはDF。背番号は16番。元サッカー選手だった父が残したメモで毎日練習している。
二階堂 修吾（にかいどう しゅうご）
声 - 山寺宏一 / 福田賢二（アレスの天秤）
木戸川清修の監督。1年前の帝国学園とのフットボールフロンティア決勝戦で、影山からの裏取引を二階堂が断っている。選手からの信頼も厚く、豪炎寺も二階堂には素直な態度を取り、二階堂自身も彼を全面的に信頼している。

## 世宇子中学校
プライドが高い人物が多い。実力も相応に高く、一回戦で帝国を10-0で壊滅状態に追い込み、雷門を敗北寸前に陥らせるほどである。しかし、身体能力を強化する神のアクアでドーピングしていたこともあり、本来の実力は未知数な部分が多い。
劇場版『イナズマイレブン 最強軍団オーガ襲来』では準決勝で王牙学園と対戦したが0-36という圧倒的な力を見せつけられ敗北する。
亜風炉 照美（あふろ てるみ）
声 - 三瓶由布子 / 庄司将之（ゲーム版1）
『イナズマイレブン』
世宇子中サッカー部キャプテン。2年生。ポジションはMF。背番号は10番（雷門では11番）。通称「アフロディ」。腰下ほどまである金髪の長髪で、中性的な外見。ほかのチームと違いキャプテンマークが月桂冠をイメージして、三角形のつながりでギザギザしたマークをしている。また、世宇子のメンバーの中で1人だけ灰色の襷を袈裟懸けしている。まるで芸術のようなプレイで、敵までもウットリしてしまうらしい。
自らを神だと公言するほどの自信家で、フィールドプレイヤーながら「ドラゴントルネード」と「ツインブースト」を同時にキャッチしたり、ゴールを破壊したりと実力も高い。
必殺技は「真ゴッドノウズ」、「ヘブンズタイム」、「ゴッドブレイク」、「カオスブレイク」（南雲、涼野）、「ザ・バース」（シュウ）。

『イナズマイレブンGO』
鬼道たちからは前作同様、通称の「アフロディ」と呼ばれている。前作と比べ、腰近くまであったロングヘアが背中辺りまで短くなり、右肩で束ねている。現在はイシドシュウジとつながりを持っており、彼の指示により雷門中との試合前日から木戸川清修中学校の監督に就任する。

歩星 呑一（ぽせい どんいち）
声 - 四宮豪
世宇子中3年生。ポジションはGK。背番号は1番。身長は大きめ。通称ポセイドン。どれだけ攻撃してもゴールを守る姿から「海神」と呼ばれている。アフロディ曰く「ドラゴントルネード」と「ツインブースト」を指一本で止めることのできるほどの能力を持つらしい。
必殺技は「ツナミウォール」（ゲーム版での表記は「つなみウォール」）、「ギガントウォール」。
『アレスの天秤』
卒業しているため、弟の呑二にゴールキーパーを継がせる。
阿保露 光（あぽろ ひかる）
声 - 佐々木日菜子
世宇子中2年生。ポジションはDF。背番号は2番。通称アポロン。体格は小柄でカチューシャを身に付けている。普段は明るいが、勝負に勝つためには冷酷なプレイも平気でする。
部灰 炎（へばい えん）
声 - 加藤奈々絵
世宇子中3年生。ポジションはDF。背番号は3番。通称ヘパイス。ウェーブがかった長い紫色の髪と褐色肌が特徴。テンションが上がると、自分のプレイに酔いしれてしまう。
荒須 乱（あれす らん）
声 - 加瀬康之
世宇子中2年生。ポジションはDF。背番号は4番。通称アレス。髪は赤色でサイドテール。体格は大柄で猫背。一見大人しそうだが、試合では相手が動けなくなるまでチャージする。
手魚 激（でいお げき）
声 - 中村悠一
世宇子中1年生。ポジションはDF。背番号は5番。通称ディオ。大地を揺るがすほどの巨漢。噴火した火山のように激しいプレイでボールを奪う。
必殺技は「メガクェイク」。
在手 実弓（あるて さねき）
声 - 倖月美和
世宇子中2年生。ポジションはMF。背番号は6番。通称アルテミス。真っ白な仮面を被っている。弓で射た矢のように正確なパスやシュートを放つスイーパー。
経目 須商（へるめ まつあき）
声 - 奈良徹
世宇子中2年生。ポジションはMF。背番号は7番。通称ヘルメス。道化師のような顔をしており、頭部に7の数字が刻まれている。計算高く試合を進めてくる油断ならない男。
必殺技は「サイクロン」（漫画版）
明天名 智（あてな とも）
声 - 下野紘
世宇子中1年生。ポジションはMF。背番号は8番。通称アテナ。後ろ髪を髷のように結っている。世宇子中の頭脳。様々な戦略はまさに神の知恵。
出右手 豊（でめて ゆたか）
声 - 日野未歩
世宇子中2年生。ポジションはFW。背番号は9番。通称デメテル。鉄仮面を被っている。地形を正確に把握し、地面を味方に付けたようなプレイをする。
必殺技は「リフレクトバスター」、「ダッシュストーム」。

平良 貞（へら ただし）
声 - 小平有希
世宇子中3年生。ポジションはMF。背番号は11番。通称ヘラ。額に傷があり、髪は茶色でセミショート。嫉妬深く、自分より優れた選手や目立つプレイを許さない。
必殺技は「ディバインアロー改」。
アニメ版・FFI編
日本代表候補「ネオジャパン」の一員として円堂たちの前に現れ、試合する。ポジションはMFからDFに転向している。背番号13番。

位家 路主（いか みちゆき）
世宇子中2年生。ポジションはGK。背番号は12番。通称イカロス。水色の髪で左目を隠している。空中プレイが得意で、その姿は大空を羽ばたく鳥のよう。
安芸 玲須（あき たままつ）
世宇子中1年生。ポジションはFW。背番号は13番。通称アキレス。実力はあるが、足を痛めやすくて控えに甘んじている。
経洛 玲州（へらく れす）
世宇子中2年生。ポジションはDF。背番号は14番。巨漢。通称ヘラクレス。力は強くて乱暴者だが、女の子には弱い。
黒野 時夫（くろの ときお）
世宇子中2年生。ポジションはDF。背番号は15番。通称クロノス。頭はスキンヘッドで無数の傷跡がある。時計を見なくても残り時間を正確に把握してプレイすることができる。
目戸 宇佐（めど うさ）
世宇子中3年生。ポジションはMF。背番号は16番。通称メドゥーサ。蛇のような髪型が特徴。鋭い眼力によって、相手は石になったかのように固まってしまう。
影山 零治（かげやま れいじ）
世宇子中総帥。#指導者を参照。

## エイリア学園
自らを「星の使徒」と名乗る集団が所属する学校。富士山にあり人型ロボットがサッカーで警備していたり、ホロビジョンルームや庭園がある。 宇宙船のような形をしており、後に崩壊した。宇宙人を名乗る彼らの正体はエイリア石で強化された人間で、通常の軍隊の兵士より優秀なハイソルジャーの選手であり元々彼らは孤児院「おひさま園」で暮らす孤児たちだった。このお日さま園は息子を亡くして悲しみにくれる吉良を励ますために瞳子が提案して立てられた施設である。
宇宙人名はほとんどが本名をもじったものになっている。子供たちの本名はグラン、バーン、ガゼル以外は3期にて判明。また、ゲーム版3ではバーンとガゼル以外はスーパーリンクによって使用可能（緑川はレーゼ、砂木沼はデザーム、ヒロトはグランのときの姿が使用可能）。
やぶのてんや版漫画ではごく普通の中学校となっており、基山、緑川、南雲、涼野の母校。
吉良 星二郎（きら せいじろう）
声 - 宝亀克寿
『イナズマイレブン』
吉良財閥の会長で瞳子の父親。大仏に似た容姿をしており、一見温厚そうに見えるが、ある出来事をきっかけとして目的のためなら手段を選ばない歪んだ信念を持つようになった。対エイリア学園編における敵の黒幕的存在。
『イナズマイレブン アレスの天秤』
実の息子・吉良ヒロトが健在のため、「ハイソルジャー計画」は行われていない。しかし、ヒロトが暴力沙汰を起こしてばかりであることを自分の責任とは思ってはおらず、娘の瞳子に責任を押し付け、更生させるために永世学園サッカー部の一員としてフットボールフロンティア出場を提案する。

研崎 竜一（けんざき りゅういち）
声 - 成田剣
長身痩躯で青白い顔をした男。吉良の秘書。表向きは吉良の忠実な部下だが、裏では吉良に代わって覇権を握る機をうかがっており、吉良にも極秘でエイリア石の研究を進め、エイリア石の放つエナジーを何倍も高めてエイリア学園イレブン以上の超人・ハイソルジャーを作ることに成功していた。
吉良 ヒロト（きら ヒロト）
『イナズマイレブン』
星二郎の実子で、瞳子の兄。故人。サッカー留学をしていた時に少年犯罪に巻き込まれ、殺されてしまう（アニメでは不慮の事故）。基山ヒロトの名前は星二郎の彼への思いから名付けられている。
『イナズマイレブン アレスの天秤』
声 - 増田俊樹
本作では亡くなっておらず、瞳子の弟という設定になっている。素行が悪く暴力沙汰などで問題児になっており、父親にも「吉良財閥の恥さらし」とも言われており、『イナズマイレブン』で「面影がある」と言われたタツヤ（ヒロト）とは似ても似つかない容姿をしている。「お日さま園」の孤児たちとは仲が悪く、見下している。しかしサッカーの腕前はある。

### ジェミニストーム
レーゼ / 緑川 リュウジ（みどりかわ リュウジ）
声 - 小平有希
『イナズマイレブン』
ジェミニストームのキャプテン。2年生。ポジションはMF。背番号は10番。黄緑色の髪で、レーゼの姿ではソフトクリームのように立った髪が特徴で、緑川リュウジとしてはポニーテールの髪型。
レーゼの時の一人称は「私」で、負けた者は生きる資格がないと考える冷酷な男。諺に詳しく、試合前には雷門中に向けて「地球にはこんな言葉がある」と皮肉交じりに諺を言う。一人称は「オレ」で、本来は明るく軽めな性格。しかし、諺を話すことは相変わらずである。
必殺技は「アストロブレイク」、「アストロゲート」（アニメでは未登場）、「ライトニングアクセル」、「ユニバースブラスト」（ディアム）。

『イナズマイレブンGO』
前作と比べ、黄緑色の髪をお団子にしているが、諺を多用する癖は相変わらずである。ヒロトと同じく「お日さま園」の出身者である。現在はヒロトが務める吉良財閥の秘書として彼を支え、仕事の傍ら「フィフスセクター」が裏で粉飾決算をしているかどうかを調査している。
『イナズマイレブン アレスの天秤』
初めから「緑川リュウジ」として登場。「永世学園」の生徒で、タツヤらと同じく「お日さま園」の出身。今作も諺を多用する癖は相変わらず。「エイリア学園編」とは違い、ヒロトたちとの身分格差はなくタツヤの相談相手にもなっている。瞳子の提案により、永世学園サッカー部の一員としてフットボールフロンティアに出場する。

ゴルレオ / 五流 玲於（ごりゅう れお）
声 - 加瀬康之
ポジションはGK。背番号は1番。隕石だって受け止めると豪語する頑丈な男。巨体の持ち主で、雷門中との初戦ではよそ見をしながら片手で「イナズマブレイク」を受け止め実力差を見せつけた。
必殺技は「ブラックホール」。
ギグ / 菊間 章介（きくま しょうすけ）
ポジションはDF。背番号は3番。顔色は赤く、モヒカンのような髪型をしている。常に何かに対して怒っており、その怒りをエネルギーに変えている。
ガニメデ / 蟹目 出郎（かにめ　いでろう）
声 - 中村悠一
ポジションはDF。背番号は4番。褐色肌の巨漢で、口の左下に牙を生やしている。昔は美少年だったと本人は言っているが、誰も信じてくれない。
必殺技は「グラビテイション」。
コラル / 珊瑚 義郎（さんご よしろう）
ポジションはDF。背番号は2番。顔色は青く、その名の通りサンゴのような形状の髪型をしている。表情が全く読み取ることができないので、行動を予測できない。
カロン / 家禄 聡里（かろく さとり）
声 - 金野潤
ポジションはDF。背番号は5番。長髪で片目に眼帯をしている。相手チームを地獄のような目に遭わせてやる気をなくさせる。
必殺技は「フォトンフラッシュ」。
パンドラ / 近畿 希望（きんき のぞみ）
声 - 西墻由香
女の子で、ポジションはMF。背番号は6番。色白で、紫色の頭でまとめたお団子頭が特徴。関わる者に災いをもたらすという怪しい噂がある。パスをする際、舌なめずりした方向にいる仲間にボールを渡す癖があり、そこを一之瀬に見抜かれてしまった。
グリンゴ / 面月 宇宙（おもつき そら）
声 - 金野潤
ポジションはMF。背番号は7番。小柄で、顔に緑色の宇宙ヘルメットを装着している。他人と絶対に打ち解けようとしないので、仲間からも嫌われている。
イオ / 伊尾 駿太郎（いお しゅんたろう）
声 - 佐藤美一（ゲーム版2）
ポジションはMF。背番号は8番。髪の色はオレンジで、仮面の上にゴーグルを付けている。獰猛な動物や毒蛇は怖くないが、アブだけは苦手らしい。
リーム / 七風 理夢（ななかぜ りむ）
声 - 小林沙苗
女の子で、ポジションはFW。背番号は9番。ピンク色の髪で、褐色肌で目の周りが黒い。残忍な性格で、相手の隙を見逃さず攻撃を仕掛けてくる。
ディアム / 三浦 大夢（みうら ひろむ）
声 - 日野未歩
ポジションはFW。背番号は11番。自分を驚かせてくれるような強い敵を求めている。
必殺技は「ユニバースブラスト」（レーゼ）。

### イプシロン
胸部分のスイッチを押すだけでユニフォームの色が変わる。沖縄の試合ではメンバーがパワーアップして目が赤くなっており、チーム名も「イプシロン・改」となる。
デザーム / 砂木沼 治（さぎぬま おさむ）
声 - 疋田高志
『イナズマイレブン』
イプシロンのキャプテン。3年生。ポジションはGK/FW。背番号は1番。藍色の長髪で、デザームの姿では首の周りに髪の毛を巻いており、目は黒く瞳は橙。砂木沼治としては髪型はポニーテールで、目は白く瞳は橙色。一人称は「私」で、古風で大人びた容姿・口調をしている。吹雪のエターナルブリザードを片手で止めるなどとてつもないパワーを持つ。
試合を「戦闘」と呼び、初めはレーゼと同じくサッカーを破壊の道具のように思っていたが、雷門中と試合をしていくうちに、サッカーの楽しさを感じさせられるようになる。本来は真面目かつ厳格な性格でサッカーに対する熱い心の持ち主なのだが、デザームとしていた頃は全て計算通りに計画が運ばないと気に入らない面が強かった。
漫画では脅威の侵略者編がオミットされているため未登場だったが、別冊コロコロ2014年2月号の読みきり漫画「イナズマイレブン5周年記念イナズマ・ベストイレブンVSイナズマ・バトルイレブン」にてデザームとして初登場した。
必殺技は「ワームホール」、「ドリルスマッシャー」、「グングニルV2」、「イリュージョンボール改」、「ダッシュストームV2」、「ゴッドノウズ改」、「トライアングルZ改」（伊豆野、瀬方）。

『イナズマイレブンGO』
聖堂山中サッカー部のコーチを務めている。サッカーに対する情熱は現在も変わらず、前作以上に熱い性格になっている
『イナズマイレブン アレスの天秤』
初めから「砂木沼治」として登場。「永世学園」の生徒で、タツヤらと同じく「お日さま園」の出身。一人称が「俺」になっている。「エイリア学園編」とは違い、身分格差はなくヒロトたちとの仲は好調。瞳子の提案により、永世学園サッカー部の一員としてフットボールフロンティアに出場する。

ケンビル / 比留間 健一（ひるま けんいち）
ポジションはDF。背番号は2番。髪が赤い。
強い者には媚び諂うが、弱い者には威張り散らす。さらにイプシロン・改に強化されたら、威張ることしかしなくなった。
モール / 森野 留美（もりの るみ）
女の子で、ポジションはDF。背番号は3番。
ガスマスクのような形の薄い空気のボンベを付けて、肺の力をアップさせている。が、イプシロン・改にパワーアップしたら、逆に普通の空気では気持ち悪くなるほど、肺の力が上がり過ぎてしまった。
ケイソン / 村田 圭介（むらた けいすけ）
声 - 古島清孝
ポジションはDF。背番号は4番。継ぎ接ぎされたような人工物のような顎が特徴。髪の色は緑で、ベレー帽を被り、前髪で右目を隠している。
物事を何でも疑う捻くれ者。イプシロン・改にパワーアップすると、誰であっても全く信用しなくなってしまった。
タイタン / 丹波 太二（たんば たいじ）
ポジションはDF。背番号は5番。チーム一の巨漢で、ゴーグルのようなものを付けている。
大きな体を持て余し、目の前のものをみんな壊してしまう。イプシロン・改になると、破壊衝動がさらに強化され、あたり構わず吹き飛ばすほどになってしまった。
ファドラ / 端東 虎彦（はとう とらひこ）
ポジションはMF。背番号は6番。褐色肌で、目は黄色。
暴れることさえできれば、サッカーでも何でもいいという危険な男。イプシロン・改にパワーアップすると、さらに危険なプレーを連発して、相手チームをボロボロにする。
クリプト / 九里 風子（くり ふうこ）
声 - 高垣彩陽
女の子で、ポジションはMF。背番号は7番。髪は緑がかかった金髪で内巻きで、瞳は赤色。
雷門中に対して「ブッ潰す」と発言するなど、かなり好戦的な性格。
常に相手の死角に回り込み、思わぬ方向から攻撃する。イプシロン・改になると、動きがさらに強化され、まるで何人もいるような動きをする。
スオーム / 牟礼田 蜂郎（むれた はちろう）
ポジションはMF。背番号は8番。体格は小柄で、目はバナナのような形状の髪で隠れている。
植物と会話ができるが、メンバーの話には聞く耳を持たない。
イプシロン・改にパワーアップすると、それまでは隠れていた目が露になる。さらに、空一面見えなくなるほどに、虫を呼び寄せる力が強化された。
マキュア / 皇 マキ（すめらぎ マキ）
声 - 小平有希
女の子で、ポジションはFW。背番号は9番。左右の扇風機のような形のお団子頭が特徴。
一人称は「マキュア」で、かわいらしい容姿だが、自分の思い通りにならないとすぐ怒る性格。さらにイプシロン・改にパワーアップしたら、いつも怒りのエネルギーを出すようになった。
必殺技は「メテオシャワー」、「ガイアブレイク」（メトロン、ゼル）。
メトロン / 武藤 論（むとう さとし）
声 - 金野潤
ポジションはMF。背番号は10番。髪の色は紫で、イプシロンの中では割と普通な外見をしており、口調も敬語。
しかし、わざと誘い込むような動きをして、相手を陥れる。イプシロン・改になると、さらに凶暴になり、相手が誘いに乗らなかったら強引にアタックする。
必殺技は「メテオシャワー」、「ガイアブレイク」（ゼル、マキュア）。
ゼル / 瀬方 隆一郎（せがた りゅういちろう）
声 - 中村悠一
ポジションはFW/GK　背番号は11番。小麦色の肌で、白い髪が特徴。
自分の力に絶対の自信を持ち、うまくいかないと周りのせいにする。イプシロン・改に強化されると、自分のプレーへの思い込みがさらにひどくなり、審判にも食ってかかるほどになった。
必殺技は「ガニメデプロトン」、「ワームホール」、「リフレクトバスターV2」、「ガイアブレイク」（メトロン、マキュア）、「トライアングルZ改」（砂木沼、伊豆野）。

### ザ・ジェネシス
ジェネシスとはエイリア最強のチームに与えられる称号であり、元々のチーム名は「ガイア」（ゲーム版では「コードネームG」とも呼ばれていた）。正体はエイリア石で強化されたジェミニストームやイプシロンと戦うことで鍛えられた人間であり、エイリア石から直接の力は供給されていない。雷門との試合中、人間の持つ力を限界まで出し切ることで極めて短時間の間だけ強化することができる「リミッター解除」で雷門を追い詰めるも、円堂たちのサッカーを思う絆に敗れる。
グラン / 基山 ヒロト（きやま ヒロト） / 基山 タツヤ（きやま タツヤ）
声 - 水島大宙
『イナズマイレブン』
ザ・ジェネシスのキャプテン。2年生。ポジションはFW。背番号は11番。緑色の瞳で色白の肌に、赤色の髪が特徴。グランの姿とヒロトの姿では髪型が異なり、3期ではヒロト時の髪型が外ハネしたような髪型になっている。
本来は穏やかな性格なのだが、円堂たちと敵対していた時はどこか冷めた雰囲気を持っていた。しかし、円堂たちとの出会いにより変わってゆき、本当のサッカーを楽しむこととなる。
必殺技は「流星ブレードV3」、「天空落とし」、「スーパーノヴァ」（ウルビダ、ウィーズ）、「スペースペンギン」（ウルビダ、ウィーズ）、「グランドファイアG3」（豪炎寺、虎丸）、「ザ・バース」（吹雪）、「ビッグバン」（鬼道、吹雪）。

『イナズマイレブンGO』
かつての「お日さま園」の園児と共に仕事を行う吉良財閥の社長となり、傍ら「フィフスセクター」が裏で粉飾決算をしているかどうかを調査している。
『イナズマイレブン アレスの天秤』
「イナズマウォーカー アウターコード vol.2『宇宙人が来ない日』」にて、本来の「吉良 ヒロト」が今作では健在のため、「基山 タツヤ」という名前になっているが、これが実の親につけられた本名か園に入ってから付いた名前かは不明。「永世学園」の生徒で、緑川らと同じく「お日さま園」の出身。瞳子の提案により、永世学園サッカー部の一員としてフットボールフロンティアに出場する。

ウルビダ / 八神 玲名（やがみ れいな）
声 - 日野未歩
『イナズマイレブン』
女の子で、ポジションはMF。ジェネシスの副キャプテン的存在。背番号は10番。水色のセミロングの髪で、耳の付近は白髪になっている。常に冷静な女性戦士で、感情に動かされることは無く口調も男勝りではある。だが幼い頃は無邪気で感情豊かな少女であった。
グランと同じく育ての親である吉良の恩に報いるため、吉良のためだけに戦ってきた。そのため、吉良から一番愛情を受け育ち、信頼されていたグランに対して敵意を抱いていた。
必殺技は「スーパーノヴァ」（グラン、ウィーズ）、「スペースペンギン」（グラン、ウィーズ）。
『イナズマイレブン アレスの天秤』
初めから「八神玲名」として登場。「永世学園」の生徒で、タツヤらと同じく「お日さま園」の出身。「エイリア学園編」とは違い、ヒロトたちとの仲は好調。瞳子の提案により、永世学園サッカー部の一員としてフットボールフロンティアに出場する。

ネロ / 根室 君之（ねむろ きみゆき）
声 - 瀧本富士子
ポジションはGK。背番号は1番。緑色の髪で、赤い瞳に白い肌をした小柄な少年。恐るべきジャンプ力であらゆるシュートに跳びつくことができ、必殺技を使わずに吹雪の「エターナルブリザード」を止めるほどのセーブ力を持つ。
必殺技は「プロキオンネット」、「時空の壁」。
ゲイル / 鯨井 隆則（くじらい たかのり）
声 - 加瀬康之
ポジションはDF。背番号は2番。焦茶色のポニーテールの髪で、爬虫類のような目で、瞳は黄色。突き刺すような視線で相手の動きをじっと観察している。
キーブ / 紀伊 布美子（きい ふみこ）
声 - 高垣彩陽
女の子で、ポジションはDF。背番号は3番。褐色肌で、紅色の縦ロールの髪が特徴で、セクシーなホステスのような雰囲気。踊りのような不思議な動きで相手を混乱させる。
ゾーハン / 石平 半蔵（いしだいら はんぞう）
声 - 阪口周平
ポジションはDF。背番号は4番。鉄マスクを付けており、ゲーム版ではそのマスクのせいで、何を言っても「ズズズ」としか聞こえないが、コーマにだけは彼の言葉が理解できる。ただし、仲間にするときは（プログラムの関係上）普通にしゃべっている。
格闘技で鍛え上げた体でゴールの前に立ち塞がる。
アニメ版・FFI編
「石平半蔵」として日本代表候補「ネオジャパン」の一員に選ばれる。背番号は3番。円堂たちの前に現れ、試合する。
必殺技は「アースクェイク」、「ハーヴェスト」（郷院）。

ハウザー / 羽崎 剛太（はねさき ごうた）
声 - 金野潤
ポジションはDF。背番号は5番。ピンク色の肌で、肥満体型。体の弾力を利用して、思わぬ方向からチャージをかける。
コーマ / 駒沢 恭馬（こまざわ きょうま）
声 - 梶裕貴
ポジションはMF。背番号は6番。細目で、金髪混ざりの茶髪が特徴。何重ものトラップを仕掛けて相手のミスを誘う。常に丁寧な口調で話し、ゾーハンの言葉を理解することができる。
クィール / 久井 ルル（くい ルル）
声 - 小林沙苗
女の子で、ポジションはMF。背番号7。かなり小柄な体格で、ウサギの耳のような紫色の髪が特徴。ぼーっとしているようだが、その動きは誰も予測できない。
アーク / 阿久津 聖（あくつ きよし）
声 - 四宮豪
ポジションはMF。背番号8。銀髪にメットを装着し、赤色のサングラスをしている。一瞬でボールが通るルートを見抜くことができる。
ウィーズ / 伊豆野 由宇（いずの ゆう）
声 - 宮野真守
ポジションはFW。背番号9。腰以上ある水色の髪で、凶悪な顔付きをしている巨漢。シュートに見せかけて相手をボールで吹き飛ばす危険な男。
必殺技は「スーパーノヴァ」（グラン、ウルビダ）、「スペースペンギン」（グラン、ウルビダ）、「トライアングルZ改」（砂木沼、瀬方）。
アニメ版・FFI編
「伊豆野由宇」として日本代表候補「ネオジャパン」の一員に選ばれる。円堂たちの前に現れ、試合する。

### プロミネンス
バーン / 南雲 晴矢（なぐも はるや）
声 - 古島清孝
『イナズマイレブン』
プロミネンスのキャプテン。2年生。ポジションはFW。背番号10。紅蓮の炎を連想させる赤色の髪で、燃え盛る炎のような形の先端髪が特徴。黄色い瞳で、バーンの姿では亀裂が走っている。喧嘩っ早く、気性が荒い性格で少々口が悪い。
空中戦を得意としており、雷門イレブンを11人突破するほどの実力を持っている。
必殺技は「アトミックフレア」、「フレイムベール」（漫画版）、「ファイアブリザード」（ガゼル）、「カオスブレイク」（アフロディ、涼野）。

『イナズマイレブン アレスの天秤』
初めから「南雲晴矢」として登場。「永世学園」の生徒で、タツヤらと同じく「お日さま園」の出身。今までのアニメとは異なり、ゲーム同様に瞳に稲妻マークが入っている。「エイリア学園編」とは違い、ヒロトたちとの仲は好調。瞳子の提案により、永世学園サッカー部の一員としてフットボールフロンティアに出場する。

グレント / 大岩 蔵人（おおいわ くらんど）
声 - 阪口周平
カオスメンバーの一員。ポジションはGK。背番号1。赤色の肌に黒い目、凶悪な思考を悟られないように常にマスクを着けている。
必殺技は「バーンアウト」。
バーラ / 薔薇園 華（ばらぞの はな）
声 - 加藤奈々絵
女の子で、カオスメンバーの一員。ポジションはDF。背番号2。かなりの小柄で水色のリボンと水色の縁の眼鏡が特徴。かわいい物が大好きで、好きな物はどんな手を使っても手に入れようとする。
ボンバ / 本場 激（ほんば げき）
声 - 平井善之
『イナズマイレブン』
カオスメンバーの一員。ポジションはMF/DF。背番号5。太った体格で、長い髪を水色のカチューシャでまとめている。炎のパワーファイターで、カチューシャには彼なりのこだわりがあるらしい。
必殺技は「イグナイトスティール」。
『イナズマイレブン アレスの天秤』
初めから「本場激」として登場。「永世学園」の生徒で、タツヤらと同じく「お日さま園」の出身。一人称は「俺」。「エイリア学園編」とは違い、涼野たちとの仲は好調。瞳子の提案により、永世学園サッカー部の一員としてフットボールフロンティアに出場する。

ヒート / 厚石 茂人（あついし しげと）
声 - 梶裕貴
カオスメンバーの一員。ポジションはMF。背番号6。ツンツンに立った白髪で、顔の右側の傷が特徴。バーンとは幼なじみらしく、昔は病弱だったが特訓で強くなった。
FFI編
「厚石茂人」として日本代表候補「ネオジャパン」の一員に選ばれる。ポジションはMF/GK、背番号12番。

ネッパー / 熱波 夏彦（ねつは なつひこ）
声 - 柳原哲也
『イナズマイレブン』
カオスメンバーの一員。ポジションはFW/MF。背番号11。炎の模様を表したヘッドバンドを装着していて、暗い瞳。その心の奥は誰にも分からない。アフロディのヘブンズタイムを破り、一之瀬のフレイムダンスも軽々と避けるなど実力はとても高い。カオスチームではダイヤモンドダストを完全に無視したプレイをし、結果的にピンチを生むこととなった。
『イナズマイレブン アレスの天秤』
初めから「熱波夏彦」として登場。「永世学園」の生徒で、タツヤらと同じく「お日さま園」の出身。「エイリア学園編」とは違い、涼野たちとの仲は好調。瞳子の提案により、永世学園サッカー部の一員としてフットボールフロンティアに出場する。

バクレー / 葉隠 幸太郎（はがくれ こうたろう）
ポジションはDF。背番号3。茶色の髪に茶色のサングラスを装着している。陽気な性格だが、そのサングラスの奥の目は笑っていないらしい。アニメでは未登場。
サトス / 佐藤 数男（さとう かずお）
ポジションはDF。背番号4。角のような髪をしている。常に先を考える頭脳派だが、考えすぎて胃が痛いらしい。アニメでは未登場。
レアン / 蓮池 杏（はすいけ あん）
声 - 早見沙織（英雄たちのヴィクトリーロード）
女の子で、ポジションはMF。背番号7。髪は赤色のセミショートで、前髪がカールしている。自分より強い者は許さない性格で、夢は最強のサッカー選手になること。アニメでは未登場だが、TCGには登場。
ボニトナ / 仁藤 穂香（にとう ほのか）
女の子で、ポジションはMF。背番号8。青緑色の髪で眼鏡をかけている。セクシーな見た目に翻弄され、油断して怪我をする者が後を絶たない。アニメでは未登場。
サイデン / 祭殿 丞（さいでん じょう）
ポジションはFW。背番号9。悪魔のような顔をした巨漢で、鋭い目つきで相手を怯ませる。筋トレは毎日欠かさないらしい。アニメでは未登場。バーンの初期デザイン案であった。

### ダイヤモンドダスト
ガゼル / 涼野 風介（すずの ふうすけ）
声 - 瀧本富士子
『イナズマイレブン』
ダイヤモンドダストのキャプテン。2年生。ポジションはFW。背番号10。青い瞳で氷を思わせる青白い髪をしている。一人称は「私」で、冷静沈着な性格。エイリア学園の中で唯一ガゼルとの姿に変化がない。
凍えるような氷を操ることが可能で、イプシロン・改に勝った円堂たちを自分の練習相手に相応しいと認める。バーンと同じくグランが気に食わず、常々グランからジェネシスの称号を奪おうと思っており、アニメ56話で、バーンとチームを組み、「ザ・カオス」と命名し、雷門イレブンの前に立ち塞がる。
ユニフォームを腕まくりしたデザインはキャプテン翼の日向小次郎のオマージュ。
必殺技は「ノーザンインパクト」、「ウォーターベール」（漫画版）、「ファイアブリザード」（バーン）、「カオスブレイク」（アフロディ、南雲）。
『イナズマイレブン アレスの天秤』
初めから「涼野風介」として登場。「永世学園」の生徒で、タツヤらと同じく「お日さま園」の出身。「エイリア学園編」とは違い、ヒロトたちとの仲は好調。瞳子の提案により、永世学園サッカー部の一員としてフットボールフロンティアに出場する。

クララ / 倉掛 クララ（くらかけ クララ）
声 - 高垣彩陽
女の子で、カオスメンバーの一員。ポジションはDF。背番号3。ジト目で、青色の髪の両サイドに黄色い髪留めを着けている。儚げな笑顔で冷たい言葉を放ち、そこがいいという声も多いらしい。エイリア学園で唯一宇宙人ネームと本名が同じである。
必殺技は「フローズンスティール」。
ゴッカ / 極川 寒太郎（ごくかわ かんたろう）
声 - 金野潤
カオスメンバーの一員。ポジションはDF。背番号4。かなりの巨漢で目つきが悪く、木暮のようにツノが生えたような藍色の髪型が特徴。極悪スモウプレイヤーの異名を持ち、巨体にものを言わせてボールを奪う。
必殺技は「フローズンスティール」。
ドロル / 角路 徹（かどみち とおる）
声 - 宮野真守
カオスメンバーの一員。ポジションはMF。背番号7。緑色の髪で、仮面を被っている。欠点を反省してすぐさま次に生かす性格。
必殺技は「ウォーターベール」、「フローズンスティール」。
リオーネ / 栗尾根 由紀（くりおね ゆき）
声 - 北西純子
女の子で、カオスメンバーの一員。ポジションはMF。背番号8。オレンジ色の髪のポニーテール。素顔を隠しているものは仮面のようなメイクとも言われているが、設定画により実際は仮面であることが分かる。笑顔はかわいいらしい。
必殺技は「ウォーターベール」。
ベルガ / 白井 一角（しらい いっかく）
声 - 立花慎之介
ポジションはGK。背番号1。長身で目が青いバンダナで隠れていて、青い肌が特徴。基本はクールだが心には熱い物を秘めているらしい。ボールを味方のゴールから相手のゴールまで投げ飛ばすほどの力がある。
必殺技は「アイスブロック」。
アイキュー / 凍地 修児（とうち しゅうじ）
声 - 小平有希
ポジションはDF。背番号2。紺色の髪で眼鏡をかけている。アイシーの兄であり、彼女には頭が上がらないらしい。彼の日常は勉強尽くしであり、そのIQは1000を超えているともいわれ、計算結果をアイシーに教えて彼女に正確なプレーをさせているらしい。
アイシー / 凍地 愛（とうち あい）
声 - 加藤奈々絵
女の子で、アイキューの妹。ポジションはMF。背番号5。紫色の髪のロングヘアでつり目。小柄だが、反射神経がすさまじく鬼道の「イナズマブレイク」を発動前にカットするほど。
バレン / 鳥羽 蓮（とば れん）
声 - 田野めぐみ
ポジションはMF。背番号6。男だがかわいらしい顔がコンプレックスであり、マスクで口を隠し、メイクをして怖さを演出しているらしい。
ブロウ / 旋風野 冬司（つむじの とうじ）
声 - 三瓶由布子
ポジションはFW。背番号9。山のような形の茶色の髪が特徴。
フロスト / 御氷 雫（みこおり れい）
声 - 阪口周平
ポジションはFW。背番号11。緑の結晶が集まったような髪をしている。心はチームの誰よりも冷たい。

### ダークエンペラーズ
研崎竜一が結成したエイリア学園のチームで、メンバーは雷門イレブンのメンバー（キャラバンを離脱したメンバーを含む）、バックアップチーム（杉森とシャドウと西垣）である。メンバーについての詳しい情報は在校を参照。エイリア石の強化エナジーの影響で全員が超絶的サッカー能力と何らかの性格的変質を発揮しており、プレースタイルも円堂にわざとボールをぶつけて吹っ飛ばしたり、綱海を突き飛ばすなど危険なプレーを多用して、雷門イレブンを追い詰める。だが、円堂の決死のゴッドハンドによってエイリア石を破壊され、正気を取り戻す。なお、ゲーム版3では、条件を満たせばプレミアムスカウトで仲間にすることができる。
風丸 一郎太（かぜまる いちろうた）
ダークエンペラーズのキャプテン。ポジションはFW。背番号10。雷門イレブンにいた頃とは異なり、ポニーテールを解いている。エイリア石の力で人の限界を超えるスピードを手に入れた。
ずっと円堂たちと一緒にサッカーをしていたために円堂たちの弱点や癖を知り尽くしており、雷門イレブンに圧倒的な力を見せ付ける。立向居に「なんてパワーだ」と言わせるほどのキック力も手に入れている。
必殺技は「疾風ダッシュ」、「分身ディフェンス」、「ダークフェニックス」（染岡、マックス）、「トリプルブースト」（宍戸、栗松）。
染岡 竜吾（そめおか りゅうご）
ダークエンペラーズの副キャプテン。ポジションはFW。背番号11。エイリア石の力で強力なストライカーとなり、どんなディフェンスも突破すると豪語、円堂と壁山を吹き飛ばす高い実力を見せ付ける。
必殺技は「ワイバーンクラッシュ」、「ダークフェニックス」（風丸、マックス）。
杉森 威（すぎもり たけし）
ポジションはGK。背番号1。エイリア石の影響で、勝利のみを考えるようになった。
必殺技は「ダブルロケット」、「デュアルスマッシュ」（影野、ゲーム版2・3では自力で覚えないがストライカーズでは習得する）。
西垣 守（にしがき まもる）
ポジションはDF。背番号2。エイリア石の力でパワーアップした。その実力は、一之瀬と円堂と土門の「ザ・フェニックス」を「スピニングカット」の一瞬で止めたほど。
必殺技は「スピニングカット」。
闇野 カゲト（やみの カゲト）
ポジションはFW/MF。背番号3（ゲーム版では9）。エイリア石の影響で「闇から生まれた暗黒の戦士」と称する闇はさらに深くなった。
必殺技は「ダークトルネード」。
栗松 鉄平（くりまつ てっぺい）
ポジションはMF/DF。背番号5。雷門イレブン時代と比べ、モミアゲが伸び、出っ歯がさらに突き出、笑い方も「ガハハ」（ゲーム版では「グフフ」）に変化。エイリア石の影響で元来の明るさは失われている。
必殺技は「トリプルブースト」（風丸、宍戸）。
影野 仁（かげの じん）
ポジションはDF。背番号4。雷門イレブンにいた頃と比較して、外見にあまり変化は無い。前髪に隠れた瞳は深い闇を湛えている。杉森と共に豪炎寺の「爆熱ストーム」を軽く防ぎ、「大したことない」と評するほど実力が上がっている。
必殺技は「デュアルスマッシュ」（杉森）。
半田 真一（はんだ しんいち）
ポジションはMF。背番号6。雷門イレブン時代と比べ、髪の毛が逆立ち、若干ツリ目になっている。エイリア石の力で中途半端な自分が変われると信じている。豪炎寺からボールを軽く奪取し、動きが鈍ったと評するほどに身体能力が向上している。
必殺技は「レボリューションV」（マックス）。
少林寺 歩（しょうりんじ あゆむ）
ポジションはMF。背番号7。雷門イレブン時代と比べ、髪が伸びている。エイリア石の力で、その身のこなしと足技は限界を超えた。
必殺技は「シューティングスター」（宍戸）。
宍戸 佐吉（ししど さきち）
ポジションはMF/DF。背番号8（ゲーム版では3）。雷門イレブン時代と比べ、アフロヘアーのボリュームが増量している。エイリア石の力で、どんな敵にも負けない自信を手に入れた。
必殺技は「シューティングスター」（少林）、「トリプルブースト」（風丸、栗松）。
松野 空介（まつの くうすけ）
ポジションはMF。背番号9（ゲーム版では8）。雷門イレブン時代と比べ、若干かぶり物の左耳の部分が破れており、目付きが悪くなっている。エイリア石の力で、その器用なボールさばきはもはや誰にも止めることはできないほどになった。
必殺技は「レボリューションV」（半田）、「ダークフェニックス」（風丸、染岡）。

## SPフィクサーズ
塔子の父・財前総理を護衛するSPで構成されたチーム。メンバーは塔子を除き全員成人であり、スーツとピンマイクを身に着けている。「守る」ことを意識したディフェンス技を得意としている。
財前 塔子（ざいぜん とうこ）
声 - 高垣彩陽
『イナズマイレブン』
SPフィクサーズのリーダー兼キャプテン。2年生。日本の総理大臣・宗助の娘であり、チームたちからは「お嬢様」と呼ばれている。ポジションはMF。背番号10番。女子ながらサッカーの実力は高く、イナズマキャラバンでは男子に混ざり、アニメでも最後までスタメンとして活躍を続けた。
紅色の少しボリュームのあるセミロングヘアに青い帽子を被っているのが特徴（ゲーム版ではこれらに加えて頬が赤い）。一見かわいらしいが、おてんばで男勝りな性格であり、少々男性的な口調で話し、加えて女の子としての自覚が少々欠けており、男子の部屋で平気で寝ようとしたり、一緒に入浴しようとしたこともある。
熱い男が好きで、円堂のことを非常に気に入っているが、秋や夏未のように恋愛感情というほどではない様子。逆に気弱な男は好かないらしく、吹雪と初めて会った際、軽い雪崩に怯える姿から「ナヨナヨくん」と揶揄していた。
必殺技は「ザ・タワーV2」、「バタフライドリーム」（リカ）、「真パーフェクト・タワー」（木暮、綱海）。

『イナズマイレブンGO』
前作でかぶっていた帽子は取り、スカートをはくなど、見た目は女性らしくなっているが性格と口調は変わらずである。父親と共にホーリーロードの月山国光戦を観戦に来ていたところで試合前に雷門中一行と遭遇し、ロシアンルーレットスタジアムについて移動方式などの大まかな知識を教授してくれる。サッカーはまだ続けている模様。アニメでは未登場。

鉄壁 堅（てつかべ けん）
声 - 古島清孝
ポジションはGK。背番号1番。機動隊風の格好に逞しい体格をしている。彼の前での犯罪は不可能と言われた鉄壁の男。
必殺技は「セーフティプロテクト」。
五洋 武（ごよう たけし）
ポジションはDF。背番号2番。小柄で、出っ歯に機動隊風のヘルメットを装着している。江戸時代の十手持ちの家系で、犯人に食らい付いたら離さない。
必殺技は「ボディシールド」（疾風、角巣）。
疾風 隼人（はやて はやと）
ポジションはDF。背番号3番。機動隊風のヘルメットを装着している。犯人を追いかけるスピードでは、彼の右に出る者はいない。
必殺技は「ボディシールド」（五洋、角巣）。
桜 多聞（さくら たもん）
声 - 四宮豪
ポジションはDF。背番号4番。強面で鉄壁に次ぐ巨体の持ち主。日本の平和のためなら、どんな苦労も厭わない正義の男。SPの中ではサブリーダー格にあたる。見た目とは裏腹に動物が大の苦手で、鹿に追いかけられ警備を放り出して逃げ出す情けない一面もある。
必殺技は「プロファイルゾーン」。
角巣 英二（すみす えいじ）
声 - 稲田徹
ポジションはDF。背番号5番。黒人男性風の外見をしている。彼が狙った相手は、どこまで逃げてもしっかりとマークされたまま。SPの中ではリーダー格にあたり、財前総理から重用されている。見かけによらず、ジェットコースターのような乗り物は苦手らしい。
必殺技は「ボディシールド」（疾風、五洋）。
極火 務（ごくひ つとむ）
声 - 金野潤
ポジションはDF。背番号6番。色白で、山高帽を被っている。そのため、顔半分が隠れている。どんな難しい任務でも、誰も知らないうちにこなしてしまう。
必殺技は「合気道」（館野）。
館野 舞（たての まい）
声 - 城雅子
女性。ポジションはMF。背番号7番。右サイドに髪を流し、ヘアピンで留めており、後ろに結った金髪が特徴。護身術の天才で、どんな攻撃も華麗に受け流す。ゲーム版3では女子選抜チームの一員として登場する。
必殺技は「合気道」（極火）。
先手 勝（さきて まさる）
声 - 野島裕史
ポジションはMF。背番号8番。銀色の髪で、サングラスを装着している。犯人の考えを常に先読みし、事件を予め防ぐ。
加賀美 法子（かがみ ほうこ）
声 - 日野未歩
女性。ポジションはFW。背番号9番。黒人女性風の外見をしている。犯人の気持ちになって推理するプロファイリングの専門家。
必殺技は「セキュリティショット」、「トカチェフボンバー」（共に木曽久）。
木曽久 順（きそく じゅん）
声 - 梶裕貴
ポジションはFW。背番号11番。前髪を上に立てた茶髪で、サングラスを着用している。上司に命じられたことは、たとえどんなに困難なことでも従う。
必殺技は「セキュリティショット」、「トカチェフボンバー」（共に加賀美）。
弾倉 撃（たまくら げき）
ポジションはGK。背番号12番。外はねした緑色の髪に帽子、サングラスが特徴。世界大会の日本代表になるほどのクールな天才スナイパー。アニメでは未登場。
特部 遂行（とくべ なりゆき）
ポジションはDF。背番号13番。警防を被り、右目に赤いレンズを装着している。小柄だが、様々な特殊任務の訓練を受けた特別工作員。アニメでは未登場。
電受 集（でんじゅ あつむ）
ポジションはMF。背番号14番。色白で、M字ヘアーにサングラスが特徴。犯人の電話やメールをキャッチする傍受チームのリーダー。アニメでは未登場。
日影 リンダ（ひかげ リンダ）
女性。ポジションはFW。背番号15番。紫色の髪のセミロングヘアで、鋭い目付きをしている。敵の情報を密かに調べる女スパイ。アニメでは未登場。
身辺 保（みのべ たもつ）
ポジションはDF。背番号16番。銀色の角刈り頭で、サングラスをかけた巨漢。彼が守る人間は絶対の安全を保証されるという。アニメでは未登場。
財前 宗助（ざいぜん そうすけ）
声 - 中村悠一
『イナズマイレブン』
現日本の総理大臣で、塔子の父親。通称「財前総理」。髪型は褐色の肌に左サイドに分けたネイビー色。一児の父かつ総理の割りには若々しい顔立ちをしている。サッカーが好きなため、エイリア学園がサッカーで攻めてきた原因の一つでもあり、エイリア学園によって誘拐される。
『イナズマイレブンGO』
「クロノ・ストーン」編から登場。前作に引き続き総理大臣を務めている。
同原作者であるレベルファイブのゲーム作品『ダンボール戦機』にも登場する。

## 白恋中学校
北海道にある中学校。雪国のため、サッカー部員には防寒着を着用しているメンバーが多い。影山により、FFの出場権を剥奪されていたらしい。ダークエンペラーズ戦ではテレビで雷門の試合を応援していた。アニメ3期では日本代表選考試合の観戦に真都路珠香、雪野星也、荒谷紺子、居屋真降が雷門中まで赴いていた。
吹雪 士郎（ふぶき しろう）
声 - 宮野真守 / 折笠富美子（幼少時代）
『イナズマイレブン』
白恋中サッカー部のキャプテンであり、エースストライカー。2年生。ポジションはFW/DF。背番号9番。銀色の髪で、タレ目の灰色の瞳をしている。首には常に雪崩事故で死んだ弟・アツヤの形見である白いマフラーを巻いており、沖縄の暑さの中でも外すことはない。FFには参加していないが実力は高く、「ブリザードの吹雪」、「熊殺しの吹雪」などの異名を持ち、「一試合10点を1人で叩き出した」などの噂も流れている模様。比較的小柄ではあるが、染岡のドラゴンクラッシュを軽々と蹴り返す、ボール一つで深く積もった雪原に白恋中への道を作り出すなど、脚力は非常に強い。作中のトップクラスのスピードを誇り、俊足を誇る、豪炎寺や一之瀬、風丸よりも速い。しかし、出身地の影響から炎天下に弱い欠点もある。
基本的にマイペースで温厚な性格だが、少々毒舌な面も持つ。幼少期の出来事から自身の中に作り出した弟「アツヤ」の人格を持つ二重人格。雪崩事故直前に父から言われ、アツヤと約束した「『完璧』になる」という言葉には非常に強い拘りを見せる。また、事故のトラウマにより、雪崩の音またはそれに似た大きな音（雷鳴や海鳴りなど）に反応し、動けなくなるほどに怯える傾向がある。
ルックスの良さと穏やかな雰囲気のため異性にモテモテで、他校の女子生徒と楽しげに会話していることもしばしばある。また、サッカー以外にスケート・スキー・スノーボード・ボブスレーなどのウィンタースポーツも得意としており、運動神経はかなりのもの。
必殺技は「アイスグランド」、「エターナルブリザード」、「ウルフレジェンド」、「真スノーエンジェル」、「ワイバーンブリザード」（染岡）、「クロスファイア改」（豪炎寺）、「ジ・アース」（円堂、豪炎寺）、「サンダービースト改」（土方）、「ザ・ハリケーン」（風丸）、「ザ・バース」（ヒロト）、「ビッグバン」（鬼道、ヒロト）、「皇帝ペンギン2号」（卒業試合で鬼道、一之瀬）。

『イナズマイレブンGO』
前作と比べ顔が凛々しくなり、銀色の髪は逆立ち、カジュアルな服装をしている。現在は白恋中でコーチをしていたが、「フィフスセクター」のサッカーは間違っていることを証明しようとし、その動きに気付いた「フィクスセクター」によって強制解任され追放。ホーリーロード全国大会2回戦前に雷門中に協力を志願し、一時は雷門中サッカー部の臨時コーチに着任した。
必殺技は「エターナルブリザード」、「ラストデスゾーン」（染岡、ヒロト）

吹雪 アツヤ（ふぶき アツヤ）
声 - 宮野真守 / 小林沙苗（幼少時代）
吹雪士郎の弟。瞳の色は吹雪と同様だが、赤みの強い桃色の後ろ髪が逆立った髪型をしている。一人称は「オレ」で、目つきも垂れ目な士郎とは対照的につり目である。性格も士郎とは鏡写しのように正反対で、少々口が悪く好戦的。数年前に両親（声 - 金野潤〈父〉、田野めぐみ〈母〉）と共に雪崩事故で亡くなっており、吹雪が常に巻いている白いマフラーは彼の遺品である。
事故後、士郎の寂しさから生み出された人格としての「アツヤ」と交代する際は、瞳の色が橙色に変わり髪の毛が逆立ち、声、一人称、口調もアツヤを意識したものになる。相手のスピードを逆手にとる士郎とは逆に攻撃的で自己中心的なパワープレイを好み、風丸と鬼道のダブルスライディングタックルを力で押し破るほどである。
函田 鉄（はこだ てつ）
声 - 不明
白恋中2年生。ポジションはGK。背番号1番。ロシア帽を被っている巨漢。厳つい顔に似合わず、夜景が大好きというロマンチスト。
必殺技は「オーロラカーテン」。
真都路 珠香（まとろ じゅか）
声 - 小平有希
女の子で、白恋中2年生。ポジションはDF。背番号2番。赤丸ほっぺで、ロシア帽を被っている。一度倒れても、また生まれ変わったように起き上がってくる。ゲーム版3では女子選抜チームの一員として登場する。必殺技は「アイスグランド」（イナスト、ギャラクシー）。
押矢 万部（おしや まんべ）
声 - 梶裕貴（アレスの天秤）
白恋中1年生。ポジションはDF。背番号3番。オレンジ色の帽子を被り、常に鼻水を垂らしている。ホタテが大好きで、試合中にもホタテの干物を食べている。
目深 宗司（まぶか そうじ）
声 - 加瀬康之（アレスの天秤）
白恋中2年生。ポジションはDF。背番号4番。サングラスに白い帽子を被っている。激しい吹雪の中でも深く被った帽子で防いで試合ができる。
雪野 星也（ゆきの せいや）
声 - 金野潤
白恋中1年生。ポジションはDF。背番号5番。赤い頭巾を被って、肥満体型で常に鼻水を垂らしている。雪の結晶が大好きで、観察ノートは既に30冊目らしい。目金のファンで、鼻水のついた手で握手し、寒がる彼にマフラーを貸そうとしていた。
荒谷 紺子（あらや こんこ）
声 - 後藤沙緒里
女の子で、白恋中2年生。ポジションはMF。背番号6番。雪ん子のような藁帽子を被った小柄な少女。雪が大好きで、積もると嬉しくなって庭を駆け回る。ゲーム版3では女子選抜チームの一員として登場する。
居屋 真降（いや まふる）
声 - 日野未歩
白恋中2年生。ポジションはMF。背番号7番。オレンジ色のスノーゴーグルとイヤーマフを装着している。どんな斜面でもスキーで真っすぐに駆け下りていく。
空野 礼文（そらの れぶん）
声 - 小林沙苗
白恋中2年生。ポジションはMF。背番号8番。イヤーマフを装着し、前髪で右目を隠している。日本最北端から来た男で、ニシンが大好き。
氷上 烈斗（ひょうじょう れつと）
声 - 古島清孝（アレスの天秤）
白恋中2年生。ポジションはFW。背番号10番。額にゴーグルをかけ、頭には雪のようなものが積もっている。たとえ氷の上でもサッカーができるほど体重移動がうまい。
喜多海 流（きたみ りゅう）
声 - 佐々木日菜子
白恋中2年生。ポジションはFW。背番号11番。口元が隠れるほどのマフラーを深く巻いている。冬になると、ふらりとチームにやってくる謎の旅人。
炭谷 達磨（すみたに たつまろ）
白恋中2年生。ポジションはGK。背番号12番。小柄な体格。部屋のストーブから料理まで炭ひとつで何でもこなす。アニメ版では未登場。
白熊 氷司（しろくま ひょうじ）
白恋中2年生。ポジションはDF。背番号13番。強面で、角刈りと長いモミアゲが特徴。シロクマと戦って勝ったという伝説を持つ男。アニメ版では未登場。
湿原 然（しつはら ぜん）
白恋中2年生。ポジションはMF。背番号14番。茶髪のボサボサ髪で、目付きが悪い。湿原で鍛えられた足腰の強さは半端ではない。アニメ版では未登場。
五稜 武揚（ごりょう たけあき）
白恋中2年生。ポジションはDF。背番号15番。強面で巨大な唇が特徴。ヨーロッパで学んだ戦術で華麗なプレイをする。アニメ版では未登場。
地平 広大（ちひら こうだい）
白恋中2年生。ポジションはFW。背番号16番。目付きが鋭く、黒髪で前髪が逆立っている。常に遠くを見て全体を見渡したプレイをする。アニメ版では未登場。
白恋中監督
白恋中サッカー部の監督。名は不明。かなりの寒がりで、全身を防寒着（ニット帽、ゴーグル、コート、手袋、長靴）で暖をとっている。アニメ版では未登場。

## 漫遊寺中学校
京都府にある仏教校。帝国学園に匹敵する実力を誇り、鬼道が「裏の優勝校」と認めるほどだが、興味が無いためFFには出場していなかった。学校内に塔があるが、イプシロンによって校内の一部を破壊されてしまう。アニメ2期ではダークエンペラーズとの試合をテレビで観戦していた。3期では日本代表選考試合の観戦に影田巡、垣田大将、天神阿太郎、天神吽助が雷門中まで赴いていた。
木暮 夕弥（こぐれ ゆうや）
声 - 宮原永海
『イナズマイレブン』
漫遊寺中学校サッカー部（蹴球道場）の補欠部員。1年生。ポジションはDF。背番号12番。小悪魔のような形の藍色の髪で、瞳は山吹色。「ウッシッシ」という独特の笑い方をする。
幼少期の頃、母親に旅行へ行こうと連れ出されて駅に置き去りにされてそのまま捨てられた過去を持つ。その為、親のことは「あいつ」と呼び、憎しみを露わにしている。そのせいで人を信じることができずいたずらを繰り返すひねくれた性格になってしまっていた。漫遊寺中では心身を鍛えることでその性格を直し協調性の大切さを教えるために、ひたすら雑巾がけなどの雑用をさせられており、足腰が強い。
必殺技は「真旋風陣」、「真パーフェクト・タワー」（塔子、綱海）。「旋風陣」は当初目金（欠流）によって「スパイラルレッグス」と命名されたが木暮自身が「ダサイ」と拒否し、現在の技名になった。

『イナズマイレブンGO』
前作と比べ大幅に身長が伸び、目が若干凛々しくなっているが、「ウッシッシ」という独特の笑い方は健在。「秋空チャレンジャーズ」ではキャプテンを務めており、ポジションはDF。背番号2番。
現在は一流企業に就職しており、色々節約ができるとのことで「木枯らし荘」に在住している。

垣田 大将（かきた たいしょう）
声 - 金野潤
漫遊寺中学校サッカー部のキャプテン。2年GK。背番号1番。長身の老け顔で、頭にオレンジのバンダナを巻いている。実力だけでなく、教えがとても分かりやすくて慕われている。木暮には手を焼かされながらも、親に裏切られた彼をキャプテンらしく気にかけており、身体や精神の鍛錬や協調性の大切さを教えるために掃除やグラウンドの整備をさせていたのだが木暮には伝わらないどころか彼をますますひねくれさせてしまうという悪循環に陥っていた。
必殺技は「火炎放射」（ゲーム版ではかえんほうしゃ）。
悟里 開（さとり かい）
2年DF。背番号2番。スキンヘッドに頭飾りを付けていて、常に目を閉じている。迷いの無いまっすぐなプレイで相手をブロックする。
宝玉 光（ほうぎょく ひかる）
2年DF。背番号3番。スキンヘッドで赤い頬をしている。不思議な力を持つ宝玉を手に入れてサッカーが上手くなった。
福見 観邑（ふくみ みおう）
2年DF。背番号4番。頭はスキンヘッドで大きな傷跡が付いている。立派な福耳が特徴。彼の耳に触ると、幸せが訪れるらしい。
真仮名井 承（まかない しょう）
2年DF。背番号5番。チーム一の巨漢で、頭に白い布を巻いている。いつもチームの食事を作っている。
必殺技は「四股踏み」。
高夢 宗一（たかゆめ そういち）
声 - 加藤奈々絵
2年MF。背番号6番。通称虚無僧。その名の通り、虚無僧のような深編笠で顔を隠している。尺八を吹きながら、いつも旅をしている謎の男。
学舎 一筋（まなびや いっきん）
声 - 梶裕貴
2年MF。背番号7番。眼鏡をかけ、坊主頭に黒いポニーテールをぶら下げている。すでに京都のあらゆる大学で勉強しているという優れた頭脳の持ち主。
市川 太衛門（いちかわ たえもん）
2年MF。背番号8番。髪は短く、細い目をしている。時代劇の名優の息子。本人も時々出演しているらしい。
天神 阿太郎（てんじん あたろう）
声 - 宮野真守
2年FW。背番号9番。狛犬に似た容姿をし、赤いマスクを付けている。吽助とは兄弟であり、「弟者」と呼んでいる。兄弟でのコンビプレイが得意で、敵陣に切り込むことが多い。
必殺技は「竜巻旋風」、「クンフーアタック」。
影田 巡（かげた めぐる）
声 - 古島清孝
2年FW。背番号10番。緑色の髪にビンディーが特徴。京都を守る秘密の軍団の子孫で、不思議な体術を使う。当初は「スポーツはあくまで心身を鍛えるためのもの」という漫遊寺中の信条に従ってイプシロン（エイリア学園）との勝負を拒否する。しかしその後、イプシロンが威嚇と挑発のために漫遊寺中を一部破壊。これにより、勝負を受けることになる。
天神 吽助（てんじん うすけ）
声 - 西墻由香
2年FW。背番号11番。阿太郎とは対照的に青いマスクを付けている。阿太郎とは兄弟であり、「兄者」と呼んでいる。兄弟でのコンビプレイが得意で、最後のシュートをよく決める。
必殺技は「クンフーアタック」（ゲーム版では自力で覚えない）。
五重 学（いつしげ まなぶ）
2年GK。背番号13番。古い書物を調べて、まじめに勉強している。アニメでは未登場。
賀茂 歓行（かも よしゆき）
2年DF。背番号14番。紙のお札を使って、不思議な術を使うことができる。アニメでは未登場。
五山 送（ござん そう）
2年生。ポジションはMF。背番号15番。普段はおとなしいが、年に一度だけ炎のように燃え上がる。アニメでは未登場。
総本 号（おさもと ごう）
2年FW。背番号16番。たくさん人の訪れるとても有名なお寺の息子。アニメでは未登場。
監督
漫遊寺中の老人監督。名は不明。編笠を被っている。ゲーム版2・3では彼に話しかけると秘伝書で覚えさせた必殺技を伝授することができる。

## 真・帝国学園
影山によって愛媛県で成立された潜水艦型学園。帝国学園出身である佐久間次郎と源田幸次郎も影山によって操られていた。
不動 明王（ふどう あきお）
声 - 梶裕貴
『イナズマイレブン』
真・帝国学園サッカー部のキャプテン。2年生。ポジションはMF。背番号10番。モヒカン頭で、真・帝国時代は頭に赤いペイントが入っていたが、3期からは髪の毛の一部が白くなり、ペイントは消えている。その髪型は、『イナズマイレブン アウターコード』第6話に登場するやや言動がオネエっぽい美容師、滝田あつしによるもの。厭味で挑発的な言動で他人を見下し、勝つために手段を選ばないが、サッカーの実力は高い。
必殺技は「ジャッジスルー2」（漫画版）、「キラーフィールズ」（鬼道）、「皇帝ペンギン3号G3」（鬼道、佐久間）、「皇帝ペンギン2号」（バダップ、白竜）。

『イナズマイレブンGO』
前作と比べ、特徴的だった白いメッシュの入ったモヒカンヘアから、髪を伸ばしてセミロングヘアになっている。
『アレスの天秤』
帝国の転校生として登場。
必殺技は「皇帝ペンギン2号」（鬼道、風丸）。

佐久間 次郎（さくま じろう）
2年FW。背番号11番。さらに磨きのかかった参謀役として新生チームを纏め上げる。帝国にいた時と変わり、眼帯が割れている。身体を蝕む禁断の技「皇帝ペンギン1号」を発動した。
必殺技は「皇帝ペンギン1号」
源田 幸次郎（げんだ こうじろう）
2年GK。背番号1番。王を超えた「エンペラー・オブ・ゴールキーパー」。帝国にいた時と変わり、目に傷跡があり髪が伸び、頬のペイントが変わった。
必殺技は「ビーストファング」
帯屋 暦人（たいや れきと）
2年DF。背番号2番。厚い唇で、特徴的な髪型をしている。ぬかるんだグラウンドでも安定した走りをすることができる。
弥谷 剣五（いやたに けんご）
2年DF。背番号3番。紫色のバンダナを装着している。相手が嫌がって、音を上げるほどぴったりとマークする。
郷院 猛（ごういん たけし）
声 - 東地宏樹
2年DF。背番号4番。その名の通り強引なプレイで相手を吹き飛ばしてでもボールを奪う。
アニメ版・FFI編
日本代表候補「ネオジャパン」の一員に選ばれる。円堂たちの前に現れ、試合する。
必殺技は「真無限の壁」（源田、牧谷）、「ダブルサイクロン」（寺門）、「ハーヴェスト」（石平）。

竺和 了（じくわ りょう）
2年生。ポジションはDF。背番号5番。顔は長く、木暮のような髪型をしている。素早いターンですぐに走る方向を自在に見つけることができる。
目座 相斗（めざ あいと）
2年MF。背番号6番。カメラのような形状の一つ目マスクを装着している。相手の動きを正確にトレースする恐るべき目をしている。
日柄 美照（ひから よしてる）
2年MF。背番号7番。青いマスクを装着している。どれだけ走っても水分補給を必要としないタフな男。
小鳥遊 忍（たかなし しのぶ）
声 - 佐々木日菜子
女の子で、2年MF。背番号8番。ピンクの髪に前髪で左目を眼帯のように隠している。女性ながら真・帝国学園のレギュラーに選ばれた天才ミッドフィールダー。3では女子選抜チームの一員として登場する。
比得 呂介（ひえ りょうすけ）
2年生。ポジションはFW。背番号9番。顔は白塗りで唇を赤く塗っているなど、ピエロのようなメイクをしている。トリッキーな動きで相手の心をかき乱す。
片倉 慈音（かたくら じおん）
2年GK。背番号12番。色白で長い黒髪をオールバックにしている。剣法を応用した不思議な体さばきで相手を混乱させる。アニメでは未登場。
相馬 善鬼（そうま ぜんき）
2年FW。背番号13番。赤い房の付いた帽子を被っている。曲芸のようにボールを使いこなして切り込んでいく。アニメでは未登場。
少弐 暁（しょうに あかつき）
2年DF。背番号14番。水色混じりの銀色の髪で、黒いヘッドバンドを装着している。アイコンタクトが得意で、何の指示をしなくても的確に動く。アニメでは未登場。
戸次 弘佑（べっき こうすけ）
2年MF。背番号15番。赤紫色のセミロングの髪で、サングラスをかけている。あらゆるスポーツを経験し、それらをサッカーに応用する。アニメでは未登場。
一色 真砂士（いっしき まさし）
2年MF。背番号16番。肥満体型で、処刑人のような覆面を被っている。なかなかやる気を出さないが、一度本気になると、凄まじいパワーを発揮する。アニメでは未登場。
影山 零治（かげやま れいじ）
真・帝国学園総帥。#指導者を参照。

## 大阪ギャルズCCC
大阪府にある女子サッカーチーム。CCCは「トリプルシー」と読み、「cute（キュート）、chic（シック）、cool（クール）」を意味する。大阪人らしく、ボケと突っ込みで相手の気をそらして自分たちのペースに持ち込むプレーが得意。秘密でイプシロンの地下修練場を無断使用し、トレーニングを積んでいる。アニメ2期ではダークエンペラーズ戦の試合をテレビ観戦し、雷門の応援をしていた。ゲーム版3では2と違い、ある条件を充たすとスーパーリンクすることによって選手にすることが可能。
浦部 リカ（うらべ リカ）
声 - 瀧本富士子
大阪ギャルズCCCのキャプテン。2年生。ポジションはFW。背番号10番。水色のセミロングヘアでガングロな肌のナニワのギャルストライカー。関西弁で話し、一人称は「ウチ」。常に明るいお調子者だがキレると怖い。思ったことをストレートに口にするため時にきつい発言もあるが、自分が間違っていた時は素直に謝る裏表のない性格の持ち主で、人情家。お好み焼屋を営む傍ら大阪ギャルズの監督を務める母親と二人暮らしをしている。
イナズマキャラバンで大阪のナニワランドに来ていた一之瀬に一目惚れし、彼を「ダーリン」と呼んで日々積極的にアプローチしている。しかし、イケメン好きな一面もありエドガーやフィディオたちにも目を輝かせていた。
また、アフロディがイナズマキャラバンに加入した際には彼に対してクイーン（エース）の座は渡さないと発言してライバル視している節があった。
必殺技は「ローズスプラッシュ」、「つうてんかくシュート」、「バタフライドリーム」（イナズマキャラバンでは塔子と、大阪ギャルズでは玲華との合体技、ゲーム版では小鳥遊との合体技）。

土洲 恋（どす こい）
声 - 森谷里美
大阪ギャルズ2年生。ポジションはGK。背番号1番。名前通りの太めの体格。女相撲日本チャンピオン。ゲーム版では語尾に「わさ」を付けて話す。イナズマキャラバンがトレーニングに行っていた時は食糧を差し入れするなど心優しい性格だが、食べ物が絡むと怖く、少し泣き虫で涙脆い。ゲーム版3では女子選抜チームの一員として登場し、シュートを決められると「うおおーん、やられたわさー！」と言う。
必殺技は「はなふぶき」。ゲーム版ではさらに「スラッシュネイル」「大爆発張り手」「こんしん！ (GPの消費量が増加する代わりに必殺技の威力が1.2倍になるスキル) 」を習得する。
虎浜 甲子（とらはま こうこ）
声 - 不明
大阪ギャルズ2年生。ポジションはDF。背番号2番。褐色肌でドレッド風の髪をカチューシャでまとめている小柄な体型。チームメイトの足元近くしか無い身長で、無口かつ無表情な少女。親子3代のプロ野球ファンで、シーズンになるとTVに釘付け。
雷門中との試合終了後、目金のことが気に入ったのか、ずっと付き纏っている。
ゲーム版では「フェイクボンバー」という技を使う。
堀 道子（ほり みちこ）
声 - 清水佐紀
大阪ギャルズ1年生。ポジションはDF。背番号3番。ピンク色の髪のツインテールが特徴。おっとりしていて、言葉も思わず眠りそうになるほどスローテンポ。アニメでは関西弁で話すが、ゲーム版では口調は敬語であり、語尾を伸ばしてしゃべる。それとは裏腹に、アクロバティックかつ華麗なパステクニックを持つ。ゲーム版では「おいろけup！(コマンドバトルの相手が男キャラだった場合､テクニック値を0.9倍にするスキル)」を習得する。
梅田 陽海（うめだ はるみ）
声 - 田野めぐみ
大阪ギャルズ2年生。ポジションはDF。背番号4番。面長な顔立ちをしており、両耳のピアスにそばかす、オレンジのベリーショートヘアが特徴。身長がチームで一番高い。大阪のファッションセンスは東京に負けていないと張り合っている。ゲーム版3では女子選抜チームの一員として登場する。
ゲーム版では甲子と同じく「フェイクボンバー」を使用してくる。
串田 香津世（くしだ かつよ）
声 - 日野未歩
大阪ギャルズ1年生。ポジションはDF。背番号5番。赤紫色のウェーブがかったセミロングヘア。人気の串カツ店の看板娘。
万 博美（よろず ひろみ）
声 - 高垣彩陽
大阪ギャルズ2年生。ポジションはMF。背番号6番。赤い眼鏡と頭に巻いた花柄の緑のバンダナが特徴の小柄な体型。ゲーム版では語尾に「ですの」を付けて喋っている。掘り出し物のアクセサリーを見つけて、かっこよく着飾る名人。ゲーム版3では女子選抜チームの一員として登場する。
ゲーム版では「うしろのしょうめん」という技（背後に回り相手の膝カックンで吹っ飛ばす技）を使用する。
蛸谷 紀子（たこや のりこ）
声 - 小林沙苗
大阪ギャルズ2年生。ポジションはMF。背番号7番。通称「のっこ」。タコに似た顔で、厚い唇で小麦色の肌をしている。たこ焼きが好きで、毎日学校帰りに食べている。
ゲーム版では「フーセンガム」という技を使ってくる。
浪川 花子（なみかわ はなこ）
声 - 森谷里美
大阪ギャルズ2年生。ポジションはMF。背番号8番。細身の長身体型で小麦色の肌を持ち、頭に花の髪飾りをしている。典型的なツッコミタイプで、うまくボケないと殴られる。
天王寺 万里（てんのうじ まり）
声 - 西墻由香
大阪ギャルズ2年生。ポジションはMF。背番号9番。お団子頭で、前髪を独創的な形状に剃り込んでいる。休みの日は公園でストリートパフォーマンスをやっている。
御堂 玲華（みどう れいか）
声 - 須藤茉麻
大阪ギャルズ2年生。ポジションはFW。背番号11番。茶髪のドレッドヘアーの髪をポニーテールにしている。大阪を代表する大会社のお嬢様だが人当たりはいい。バレエの動きを取り入れた軽やかなボールさばきで相手を翻弄する。アニメではウィンクで風丸を誘惑した。
必殺技は「プリマドンナ」、「バタフライドリーム」（リカ）。また､ゲーム版では道子と同じく「おいろけup！」を習得する。
根切 ともえ（ねぎり ともえ）
大阪ギャルズ2年生。ポジションはGK。背番号12番。分厚い唇で、頭に白いニット帽を被っている。デパートでも必ず30%は値引きさせる値切りの達人。アニメでは補欠として、ベンチでリカたちの試合を応援していた。ゲーム版3では女子選抜チームの一員として登場する。
通天 光里（つうてん ひかり）
大阪ギャルズ2年生。ポジションはDF。背番号13番。金髪縦ロール風のピッグテールが特徴。瞳は緑色で、小柄な体型。高いタワーがあると必ず登るタワーマニア。アニメでは補欠として、ベンチでリカたちの試合を応援していた。ゲーム版3では女子選抜チームの一員として登場する。
船場 銀子（せんば ぎんこ）
大阪ギャルズ2年生。ポジションはMF。背番号14番。通称「おぎん」。金髪のセミロングで釣り目。お金の計算をやらせたら大阪一で、大手銀行からスカウトがくるほどらしい。アニメでは補欠として、ベンチでリカたちの試合を応援していた。
岸和田 祭（きしわだ まつり）
大阪ギャルズ2年生。ポジションはMF。背番号15番。茶髪のショートヘア。祭りになると興奮して山車を暴走させる。アニメでは補欠として、ベンチでリカたちの試合を応援していた。
難波 花枝（なんば はなえ）
大阪ギャルズ2年生。ポジションはGK。背番号16番。茶髪でヘアバンドを装着していて、肥満体型。日本一のピン芸人を目指して昼休みに公演している。アニメでは未登場。
リカママ
声 - 津田匠子
大阪ギャルズCCCの監督。リカの母親。フルネームは不明。水色のザンバラ髪で、赤いバンダナが特徴。首にサッカーボール型のネックレスをしている。お好み焼き屋を経営しており、メンバーに差し入れすることも。夫はリカ曰く「逃げられた」らしく、娘との二人暮しであり彼女とは親子喧嘩が耐えないが、日々漫才のようなやり取りをしている。ゲーム版2ではプレミアム対戦の指示を担当している。

## 陽花戸中学校
福岡県にある中学校。歴史のある中学校で円堂大介の出身校であり、祭りを連想させる格好をしているメンバーが多く、ユニフォームの背番号も漢数字である。アニメ2期ではダークエンペラーズ戦ではパソコンで雷門の試合を応援していた。3期では日本代表選考試合の観戦に戸田雄一郎、石山防仁、志賀金印、松林躍が雷門中まで赴いていた。
立向居 勇気（たちむかい ゆうき）
声 - 立花慎之介
『イナズマイレブン』
陽花戸中サッカー部1年生。ポジションはMF/GK。背番号1番。黄土色の髪で青い瞳。元々はMFだったが、フットボールフロンティア全国大会における円堂のスーパープレーに憧れてGKに転向した。その後もMFとしてプレーする場合もある。
円堂に比べると経験不足から来る若干の不安定さはあるが、「ゴッドハンド」を円堂の試合映像を何回も見て自己流で覚えてしまうなど、驚異的な潜在能力や根性、負けん気は他の主要メンバーに比肩する。性格は真面目で素直、誰とでも仲よくなれる社交性も備えている。
必殺技は「ゴッドハンド」、「マジン・ザ・ハンド改」、「ムゲン・ザ・ハンドG5」、「魔王・ザ・ハンドG5」。なお、彼の「ゴッドハンド」と「マジン・ザ・ハンド」は円堂のものとは違い水色であり、ゲーム版では属性も異なる。

『イナズマイレブンGO』
前作に比べ若干黄土色の髪が伸び、前髪を右に分けている。プロサッカー選手兼日本代表選手として活躍しており、円堂にプロサッカー選手へ復帰することを願うなど彼に対する憧れは健在である。春奈とは連絡を取り合っているなど、交流が続いている模様。
ゲーム版では中学時代の彼を選手として使うことが可能である。

戸田 雄一郎（とだ ゆういちろう）
声 - 古島清孝
陽花戸中サッカー部のキャプテン。2年生。ポジションはFW。背番号10番。頭に茶色いバンダナを巻いている。やや小柄だが容姿が整っているため、それなりにモテる。モツ鍋が大好物で、毎日食べているらしい。
筑紫 国光（ちくし くにみつ）
声 - 田野めぐみ
陽花戸中2年生。ポジションはDF。背番号2番。中性的な顔立ちで、頭には青白のねじり鉢巻を巻いている。外国人留学生と交流していて、国際情勢に詳しい。自分の容姿にはそれなりに自信があるらしく、アニメではリカに「ええ男」と言われており、ゲーム版では風丸に対してテレビで見るより男前だと対抗意識を燃やしていた。
必殺技は「ブロックサーカス」（石山）。
大濠 満敬（おおほり みちとし）
声 - 吉野裕行
陽花戸中2年生。ポジションはDF。背番号3番。肌は浅黒く、髪は金色でライオンのように逆立でている。休みの日に公園でボートを漕ぐのが好きだが、乗せる相手はいない。
玄海 波人（げんかい なみと）
声 - 古島清孝
陽花戸中2年生。ポジションはDF。背番号4番。中学生離れをした外見をしていて、長身に角刈り頭、顎には髭の剃り跡がある。激しい荒波のような強烈なタックルでディフェンスする。
石山 防仁（いしやま もりひと）
声 - 長嶝高士
陽花戸中2年生。ポジションはDF。背番号5番。かなりの巨漢で、肌は浅黒い肌に、巨大な鱈子唇が特徴。外国選手にも負けない石のようなディフェンスを目指している。立向居の「マジン・ザ・ハンド」の特訓に協力し、積極的にボールのカットをしていた。
必殺技は「ブロックサーカス」（筑紫）。
志賀 金印（しか かねあき）
声 - 加藤奈々絵
陽花戸中2年生。ポジションはMF。背番号6番。かなりの小柄で明太子のような赤いリーゼント頭が特徴。陽花戸中サッカー部の中でも最も背が低い。家の庭からは昔のものが色々と出てくるらしい。
必殺技は「ニニンサンキャク」（松林）、「ブロックサーカス」（道端）。
道端 詠（みちはた うたう）
声 - 疋田高志
陽花戸中2年生。ポジションはMF。背番号7番。髪はドレッドヘアーで、サングラスを付けている。週末はいつも道端で歌を歌って通行人を楽しませる。必殺技は「ブロックサーカス」（志賀）。
笠山 走（かさやま そう）
声 - 梶裕貴
ポジションはMF（ゲーム版ではDF）。背番号8番。スキンヘッドで、頭にねじり鉢巻を巻いている。博多山笠にはたとえ何があっても祭りに参加する博多っ子。ゲーム版では陽花戸中サッカー部には所属しておらず、サッカーバトルの敵として登場する。
祭利田 我暑衣（まつりだ わっしょい）
陽花戸中2年生。ポジションはFW。背番号8番。肥満体型で、坊主頭にねじり鉢巻を巻いている。祭りが大好き。アニメには登場せず、笠山が代わりに彼の役を務めている。
黒田 槍道（くろだ やりみち）
声 - 金野潤
陽花戸中2年生。ポジションはFW（ゲーム版ではMF）。背番号9番。髪は銀色で、頭に青いバンダナを巻いている。とにかく曲がったことが嫌いで、ひたすらまっすぐに生きている。
松林 躍（まつばやし ゆう）
声 - 日野未歩
陽花戸中2年生。ポジションはFW。背番号11番。小柄で頭に鉢巻を巻いていて、「ひゅう〜」が口癖。年に一回無礼講だと言って、先輩相手だろうが踊りまくる。
必殺技は「レインボーループ」、「ニニンサンキャク」（志賀）。
仁若 芸知（にかわ よしとも）
陽花戸中2年生。ポジションはGK。背番号12番。古くさいダジャレを連発するが、ほとんど受けない。アニメ版では未登場。
親富 孝（おやとみ たかし）
陽花戸中2年生。ポジションはFW。背番号13番。今まであまり勉強をしないで親を泣かせてきたので反省中。アニメ版では未登場。
長浜 細道（ながはま ほそみち）
陽花戸中2年生。ポジションはMF。背番号14番。ラーメンはトンコツ、細麺、替え玉と決めている。アニメ版では未登場。
太宰 梅吉（だざい うめきち）
陽花戸中2年生。ポジションはFW。背番号15番。ぜんぜん勉強していなくても、なぜかあらゆる試験に合格してしまう。アニメ版では未登場。
沖ノ島 宗（おきのしま そう）
陽花戸中2年生。ポジションはGK。背番号16番。試合前には裸で海に入って体を清める。アニメ版では未登場。
陽花戸中監督
陽花戸中サッカー部の監督。名は不明。頑固親父みたいな服装が特徴の男性。アニメ版では未登場。
伐天戸中校長
声 - 長嶝高士
陽花戸中の校長で、大介の幼馴染でもある。九州訛りで話す。雷門総一郎とは大学の先輩にあたり、夏未が小さい時からの知り合い。昔は大介とは何かと張り合い、一緒に猪狩りをしていたほど。

## 大海原中学校
沖縄県にある中学校。校内は海の上に建築されており、サッカー部員はノリが良く、海を連想させる格好をしているメンバーが多い。アニメ2期ではダークエンペラーズとの試合をテレビで観戦していた。3期では日本代表選考試合の観戦に音村楽也、喜屋武梨花、東江矢須雄、池宮城波留が雷門中まで赴いていた。
綱海 条介（つなみ じょうすけ）
声 - 阪口周平
『イナズマイレブン』
大海原中サッカー部3年生。ポジションはDF。背番号4番。色黒で、長髪の逆立ったピンク色の髪にゴーグルが特徴。一見軽そうな外見だが、広い心と気さくな性格の持ち主。大らかで上下関係にもこだわらないので円堂たちからも慕われている。情に厚い熱血漢で卑怯なやり方や仲間を傷つけられることを嫌いそのため非情な相手には堂々と立ち向かう度胸の持ち主。
サーフィンが好きで、物事を海や波に例えて話すことが多い。サーフィンの腕は「乗れない波はない」と自称するほどであり、地元沖縄では有名。ゲーム版2では、お手製の貝殻バッジで子供たちを手懐け慕われていた。朝から波に乗ることを日課としており、塔子曰く「海の男版・円堂」。
必殺技は「ツナミブースト」、「ザ・タイフーンV3」、「真パーフェクト・タワー」（木暮、塔子）、「ホエールガード」（漫画版で使用、ゲーム版では自力習得）（壁山）。

『イナズマイレブンGO』
黒縁の眼鏡をかけている。天馬が沖縄に住んでいた頃からの知り合いであり、キャプテンに指名された重みで思い悩む天馬の前に現れ励ましの声をかけた。アニメでは未登場。
必殺技は「スパークルウェイブ」

音村 楽也（おとむら がくや）
声 - 山寺宏一
大海原中サッカー部のキャプテンで司令塔。2年生。ポジションはMF。背番号7番。水色の髪に眼鏡、ヘッドフォンが特徴。「この世の全てはリズムで出来ている」と言い切る大海原中サッカー部1のノリノリ男で、人並み外れたリズム感を持ち、相手の持つサッカーのリズムを解析して仲間に指示を出す。聞いている曲は「青春おでん」らしい。基本的に落ち着いた喋り方をする。「月刊コロコロコミック」誌上において行われた、ゲーム版2新キャラクターの一般募集にて採用されたキャラクターである。
首里 巌（しゅり いわお）
声 - 稲田徹
大海原中2年生。ポジションはGK。背番号1番。シーサーに似た顔付きをした大男。シーサーのようにゴールを狙うボールを全て追い払う。
必殺技は「ちゃぶだいがえし」。
平良 潜（たいら もぐる）
声 - 不明
大海原中2年生。ポジションはDF。背番号2番。通称ダイバー。シュノーケルを装着していて、素潜りで100メートル潜れる天才ダイバー。
必殺技は「ノーエスケイプ」（宜保、赤嶺）。
宜保 兼勝（ぎぼ かねかつ）
声 - 四宮豪
大海原中1年生。ポジションはDF。背番号3番。大きな鷲鼻に傷が付いていて、ちょんまげ頭が特徴の巨漢。一人称は「わし」。沖縄のビーチのゴミを毎日拾って綺麗にしていて、父親と船に乗っているらしい。
必殺技は「ノーエスケイプ」（平良、赤嶺）、「イーグルバスター」（古謝、池宮城）。
赤嶺 宏昭（あかみね ひろあき）
声 - 金野潤
大海原中1年生。ポジションはDF。背番号5番。頬に赤いペイントを施している。気分が乗ってくると、三線に合わせて踊り出す。
必殺技は「ノーエスケイプ」（平良、宜保）。
渡具知 雅洋（とぐち まさひろ）
声 - 梶裕貴
大海原中2年生。ポジションはMF。背番号6番。オレンジ色の髪で右半分をドレッドヘアー、左半分は刈上げにし、サングラスをかけている。ヤギを使った料理が大好き。家はノリ山町にあるらしい。
喜屋武 梨花（きゃん りんか）
声 - 佐々木日菜子
女の子で、大海原中2年生。ポジションはMF。背番号8番。通称「キャン」。大きな巻貝を被っているのが特徴で、小柄だが綱海顔負けの馬鹿力の持ち主。女の子に人気がある吹雪も、キャンのような女の子は得意ではないらしい。貝殻を集めるのが大好きで、ほとんどの貝の名前を言える。

古謝 秀範（こじゃ ひでのり）
声 - 古島清孝
大海原中2年生。ポジションはMF。背番号9番。茶髪のボサボサ髪で、顔に青いペイントを施している。時間にルーズで、彼にとっては1時間以内は遅刻にならないらしい。
必殺技は「イーグルバスター」（池宮城、宜保）。
東江 矢須雄（あがりえ やすお）
声 - 田野めぐみ
大海原中2年生。ポジションはFW。背番号10番。波を思わせるカールした水色の髪や眉毛、鼻の頭の絆創膏が特徴。本土から旅行に来た女の子をナンパするのが得意。耕運機に乗っている。
池宮城 波留（いけみやぎ はる）
声 - 小林沙苗
大海原中2年生。ポジションはFW。背番号11番。通称「シャーク」。鮫のヒレのようなネイビー色の髪型に目元のペイント、八重歯が特徴。鮫のようにボールに食らい付いたら放さない。
必殺技は「イーグルバスター」（宜保、古謝）。
安室 幹生（あむろ みきお）
大海原中2年生。ポジションはGK。背番号12番。扇型の金髪の髪が特徴。沖縄生まれなのに暑いのが苦手で、すぐにエアコンへ逃げ込む。アニメでは未登場。ゲーム版2では謎の大渦でおぼれていたところ豪炎寺によって助け出された。
親泊 永星（おやどまり ながせ）
大海原中2年生。ポジションはDF。背番号13番。黒髪のモヒカン頭が特徴。家は民宿をやっているため、アットホームでリピーターも多い。アニメでは未登場。
瑞氣覧 礼人（ずけらん れいと）
大海原中2年生。ポジションはMF。背番号14番。色黒で、紫色のオールバックの髪にサングラスが特徴。豚肉でも牛肉でもとにかく肉を食べないとパワーがでない。アニメでは未登場。
知念 直輝（ちねん なおき）
大海原中2年生。ポジションはMF。背番号15番。鼻が大きく、角刈り頭の巨漢。サーターアンダーギーを作るのがうまいが、一人で食べてしまう。アニメでは未登場。
謝花 サンゴ（じゃはな サンゴ）
女の子で、大海原中2年生。ポジションはFW。背番号16番。褐色肌で、長い下まつ毛が特徴。サンゴを使ったアクセサリーを作っていて、観光客に大人気。ゲーム版3では女子選抜チームの一員として登場する。アニメでは未登場。
大海原監督
声 - 稲田徹
大海原中サッカー部の監督。名は不明。頭に巻いたタオルにサングラス、アロハシャツが特徴。非常にノリのいい性格で部員たちからも慕われているが、フットボールフロンティア地区予選決勝のことを忘れ、村祭りでノりすぎたために集合時間に合わず不戦敗になったという大失態を晒したこともある。無類の女好きで瞳子をナンパしたが、全く相手にされなかった。

### 大海原中の関係者
土方 雷電（ひじかた らいでん）
声 - 桜塚やっくん
沖縄に住む中学2年生。茶髪の長髪（前髪は一部山吹色で逆立っている）に顎髭が特徴で、大人に見間違えるほどの逞しい体格。
ゲーム内ではポジションはFWであり、隠しキャラクターである。また、アニメでは「土方」と呼ばれているが、ゲーム版での登録名は「ライデン」である。
6人兄弟（5男1女）の長兄であり、豪快な性格だが非常に面倒見がよく、弟たちの泣き声を聞きつけて割烹着姿で駆けつけたことも。サッカーが好きで、実力も相応にあるが、弟妹の世話をしなければいけないため、サッカーに集中できずにいた。
必殺技は「スーパーしこふみ」、「ブレードアタック」（ゲーム版では自力習得しない）、「サンダービースト改」（吹雪）。

土方 雷雲（ひじかた らいうん）
声 - 小林沙苗
沖縄に住む雷電の弟で、土方兄弟の次男。兄と同じく前髪が一部が山吹色で逆立っている。弟妹たちと共にFFIでの兄の活躍を期待している。
漫画版では番外編に登場。キッズサッカーチームに所属しており、ポジションはFW。雷電と豪炎寺からは「チビ」と呼ばれている。

## フットボールフロンティアインターナショナル（FFI）
日本のメンバーについての詳しい情報は所属在校を参照（【 】内は所属）。

### 日本代表チーム「イナズマジャパン」
主人公・円堂守らが率いる日本代表チーム。アジア地区予選1-A。FFI出場国予選Aグループ。最終成績は2勝1敗1分（ゲーム版では3勝1敗）で2位で決勝トーナメントに進出している。決勝トーナメントでは、準決勝でザ・キングダムを破り、決勝でリトルギガントに勝利し、FFI世界大会で優勝する。
- イナズマジャパンの戦術（必殺タクティクス）
  - バナナシュート：コーナーキックのとき、コーナーからバナナのように反り返るシュートを打つ（アニメ版ではデザートライオン戦にて風丸が使用）。
  - ルート・オブ・スカイ：ボールを一切地面につけずにゴール前まで運ぶ。これによりファイアードラゴンの「パーフェクトゾーンプレス」を破った。
  - デュアルタイフーン：二手に分かれ、ローテーションしながらパスを出し合う必殺タクティクス。これによりナイツオブクイーンの「無敵の槍」を破った。
  - ザ・チューブ：コーナーキックのとき、コーナーから波に乗せてカーブするシュートを打つ（アニメ版ではユニコーン戦にて綱海が使用）。
  - ダンシングボールエスケープ：ボールをキープする1人の周りに4人の選手で四角形を作りパスで相手を翻弄し、隙をついて中心の1人が突破する。ゲーム版では対ビッグウェイブス戦におけるボックスロックディフェンス攻略の際に使用された。アニメでは未登場。

円堂 守【雷門中】
イナズマジャパンのキャプテン。ポジションはGK/DF。背番号1。
豪炎寺 修也【雷門中】
ポジションはFW。背番号10。
鬼道 有人【雷門中】
ポジションはMF。背番号14。
風丸 一郎太【雷門中/エイリア学園】
ポジションはDF/MF。背番号2。
吹雪 士郎【白恋中】
ポジションはFW/DF。背番号9。
基山 ヒロト【エイリア学園】
ポジションはFW/MF。背番号18。
宇都宮 虎丸（うつのみや とらまる）
声 - 釘宮理恵
『イナズマイレブン』
ポジションはFW。背番号11。イナズマジャパン唯一の小学6年生。紺色の短髪。雷門イレブンに憧れており、特に豪炎寺に憧れている。GK以外のポジションはどこでもできるらしく、インターセプトとドリブル突破がうまく、通常の動きでディフェンスを翻弄するなど、かなり高い実力の持ち主であり、秘められた潜在能力を持っている。
家は駅前の食堂「虎ノ屋」を営業しており、病弱な母親に代わって一人で店を切り盛りしていた。そのため、イナズマジャパンの合宿中も、自分の部屋でないと眠れないと言って寮に泊まらず必ず家に帰っていた。初めはチームメイトに対する態度も従来のやや一線を引いていたが、和解後は本来のやんちゃで少々生意気なところを見せるようになった。中学生と並ぶほどの実力を持っているが、イナズマジェットにて飛行している際に空からの眺めにはしゃぐなど小学生らしい一面もある。
必殺技は「ひとりワンツー」（テロップは表示されず）、「タイガードライブ」、「真グラディウスアーチ」、「RCシュート」、「タイガーストーム」（豪炎寺）、「グランドファイアG3」（豪炎寺、ヒロト）、「ジェットストリーム」（円堂、豪炎寺）。

『イナズマイレブンGO』
当時のポジションはFW。前作と比べ、紺色の髪は若干伸び、前髪を左分けにし、黒い手袋をしている。現在は「フィフスセクター」にてイシドシュウジ（豪炎寺修也）の部下となっており、彼の正体と本当の目的を知る数少ない人物の一人でもある。

飛鷹 征矢（とびたか せいや）
声 - 峯暢也
『イナズマイレブン』
ポジションはDF/MF。背番号7。中学2年生。赤紫色で左右が鳥の羽のように広がったリーゼントヘアが特徴で、暇さえあればいつも櫛で梳かしている。無口で掴み所のない性格なため、独特の雰囲気を持っているが、根は真面目で努力家、キャプテンである円堂に対してはそれなりに礼儀正しく言葉遣いも丁寧である。
以前は数百人の舎弟を持つ番長であり、ケンカでは「蹴りのトビー」と呼ばれ恐れられるほどだった。しかし、他校の不良に絡まれている所を響木に助けられその際、サッカーを進められ、不良から足を洗いサッカーを始めることになる。そのため、彼には心を開き、尊敬している。
必殺技は「真空魔V3」。

『イナズマイレブンGO』
元日本代表「イナズマジャパン」の選手（前作当時中学2年生）。当時のポジションはDF/MF。前作と比べ、肩近くまであった赤紫色の髪が短くなり、頭にタオルを巻いているが、鳥の羽を連想させる独特のリーゼントヘアと、体育会系の礼儀正しさも健在。
現在は、彼の恩師である響木が前作で経営していた稲妻町商店街にあるラーメン屋「雷雷軒」を継いでいる。

壁山 塀吾郎【雷門中】
ポジションはDF。背番号3。
綱海 条介【大海原中】
ポジションはDF。背番号4。
木暮 夕弥【漫遊寺中】
ポジションはDF。背番号6。
不動 明王【真・帝国学園】
ポジションはMF。背番号8（漫画版では23）。
土方 雷電
ポジションはDF/MF。背番号12。
立向居 勇気【陽花戸中】
ポジションはGK/MF。背番号20。
佐久間 次郎【帝国学園/真・帝国学園】
ポジションはFW/MF。背番号16。
染岡 竜吾【雷門中/エイリア学園】
ポジションはFW。背番号17。
緑川 リュウジ【エイリア学園】
ポジションはMF。背番号13。
栗松 鉄平【雷門中/エイリア学園】
ポジションはDF。背番号5。
久遠 道也（くどう みちや）【桜咲木中】→【雷門中】
声 - 東地宏樹
『イナズマイレブン』
イナズマジャパンの監督。褐色の髪で、左目が前髪で隠れている。常に無口で感情をあまり表には出さず、イナズマジャパンのメンバーにも厳しい姿勢を見せる。就任当初に瞳子の円堂たちに対する「地上最強のイレブン」という言葉を否定するかのような言動を見せるが、これは彼が響木や瞳子のような感覚型とは対をなす現実型であるため。響木や瞳子とは正反対とも言える指導方針と戦術の立て方から、最初は鬼道から信用されていなかった。また、指示の意図を話さないのは瞳子と同様だが、彼は完璧に計算して戦術を立てている一方、瞳子はあくまで直感で立てている所が異なる。円堂からは「監督の笑った顔を見たことが無い」と発言しており、娘の冬花も記憶にないらしい。

『イナズマイレブンGO』
前作と比べ、口髭が伸びている。栄都学園戦まで雷門中サッカー部の監督をしていた。天馬や信助のことを大きな才能を秘めていると見て、入部テストで採用した

久遠 冬花（くどう ふゆか）【?】→【雷門中】
声 - 戸松遥
『イナズマイレブン』
イナズマジャパンのマネージャー。中学2年生で、久遠の娘。ラベンダー色のストレートなロングヘアで、後ろ髪の一部を束ねている。円堂とは小1の時の幼馴染で、昔はよく一緒に遊んでいたのだが、最初はそのことについて記憶がない。そのため、現在は以前と同じように彼からは「フユッペ」と呼ばれており、彼女も「マモルくん」と呼び合っている。彼と再会した後、次第に幼馴染とは違う特別な感情を持つようになる。
礼儀正しく大人しい性格だが芯は強く、また天然で痛い所を突く鋭い一面もある。だが、ゲーム版では円堂と道也によれば昔は明るい少女だったとのこと。

『イナズマイレブンGO』
前作と比べ、髪を後ろでお団子にまとめており、大人しい印象の前作とは異なり、きびきびとした性格になっている。
アニメ・ゲーム版『シャイン』では優一や太陽が入院している病院の看護師を勤めており、日々病室を抜け出す太陽に手を焼いている。

木野 秋【雷門中】
マネージャー。
音無 春奈【雷門中】
マネージャー。
雷門 夏未【雷門中】
マネージャー。
目金 欠流【雷門中】
自称・戦術アドバイザー&必殺技ネーミング係（記録係）。
多摩野 五郎【雷門中】※漫画版のみ
データ&記録係。

#### 日本代表選手候補
落選した選手。選考および後の機会で代表入りした選手についてはイナズマジャパンを参照。
松野 空介【雷門中/エイリア学園】
ポジションはMF。背番号22。
闇野 カゲト【雷門中/エイリア学園】
ポジションはFW。背番号21。
武方 勝【木戸川清修中】
ポジションはFW（選考試合ではMF）。背番号19。
目金 一斗【雷門中】
ポジションはFW（選考試合ではDF）。背番号23。
多摩野 五郎【雷門中】※漫画版のみ
ポジションはMF。背番号8。
大野 伝助【帝国学園】※漫画版のみ
ポジションはDF。背番号21。

#### 日本代表選手関係者
宇都宮 たえ（うつのみや たえ）
声 - 小平有希
虎丸の母親。病弱であるが優しい母で、自分のために思い切りサッカーの練習ができない虎丸に申し訳ないと思っている。たえという名前はゲーム版での登録名である。
梨本 乃々美（なしもと ののみ）
声 - 辻希美
アニメオリジナルキャラクター。虎丸の家の近所にあるお弁当屋のお姉さん。栗色の髪のポニーテールに大きなリボンをつけており、料理が上手。時間を見つけては食堂を1人で切り盛りしている虎丸の手伝いに来ており、イナズマジャパンに対しても時々お弁当の差し入れをしてくれる。明るく世話好きな性格だが、リカは彼女が選手たちを狙っているのではないかと警戒しており、気に入らないようである。
鈴目 純一（すずめ じゅんいち）
声 - 戸松遥
中学2年生の飛鷹の元舎弟で、オレンジ色のリーゼントヘアに紺色の短ランが特徴。以前不良に絡まれていた所を飛鷹に助けられたことから彼を慕うようになる。
唐須 幸人（からす ゆきひと）
声 - 宮野真守
中学1年生の紅色の髪に黒いパーカー、フード、紫色の短ランが特徴の不良で、バイクのように改造したデコチャリに乗っている。以前は飛鷹の舎弟だったが、一人の力より集団の力を利用しようと、現在は彼がチームを支配し、新リーダーになっている。
小野 正隆（おの まさたか）
久遠冬花（小野冬花）の実の父親。元は影山の部下だったが、彼の悪事を知ったのと大介の人柄に触れたことにより、負傷した大介を影山に知られずに国外へ逃亡させて助けた。冬花が幼い頃に、歩道を親子で歩いていた所を交通事故にあい妻と共に死亡。その死は生き残った娘の冬花に深いトラウマを植え付けさせた。

### 日本代表候補チーム「ネオジャパン」
日本代表候補チーム。日本代表の座を狙う、「地上最強のチームを率いた監督」吉良瞳子の率いるチーム。
砂木沼 治【エイリア学園】
ネオジャパンのキャプテン。ポジションはMF。背番号10番。
源田 幸次郎【帝国学園/真・帝国学園】
ポジションはGK。背番号1番。
成神 健也【帝国学園】
ポジションはDF/MF。背番号2番。
石平 半蔵【エイリア学園】
ポジションはDF。背番号3番。
郷院 猛【真・帝国学園】
ポジションはDF。背番号4番。
寺門 大貴【帝国学園】
ポジションはDF/FW。背番号5番。
下鶴 改【御影専農中】
ポジションはMF/FW。背番号6番。
霧隠 才次【戦国伊賀島中】
ポジションはMF/FW。背番号7番。
幽谷 博之【尾刈斗中】
ポジションはMF。背番号8番。
伊豆野 由宇【エイリア学園】
ポジションはFW。背番号9番。
瀬方 隆一郎【エイリア学園】
ポジションはFW。背番号11番。
厚石 茂人【エイリア学園】
ポジションはMF。背番号12番。
平良 貞【世宇子中】
ポジションはDF/MF。背番号13番。
武方 努【木戸川清修中】
ポジションはFW。背番号14番。
出右手 豊【世宇子中】
ポジションはFW。背番号15番。
牧谷 寛【千羽山中】
ポジションはDF。背番号16番。
吉良 瞳子【エイリア学園】
ネオジャパンの監督。

### オーストラリア代表チーム「ビッグウェイブス」
ニース・ドルフィンら率いるオーストラリア代表チーム。アジア地区予選1-B。韓国代表チームと並び、優勝候補の一つ。
- ビッグウェイブスの戦術（必殺タクティクス）
  - ボックスロックディフェンス：一度はまると抜け出せないと言われる最強のディフェンス。

ニース・ドルフィン
声 - 佐藤健輔
ビッグウェイブスのキャプテンで、中学3年生。ポジションはMF。背番号9。黄土色の肌で金髪、グリーンの瞳。華麗なる海の貴公子と呼ばれている。
ゲーム版ややぶのてんや版漫画では日本を見下す傾向にあり、ゲーム版では綱海にライバル視され軽くあしらっていたが、試合に敗北すると日本を認め、彼自身も綱海をライバルと認めた。
ジーン・ベイカー
声 - 峯暢也
ポジションはGK。背番号1。藤色の右目が隠れた髪で褐色の肌。オーストラリア最強のキーパーで、彼こそ真のポセイドンと呼ばれるほど。通称ジンベイ。
必殺技は「グレートバリアリーフ」。
デビット・ウォーターマン
ポジションはDF。背番号2。紫色の髪で、アフロのような髪型。元々はフットボールの選手だが、大会に憧れて参加。通称ウォーター。
シャイン・ビーチ
声 - 戸松遥
ポジションはDF。背番号3。色白で茶髪のかなり小柄な選手。砂浜が汚れないように毎日ゴミ拾いをしている。前半中盤にダニエルと交代した。
カーメイ・コーラー
ポジションはDF。背番号4。頭頂部を緑色のモヒカンヘアー、周りの髪は赤の坊主頭にしている巨漢。オーストラリア伝統のアートの伝承者。通称タートル。
クラーク・ケイン
ポジションはDF。背番号5。髪の色は黄土色で、リーゼントヘアー。雀斑がある。オーストラリアの珍しい動物の保護に熱心。通称クラーケン。
シュリー・プリンストン
声 - 瀧本富士子
ポジションはMF。背番号6。髪の色は青緑色で、小柄。珍しい鉱物の発掘の天才。地形を見ただけで分かるらしい。通称シュリンプ。
マット・アングル
声 - 稲田徹
ポジションはMF。背番号7。色黒で金髪の髪に眼鏡が特徴。細身の長身な選手。チャンスをうかがいつつ耐える精神力の持ち主。通称アングラー。
サーフ・ウィンダス
ポジションはMF。背番号8。髪の色は水色で、サングラスをかけている。サーフィンの世界的な名手。通称サーフィン。
リーフ・ハミルトン
ポジションはFW。背番号10。黄緑色でセミロングのザンバラ髪で、中性的な外見をしている。素潜りをして珊瑚礁の熱帯魚を捕まえる名人。
ジョー・ジョーンズ
声 - 宮野真守
ポジションはFW。背番号11。水色の髪で両目に黒塗り、両頬に青いペイントを施した巨漢。通称ジョーズ。
必殺技は「メガロドン」。
クインシー・ホースト
ポジションはGK。背番号12。金髪の長髪で黒い日よけ帽子を被っている。新たな金鉱を探す旅をしている。通称シーホース。
ホリー・サマーズ
声 - 西墻由香
ポジションはMF。背番号13。褐色の髪で左目が前髪で隠れている中性的な外見の選手。毎年サンタのバイトをしており、オーストラリアのクリスマスシーズンは夏なので、寒い地域が羨ましいらしい。前半中盤にベンチから投入される。通称サマー。
必殺技は「カンガルーキック」。
クライブ・シザース
声 - 立花慎之介
ポジションはMF。背番号14。茶髪の横分けで、顎鬚を生やしている。鋭い相手の中に切り込んで行く腕の使い手。ザ・タイフーンの威力を危険視したロベルト監督によって後半中盤に投入される。通称クラブ。
ダニエル・バラック
声 - 阪口周平
ポジションはDF。背番号15。黒い目に顎髭、分厚い唇をしている巨漢（ゲーム版では巨漢ではない）。実家の牧場のオーストラリア牛の肉を世界一にしようと努力している。前半中盤にベンチから投入される。通称バラクーダ。
必殺技は「グレイブストーン」。
ブルース・マーリン
ポジションはFW。背番号16。金髪で頭にゴーグルを付けている。カンガルーのようにバネのあるフットワークが持ち味。
ロベルト・クライザー
ビッグウェイブスの監督。色白で金髪、眼鏡にグリーンの瞳が特徴。「ボックスブロックディフェンス」が通用しないとみて、ホリー・サマーズとダニエル・バラックを投入し、多彩な戦術でイナズマジャパンを苦しめた。

### カタール代表チーム「デザートライオン」
ビヨン・カイルら率いるカタール代表チーム。アジア地区予選2-B。灼熱の砂漠で鍛え上げた、無限の体力を誇るチーム。前半はラフプレーを行って相手チームを消耗させ、後半で攻撃に転じる戦術でイナズマジャパンを苦しめた。
ビヨン・カイル
声 - 加藤木賢志 / 逢坂力（イナズマイレブンストライカーズ）
デザートライオンのキャプテンで、中学3年生。ポジションはDF。背番号3。褐色の肌に深緑色のセミロングで左目が隠れており、瞳は緑で目の下がクマのようになっている。
アニメ版とゲーム版で性格が異なり、アニメでは口調や素行に野性的な荒々しさがあったが、ゲーム版では敬語で話しどこか影のある雰囲気の人物になっている。
必殺技は「ミラージュシュート」。
ナセル・ムスタファ
声 - 梶裕貴
ポジションはGK。背番号1。褐色の肌と髪、太いモミアゲと眉に顎髭が特徴。
必殺技は「ストームライダー」。
ファル・ファルーク
ポジションはDF。背番号2。眉と髭が近く、頭の緑色のバンダナが特徴の肥満体型の選手。ナツメヤシの実を加工するお菓子作りが得意。
ジャメル・ジャマドゥ
声 - 佐々木日菜子
ポジションはDF。背番号4。ラクダのような半目顔で、赤茶色のカールした髪が特徴。小柄で額にバンドを巻いている。観光に力を入れて、石油資源に頼らない国を目指したい。
ムサ・サイラー
声 - 稲田徹
ポジションはDF。背番号5。ヒゲ面の多いデザートライオンの中でも特に濃くヒゲを生やしている、むさ苦しい強面の大柄な選手。石油をカタールの工業に活かせないか考えている。
ユスフ・ムハディ
ポジションはMF。背番号6。褐色肌で口髭に細目、頭に巻いたバンダナが特徴。伝統を重んじる部族の一人。
スライ・スライマーン
声 - 西墻由香
ポジションはMF。背番号7。褐色肌で、黄緑色の髪を後ろで縛っていて、口元をバンダナで覆っている。安く海水を真水にする方法を考えている。
セイド・アルマンド
ポジションはMF。背番号8。パーマのかかった深緑色の髪で、モミアゲから顎にかけて髭を生やしている。国の豊かさが石油資源に頼りすぎていることを心配している。
メッサー・ジャシム
声 - 阪口周平
ポジションはMF。背番号9。褐色肌に深緑色の髪の角刈り頭で、細身。天然の真珠を見つける名人。
ザック・アブドゥラ
声 - 峯暢也
ポジションはFW。背番号10。褐色の肌で、ライトブラウン色の髪に青いバンダナを巻いている。デザートライオンのツートップの内の一人。部族一ラクダの世話が上手い。
マジディ・イスマイール
声 - 日野未歩
ラジャブの兄。ポジションはFW。背番号11。褐色の肌にイガグリのような右は茶色、左は白い左右対称な色の髪が特徴。空中戦を得意とするデザートライオンのツートップの内の一人。砂漠のオオトカゲを捕まえる名人。
タラル・ハマド
ポジションはGK。背番号12。褐色肌でオレンジ色のバンダナを巻いた巨漢。中東一のTV局に入り世界に向けニュースを発信することが夢。
ハッサン・アーメド
ポジションはDF。背番号13。褐色肌で、真ん中に分けた髪をヘッドバンドで抑えている。カタールの鷹と称賛されるほどのトップフォワード。
ハルファン・ジブリール
ポジションはDF。背番号14。茶髪のオールバックで目の周りが黒く、顎鬚を生やした巨漢。優れたイスラムの美術品を守りたい。
ラジャブ・イスマイール
マジディの弟。ポジションはMF。背番号15。頭に薄ピンク色のバンダナを巻いている。カタールの社会問題を小説に書き起こし皆に訴えたい。
アデル・シディク
ポジションはFW。背番号16。褐色肌で唇が分厚く、サングラスをかけている。カタールの皆に愛される大衆映画を作ることが夢。
エリザ・マノン
デザートライオンの女性監督。褐色肌で水灰色の髪にピアスをしているロシア人風の容姿。円堂たちのスタミナが切れるのを待っていた。

### 韓国代表チーム「ファイアードラゴン」
チェ・チャンスウらが率いる大韓民国の代表チーム。アジア地区予選3-A。チェ・チャンスウのゲームメイクと、アフロディ・バーン・ガゼルの連係プレイでアジア最強と呼び声が高く、優勝候補の1つとして注目されている。
- ファイアードラゴンの戦術（必殺タクティクス）
  - パーフェクトゾーンプレス：それぞれMF陣が内側、DF陣が外側を回転が逆になるように高速に走り、相手の進行を防ぐ。

亜風炉 照美【世宇子中】
ポジションはMF。背番号9。
南雲 晴矢【エイリア学園】
ポジションはFW。背番号10。
涼野 風介【エイリア学園】
ポジションはFW。背番号11。
チェ・チャンスウ
声 - 奈良徹
ファイアードラゴンのキャプテンで、中学3年生。ポジションはMF。背番号7。青い瞳で黒いアフロヘアーに、ゴーグルが特徴。常に敬語で話し、いつも目が閉じているが、豪炎寺と虎丸の「タイガーストーム」を打たれた後、閉じていた目を開ける。希代の天才ゲームメーカーと評され、「竜を操る者」と言われている。
彼のフィールドを支配する韓国の指令とそのゲームメイクは完全なる戦術と呼ばれ、あらゆる敵を打ち砕いて来たらしい。
必殺技は「ならく落とし」。
『イナズマイレブンGO』
ファイアードラゴンの監督を務めており、黒いスーツ姿に着ていて、ゴーグルを外している。
チョ・ジョンス
声 - 桜塚やっくん
ポジションはGK。背番号1。白い肌で2本の赤い髪があるスキンヘッドの巨漢。韓国サッカーの向上のため、世界でプレーしたいと思っている。
必殺技は「大爆発張り手」、「バーンアウト」（漫画版）。
ファン・ウミャン
声 - 戸松遥
ポジションはDF。背番号2。緑色の髪で、顔は陰陽のマークのように右半分は白、左半分は褐色の肌をしている。大財閥の跡取りとして、エリート教育を受けてきた。
必殺技は「地走り火炎」。
ホン・ドゥユン
声 - 田野めぐみ
ポジションはDF。背番号3。細目で山吹色の坊ちゃん刈り、茶色のタラコ唇の小柄。辛いものが苦手なため、いつも食事に苦労している。
チョウ・ミョンホ
声 - 吉野裕行
ポジションはDF。背番号4。長身で黄緑色のツンツン頭に紫の唇、黒い肌が特徴。テコンドーの達人で、その猛烈なキック力を活かしてサッカーに。
コ・ソンファン
声 - 峯暢也
ポジションはMF/DF。背番号5。長身で面長にオレンジ色の鼻、藍色の髪を四方向に立てている。サッカーと野球が好きで、どちらのプロを目指すか悩んでいる。
必殺技は「地走り火炎」。
パク・ペクヨン
声 - 疋田高志
ポジションはMF。背番号6。長身で角刈り頭に褐色肌、首元のスカーフが特徴。受験勉強が嫌で、サッカーの巧さで進学しようとしている。
キム・ウンヨン
声 - 小平有希
ポジションはFW/MF。背番号8。紫色の左右対称の髭に、ピンクの肌の巨漢。プロのネットゲーマーであり、数々の大会で受賞した。
ホ・チナン
ポジションはGK。背番号12。ダークグレー色の髪で、抹茶色のニット帽を被っている。南部の出身で寒さに弱く、ソウル暮らしはかなり厳しいらしい。
ソル・ヒョンデ
ポジションはDF。背番号13。長身で、ダークブラウン色の坊ちゃん刈りが特徴。将来は自分の撮った映画でアカデミー賞を獲りたいらしい。
イ・チョンユン
ポジションはMF。背番号14。青緑色の坊ちゃん刈りで、緑色の瞳が特徴。年長者を敬う心の持ち主で、大人からいつも感心されている。
ノ・ソンジュン
ポジションはFW。背番号15。細目で、ミッドナイトブルー色の左分けの髪が特徴。夢は俳優として世界に羽ばたくこと。
チャ・ジョンウォン
ポジションはFW/MF。背番号16。つり目でダークシアン色の髪、赤縁の眼鏡をかけている。夢は自分が設計した家電製品が世界中で販売されること。
イ・ジンソン
ファイアードラゴンの監督。鋭い目つきに鶏冠のような前髪が特徴。戦術に関してはチャンスウに一任しているのかこれと言って特別な指示は出していなかった。

### その他のアジア地区予選チーム
タイ代表チーム「サザンクロス」
アジア地区予選2-A。初戦にカタール代表チーム「デザートライオン」と戦い、敗北した。
中国代表チーム「ラストエンペラー」
アジア地区予選3-B。初戦に韓国代表チーム「ファイアードラゴン」と戦い、敗北した。
ウズベキスタン代表チーム「レッドバイパー」
アジア地区予選4-A。初戦にサウジアラビア代表チーム「バラクーダ」と戦い、敗北した。
サウジアラビア代表チーム「バラクーダ」
アジア地区予選4-B。準決勝に韓国代表チーム「ファイアードラゴン」と戦うが、4-0にて敗北した。

### イギリス代表チーム「ナイツオブクィーン」
エドガー・バルチナスら率いるイギリス代表チーム。エンブレムはナイトをイメージとした剣と盾。長い歴史を誇るヨーロッパリーグの中でも屈指の強豪チーム。予選Aグループにおける最終成績は1勝3敗で5位。
- ナイツオブクィーンの戦術（必殺タクティクス）
  - アブソリュートナイツ：相手チームのボール所有者に素早く次々と襲い掛かるディフェンス。
  - 無敵の槍：4人で槍の形を帯びて突進するオフェンス。

エドガー・バルチナス
声 - 杉田智和
ナイツオブクイーンのキャプテン。中学3年生。ポジションはFW。背番号10/11（漫画版）。ネイビー色の長髪で、右目が髪の毛で隠れている。静かなる闘将と呼ばれ、実力人気とも最高の選手で、特に女性からのファンが多くブロマイドも売られているほど整った容姿をしている。騎士の誇りにかけて、イギリス中の期待を背負って戦っているらしい。
プライドが非常に高く、礼儀正しく女性には常に紳士的に振舞うが、格下と見た相手には見下した態度をとる。
必殺技は「エクスカリバー」、「パラディンストライク」。
フレディ・マックイーン
声 - 四宮豪
ポジションはGK。背番号1。虎刈りのような髪型で、瞳が見えない巨漢。日本の実力を過小評価している傾向にある。スパイに憧れており、将来はMI6に入るといきまいている。
必殺技は「ガラディーン」。
ジョニー・ガスコイン
ポジションはDF。背番号2。ゲーム版での通称は「ジョニーG」。色白のスキンヘッドで、右側頭部に黒い刺青を施している。舌を左向きに出すのが癖。パンク・ファッションが大好きだが、実は気が弱い。
やぶのてんや版漫画では、ゲーム版でのプロフィールとは違い見た目通り気性の荒い性格となっており、染岡とプレーを繰り広げた。
必殺技は「ノーエスケープ」（漫画版）（デービッド、ポール）
デービッド・バッキンガム
声 - 中村悠一
ポジションはDF。背番号3。兵隊のような黒いロシア帽をかぶっていて、目が隠れている。王室御用たちのものは何でも買う王室マニア。パーティにて春奈のことを「はしたない」と評価していた。
必殺技は「ノーエスケープ」（漫画版）（ジョニー、ポール）
ランス・ロットン
声 - 奈良徹
ポジションはDF。背番号4。西洋騎士風の鉄兜を装着している。ノブレス・オブリージュにこだわり、人々のために率先して動く。ゲーム版では円堂や鬼道を見て「日本はバンダナやゴーグル&マントをしながらサッカーをするのか?」と嘆いていた。
必殺技は「ストーンプリズン」。
エッジ・リッパー
ポジションはDF。背番号5。長身で銀色の長髪、口元や右目に施されたペイントが特徴。ヘヴィメタルバンドのボーカリストで、この歳で海外公演をするほどの人気。寡黙な性格。
ピーター・コール
声 - 加藤奈々絵
ポジションはMF。背番号6。小柄で白い縁の青いサングラスをかけている。イギリスの音楽業界については彼に聞くのが一番らしい。
ゲイリー・リンクス
声 - 梶裕貴
ポジションはMF。背番号7。紫色のモヒカンヘアーで、前に垂らしている。彼の作ったスコーンはどんなイギリス紅茶にもぴったりらしい。
ポール・アップルトン
声 - 日野未歩
ポジションはMF。背番号8。黄土色のマッシュルームカットが特徴。いつか歴史に残るバンドを結成したいと思っている。
必殺技は「ノーエスケープ」（漫画版）（ジョニー、デービッド）
エリック・パープルトン
声 - 西墻由香
ポジションはMF。背番号9。色白の垂れ目で、前髪をヘッドバンドでまとめている。末はウィンブルドンかと言われたテニスの名手だが、手首のケガでサッカーに転向。
必殺技は「ウルトラムーン」。
フィリップ・オーウェン
声 - 立花慎之介
ポジションはFW。背番号11/10（漫画版）。灰色の逆立った髪で鼻が高い。イギリス料理人になり、絶対にまずいと言わせないようにしたいらしい。社交的な性格で、ゲーム版3では親睦会で鬼道とイギリスサッカーの話で盛り上がっていた。
ギャレス・バレット
ポジションはGK。背番号12。金髪で、長い前髪を三箇所に分けている。執事の家に生まれる。アニメでは交代要員としてベンチに座っていた。
マーティン・スコール
ポジションはDF。背番号13。オレンジ色のモヒカンヘアーで、目が白く顔にメンコを装着した巨漢。手がけた馬がダービーステークスで優勝したことがあるほどの競馬の調教師。
ニック・ウッドゲート
ポジションはFW。背番号14。茶髪のモヒカンヘアー。イギリスで魔法学校を開校したいと真剣に思っている。
マイキー・リチャーズ
ポジションはMF。背番号15。色白の長身で、髪をオールバックにしている。スーツの知識と仕立ての技術は中学生一。
ビート・スマッシュ
ポジションはMF。背番号16。赤いヘッドギアを装着した小柄な体型。ラグビーも得意なため、時々間違ってボールを手で触りそうになる。
アーロン・アダムス
声 - 奈良徹
ナイツオブクイーンの監督。尾服にシルクハットと、英国紳士のような格好をしていて、サッカーボール型のステッキを持ち歩いている。完璧主義で、チームの選手のことを「騎士」と呼ぶ。

### アルゼンチン代表チーム「ジ・エンパイア」
テレス・トルーエら率いるアルゼンチン代表チーム。予選を無失点で勝ち上がってきたチーム。テレスを中心とした鉄壁の守りが特徴だが、得点面も強力。影山の策略によりイナズマジャパン戦が1日繰り上がり、キャプテンの円堂や司令塔の鬼道、監督の久遠らが不在のイナズマジャパンと試合することになる。予選Aグループにおける最終成績は2勝2敗で3位。
やぶのてんや版漫画では円堂や鬼道らは出場している。
- ジ・エンパイアの戦術（必殺タクティクス）
  - アンデスのありじごく：相手チームのボール所有者を数人で囲み、DF陣の前まで誘いこんでボールを奪う。

テレス・トルーエ
声 - 間島淳司
ジ・エンパイアのキャプテン。中学3年生。ポジションはDF。背番号2。深緑色の長髪で顎が割れており、褐色肌の比較的大柄な選手。鉄壁の守備を誇り、的確な指示でチームを率いる。かなりの力持ちで、大きな樽を持ち上げられるという噂。ステーキが好物らしい。
ぶっきらぼうで少々口が悪く、当時はイナズマジャパンに対しても過小評価していた。エドガーとは気が合わない様子。
必殺技は「アイアンウォール」。
ホルヘ・オルデガ
声 - 佐々木誠二
ポジションはGK。背番号1番。いかつい顔で、ヘアバンドでオールバックにしている巨漢。ゲリラ的な戦い方を好み、混戦になるほど生き生きとする。DF陣が強力なため、出番がほとんど無いらしい。
必殺技は「ミリオンハンズ」。
フリオ・アコスタ
ポジションはDF。背番号3番。オレンジ色のアフロヘアで、眉と鼻が近い巨漢。マテ茶が好物で、海外遠征には必ず持って行くほど。
ゴルド・ディアス
声 - 東地宏樹
ポジションはDF。背番号4番。色白の巨漢で顔のパーツが近い。ワイン農家の子供であり、アルゼンチンワインを世界一にしようと頑張っている。
必殺技は「ジグザグフレイム」。
ラモン・マルチネス
ポジションはDF。背番号5番。色白の外ハネした黒髪で顎が割れている。趣味はブエノスアイレスのヨーロッパ風建築を見ながらの散歩。
エステバン・カルロス
声 - 下野紘
ポジションはMF。背番号6番。グリーンの瞳で、栗色でセミロングの髪。アンデス山脈で鍛えた足腰で粘り強いプレーをする。
セルヒオ・ペレス
ポジションはMF。背番号7番。色白で眉毛が太いのが特徴。アルゼンチン文学の新たな文豪となるべく、いつも小説を書いている。
ロベルト・トーレス
声 - 梶裕貴
ポジションはMF。背番号8番。眉が太く、三角型の髪型が特徴的な巨漢。アンデスにあると伝わる幻の黄金都市を探している。
必殺技は「ドッグラン」。
パブロ・カスティーヨ
声 - 峯暢也
ポジションはMF。背番号9番。水色でセミロングの髪にヘアバンドが特徴で、精悍な顔つきをしている。アルゼンチンの自然を絵描いて、多くの人に見てもらいたいらしい。
レオーネ・バティゴ
声 - 四宮豪
ポジションはFW。背番号10番。金髪でグリーンの瞳が特徴。パワフルで自在なプレイをするため「エル・コンドル」と呼ばれている。必殺技の「ヘルファイア」でジャパンから得点を取った。
必殺技は「ヘルファイア」。
ディエゴ・オロ
ポジションはFW。背番号11番。細目の褐色肌で、太い眉とアフロヘアが特徴の小柄な選手。クリスマスや正月にはお祝いの花火を室内でやるらしい。
リオネル・クルス
ポジションはGK。背番号12番。褐色肌の細身で、青色のアフロヘアが特徴。豚肉ソーセージを作る名人で、休みの日にはいつもソーセージを作っている。
マリオ・サビオラ
ポジションはFW。背番号13番。オレンジ色のアフロヘアが特徴の巨漢。熱狂的なサッカーファンである父に、負けたら帰ってくるなと言われて物怖じしている。
エルナン・テベス
ポジションはDF。背番号14番。赤茶色のザンバラヘアにヘアバンドが特徴。口を曲げることが癖。地元のラジオ局のサッカー中継を手伝っている。
ヘルマン・サムエル
ポジションはMF。背番号15番。抹茶色のアフロヘアで、真ん中だけが黄色の髪をしている個性的な髪型が特徴の小柄な選手。牛肉を塩だけを使って金網で焼いて食べるのが好き。
リカルド・アグエロ
ポジションはFW。背番号16番。褐色肌の強面で、赤紫色のボブカットが特徴。パタゴニアの強風地帯で特訓して、どんな風にも負けない体を手に入れた。
ダニエル・スタービン
ジ・エンパイアの監督。大柄で彫りの深い顔立ちをしている。イナズマジャパンをかなり侮っており、テレスにインターセプトや必殺タクティクス「アンデスのありじごく」発動の指示を出しイナズマジャパンを苦しめた。

### アメリカ代表チーム「ユニコーン」
マーク・クルーガーら率いるアメリカ代表チーム。エンブレムのモチーフはユニコーン。雷門サッカー部である一之瀬、土門が加わり、真のチームが誕生したらしい。予選Aグループにおける最終成績は1勝2敗1分で4位。
やぶのてんや版漫画では大会がトーナメント方式のため、イタリアに敗れてイナズマジャパンとの対戦はなかった。
- ユニコーンの戦術（必殺タクティクス）
  - ローリングサンダー：相手ディフェンダーがクリアしたボールを予測して、相手ディフェンダーに蹴って相手ディフェンダーが跳ね返す、とローテーションを繰り返してゴールの隙を作る。しかし、そこへ相手に先回りされるとどうしようもなく、カウンターに弱いという欠点がある。

一之瀬 一哉【雷門中】
ポジションはMF。背番号7。
土門 飛鳥【雷門中】
ポジションはDF。背番号5。
マーク・クルーガー
声 - 中村悠一
ユニコーンのキャプテン。中学2年生。ポジションはMF。背番号9。黄土色のくせっ毛の髪で、鼻が高くグリーンの瞳。冷静な性格だがリーダシップがありチームを引っ張るアメリカのスター選手。イタリア代表のフィディオ、アルゼンチン代表のテレスとは旧知の仲。
必殺技は「ユニコーンブースト」（ディラン）、「ジ・イカロス」（土門）、「グランフェンリル」（ディラン、一之瀬）。
ディラン・キース
声 - 鈴木千尋
中学2年生。ポジションはFW。背番号10。青いアイガードを装着していて、くすんだブロンドの髪をオールバックにして後ろに束ねている。アメリカ代表のエースストライカーで、「ミスターゴール」の異名を持つ得点王。テンションが上がることを「ギンギン」と言い、ノリが良くテンションが高い性格。
必殺技は「ユニコーンブースト」（マーク）、「グランフェンリル」（マーク、一之瀬）。
ビリー・ラピッド
声 - 峯暢也
ポジションはGK。背番号1番。ゲーム版での愛称はキッド。赤いスカーフなど、ガンマンのような格好をしている。西部劇ショーの花形ガンマンを目指して、いつも鏡の前で特訓している。
必殺技は「フラッシュアッパー」。
テッド・ブライアン
ポジションはDF。背番号2番。褐色肌で坊主頭、口元をスカーフで覆っている小柄な選手。夢はシリコンバレーでIT企業を立ち上げて、億万長者になること。
トニー・ストライダス
ポジションはDF。背番号3番。金髪の坊主頭で、左の額に星のペイントを施している巨漢。ステーキが大好きで、一日一枚分厚い肉を食べないと気が済まないらしい。
ダイク・ダイナモ
ポジションはDF。背番号4番。黒髪の坊主頭で、褐色肌で右の額に傷がある凶悪な顔をした巨漢。バッファローを素手でねじ伏せた伝説を持つ。
スティーブ・ウッドマック
ポジションはMF。背番号6番。オールバックのドレッドヘアで、頭にサングラスをしている。アメリカ大統領になるのが夢だが、誰も本気にしてくれないらしい。
ショーン・ピアース
声 - 西墻由香
ポジションはMF。背番号8番。金髪のボブカットで、眼鏡が特徴。色白でグリーンの瞳。中学生ながらも金融ビジネスのすべてを理解している天才。
ミケーレ・ジャックス
声 - 立花慎之介
ポジションはFW。背番号11番。褐色肌で目の下がクマのようになっている。中学生ながらもハリウッド歴10年の天才子役。
アレックス・ホーク
ポジションはGK。背番号12番。サンバの衣装のような格好をしている。大自然と語り合うことによって天気を予測できるらしい。
ロブ・パーカー
ポジションはDF。背番号13番。黒髪の坊主頭で、右頬に赤いペイントを施している。サッカーでアメリカンドリームを実現させようと努力している。
ボブ・ボビンス
ポジションはDF。背番号14番。豚に似た顔をした肥満体型の選手。ポテトチップをかじりながらコーラを片手にビデオばかりみているカウチポテト族。
サミー・デンプシー
ポジションはMF。背番号15番。色黒で出っ歯の小柄な選手。アメリカでは少ない小さな体をバネにして頑張っている。
エディ・ハワード
ポジションはFW。背番号16番。左サイドに流れた金髪で、色白。アメフトでは芽が出なかったが、サッカーに転向して成功した。
マック・スクライド
声 - 加瀬康之
ユニコーンの監督。赤い帽子に、サングラスと髭が特徴大柄な男性。イナズマジャパンとの試合中、一之瀬の異変に気づき、彼をベンチに下げた。

### イタリア代表チーム「オルフェウス」
ヒデ・ナカタら率いるイタリア代表チーム。FFI今大会で期待されているチームだが、ミスターKこと影山零治により代表の座を取られそうになり、代表の座をかけてチームKと試合を行おうとするも、不可解な事故により負傷選手が出る。そのためチームKとの試合では円堂、鬼道、佐久間、不動が助っ人の選手としてオルフェウスに参加した（ゲーム版では試合中彼らを操作することとなる）。予選Aグループにおける最終成績は2勝2分（ゲーム版では2勝1敗1分）で1位で決勝トーナメントに進出している。しかし、準決勝コトアール戦では8-0という圧倒的な点差で敗北する。
- オルフェウスの戦術（必殺タクティクス）
  - カテナチオカウンター：7人で囲んでボールを奪い、FWへパスを出し攻撃に転じる最強のカウンター技。ミスターKこと影山が考案し、彼の父・影山東吾のプレーを基に作った必殺タクティクスである。影山によって育てられた鬼道により動きを読まれ攻略されるが、ナカタが加わることでさらに進化した。

フィディオ・アルデナ
声 - 下野紘
中学2年生。ポジションはFW。背番号10。こげ茶色をした髪で青い瞳。ヨーロッパ屈指のストライカーで、イタリアの「白い流星」と言われている。華麗なテクニックとスピードがあり、フィールドの全てが見えているようにチームに指示をする。ルックスはかなり良いようでゲーム版ではイタリアエリアで女の子が彼の話で持ちきりになっており、彼のことで言い争っていたことから、女の子から大変に人気がある様子。
必殺技は「真オーディンソード」。

ヒデ・ナカタ / 中田 英寿（なかた ひでとし）
声 - 土田大
オルフェウスのキャプテン。ポジションはMF。背番号7。日本人ながらもイタリア代表のキャプテンを務めており、ワールドワイドに伝説を作った人物。世界各地を周って旅をしているため、あまりチームに顔を出さないが、イナズマジャパンの試合では度々顔を出していた。
モデルは元サッカー日本代表の中田本人である。
必殺技は「ブレイブショット」。
ジジ・ブラージ
声 - 佐藤健輔
中学3年生。ポジションはGK。背番号1。褐色肌で顎が割れており、バイオレット色のバンダナをした巨漢。安定したセービングを誇るイタリア最高の守護神。
必殺技は「コロッセオガード改」。
ベント・ガリアーノ
声 - 矢部雅史
ポジションはDF。背番号2。水色の髪で、右目が前髪で隠れている。ファッションの細かい所まで人一倍気を使う、真のおしゃれ。
オットリーノ・ノビリ
声 - 立花慎之介
ポジションはDF。背番号3。茶髪のオールバックヘアが特徴の巨漢。持ち前の腕力でピザ生地を見事に作る。
アントン・ガッツーゾ
声 - 四宮豪
ポジションはDF。背番号4。茶髪の角刈り頭で、顎鬚に長い下まつ毛が特徴の巨漢。夢は警察官になり悪の組織と戦うこと。
マルコ・マセラッティ
声 - 西墻由香
ポジションはDF。背番号5。赤紫色のふんわりパーマで、グリーンの瞳。パスタ料理は生地から自分で作る。
アンジェロ・ガブリーニ
声 - 折笠富美子
中学1年生。ポジションはMF。背番号6。金髪で天使のような容姿をしている。小柄で女の子のような外見で、すでに何度も賞をもらっているカメオ職人。フィディオとのコンビネーションは良い。
ジョルジョ・ジャンニーニ
声 - 吉野裕行
ポジションはMF。背番号8。ゲーム版での愛称は「ジョジョ」。ネイビー色で、右側の長い前髪が特徴。名家の生まれながらその地位に甘んじない真の貴族。
ダンテ・ディアブロ
声 - 加瀬康之
ポジションはMF。背番号9。牛の角に似た髪にピンク色の肌で、左頬にペイントを施している巨漢。自転車レースでイタリア代表になるため特訓中。
ラファエレ・ジェネラーニ
声 - 立花慎之介
ポジションはFW。背番号11。茶髪で頭にヘアバンドをしており、目つきが鋭い。中学生ながらトップモデル。
必殺技は「フリーズショット」。
ダニエレ・サンクティス
声 - 峯暢也
ポジションはGK。背番号12。七三分けの茶髪で、丸い大きな鼻をした巨漢。南部生まれののんびり屋で、皆から好かれている。
エンリコ・オリビエ
声 - 四宮豪
ポジションはMF。背番号13。色白で頭にヘアバンドをしている。服の一流デザイナーを目指している。
アレサンドロ・ロッサ
声 - 河合みのる（ストライカーズ2013）
ポジションはMF。背番号14。金髪のパーマが特徴。イタリア革靴を上品に磨くプロ。
ジュゼッペ・カンナバロ
声 - 矢部雅史
ポジションはDF。背番号15。右サイドに分かれた水色の髪に、眼鏡が特徴。ポンペイ遺跡に興味があり、いつか発掘隊に参加したいと思っている。
ジャンルカ・ザナルディ
声 - 梶裕貴
ポジションはMF。背番号16。褐色の髪で、ブルーの瞳。一流のゴンドラのこぎ手になるべくベニスで特訓中。
ミスターK（ミスターケイ） / 影山 零治（かげやま れいじ）
オルフェウスの新監督。詳しくは帝国学園の節を参照。
パオロ
オルフェウスの元監督。ミスターKこと影山零治によって監督の座を奪われ、行方不明になった。

#### イタリア代表選手関係者
ルシェ
声 - 釘宮理恵
イタリア人の盲目の少女。金髪のボブヘアで、グリーンの瞳が特徴。影山のことは「Kのおじさん」と呼んでいる。
ルカ
声 - 立花慎之介
ヒデと行動を共にする少年。白髪にそばかすが特徴で、マイペースな性格。ジェラートが好物で、「マンマミーア」が口癖。

#### チームK
イタリア代表チーム「オルフェウス」の新監督に就任したミスターKこと影山零治が、イタリア代表メンバーの総入れ替えを狙うため結成されたチーム。
デモーニオ・ストラーダ
声 - 鈴木千尋
チームKのキャプテン。中学2年生。ポジションはMFで、背番号10。ドレッドヘアーが特徴。紅色のゴーグル、マントを着けているため、鬼道に瓜二つの容姿になった。しかし、そのあらゆる能力は鬼道を凌駕しており、自らを「究極」と思念している。
チームKこそが総帥・影山の夢であり理想であると自負しており、鬼道を始めとする帝国メンバーに強い対抗心を抱いている。当時は世界一になることを夢見ていたが、代表に選ばれなかったことで影山に力を与えられたため、彼のためならとどんな危険でも耐えようとする。
必殺技は「皇帝ペンギンX」、「真イリュージョンボール」。
インディゴ・ラズリ
声 - 稲田徹
ポジションはGK。背番号1。ツインテールのように左右が立った茶髪のドレッドヘアーが特徴の巨漢。正義感あふれる人物だったが、生活のためやむを得ずチームKに入ったらしい。
ロゼオ・ディアマンテ
声 - 折笠富美子
ポジションはDF。背番号2。ピンク色のオールバックヘアーが特徴の小柄な体型。スラム出身で、ハングリー精神が強い。
アズベル・トルケーゼ
ポジションはDF。背番号3。頭の黄色のバンダナに、そばかすが特徴の巨漢。ナポリのゴミ問題について悩んでいる。
ネッロ・アーガタ
ポジションはDF。背番号4。目が鋭く、口が引き締まった小柄な体型。都会の生活に憧れている。
アズロ・ザッフィーレ
声 - 西墻由香
ポジションはDF。背番号5。細目で赤紫色の髪をした小柄な体型。ヴェネツィアの水没を食い止める活動をしている。
ベルディオ・ズメラルド
声 - 梶裕貴
ポジションはMF。背番号6。黄緑色の髪を頭頂部で結び、前髪を一房だけ前に流している。イタリアの遺跡が公害などで損なわれていくことが許せない。
ロッソ・グラナート
声 - 小平有希
ポジションはMF。背番号7。褐色肌で、白い前髪を中央にまとめて垂らしている。自身もイタリア貴族だが、立場に驕り何もしない貴族を嫌う。
ジャッロ・トパーツィオ
ポジションはMF。背番号8。目元の隠れた金髪の巻き髪をしている。イタリアファッション界のトップを目指しているらしい。
ビオレテ・アメティスタ
声 - 矢部雅史
ポジションはFW。背番号9。前髪をヘアバンドで上げた銀色の髪のセミロング。押しが強いせいか、周囲に嫌われている。デモーニオに自分たちのサッカーを取り戻すよう説得した。
ビアンコ・ペルラ
声 - 佐藤健輔
ポジションはFW。背番号11。左側に流れた白いモヒカンヘアーが特徴。ソムリエになりたいと思っているが、まだワインを飲んだことはない。
グリッジョ・ジェッソ
ポジションはGK。背番号12。深緑色のオールバックヘアーに、大きな鼻と唇が特徴の巨漢。ローマで素敵なデートがしたいが、相手がいない。
パルド・ベリッロ
ポジションはDF。背番号13。右に流れた緑色の髪で、切れ長の目。オペラ歌手を目指していたが、のどを痛めてサッカーに転向したらしい。
マッローネ・ティタニート
ポジションはMF。背番号14。目つきが鋭く褐色肌で、白いマッシュルームカットが特徴の小柄な体型。変なトッピングのピザばかり作るので評判が悪い。
アマラント・ルビーノ
ポジションはMF。背番号15。細身で、赤茶色の逆立った髪。プロサッカー選手になると言ったらバカにされ、見返すべく奮闘中。
ラッティモ・オパーレ
ポジションはFW。背番号16。長髪で色白な肌を持つノッポ。イタリアトップモデルを目標に下積み中。

### ブラジル代表チーム「ザ・キングダム」
マック・ロニージョら率いるブラジル代表チーム。今大会優勝候補と目されるチームで、パス成功率93%、ボール保持率72%という脅威の内容で予選Bグループを全勝で突破している。ノリノリでサンバを踊るかのように相手を惑わしてプレーする。しかし、ガルシルドによりチーム全員とその家族が罰を受けてボロボロになっていた。
やぶのてんや版漫画では大会がトーナメント方式の為、コトアールに敗れてイナズマジャパンとの対戦はなかった。
- ザ・キングダムの戦術（必殺タクティクス）
  - アマゾンリバーウェーブ：アマゾン川のポロロッカの如くフィールドプレイヤー7人で勢いよく敵陣に上がり、相手の動きを止めつつ自陣から相手陣内に波状攻撃を仕掛ける超攻撃型タクティクス。久遠曰く、今までのタクティクスよりも遥かに強力なものらしい。レオナルドを中心に発動しロニージョにパスするのが一連の流れだが、ロニージョが隊列に加わることでその威力が増し、波も下半身が浸かる程度から全身が沈み込む程度まで高くなる。また、イナズマジャパンがこれまでの試合で唯一完全に攻略するに至らなかった必殺タクティクスでもある。

マック・ロニージョ
声 - 阪口周平
ザ・キングダムのキャプテン。中学2年生。ポジションはFW。背番号10。細身の褐色肌で、ドレッドヘアに厚い唇をしている。通称「キング・オブ・ファンタジスタ」。フィジカル・テクニック・冷静な判断力を兼ね備えた、今大会最も完成されているプレイヤー。
必殺技は「ストライクサンバV3」。
ファルカオ・ダシウバ
声 - 四宮豪
ポジションはGK。背番号1。黒いドレッドヘアーにカチュームを付けている。アマゾンの奥地で鍛えられた野生の反応でボールをゲットする。
必殺技は「カポエィラスナッチV3」。
ラガルート・カルロス
声 - 古島清孝
ポジションはDF。背番号2。たらこ唇に、白いドレッドヘアで左目が隠れている。サンバのリズム感で相手のボールを見事に奪い取る。
必殺技は「ローリングスライド」。
バーグレ・アントニオ
ポジションはDF。背番号3。アフロヘアーで頬にペイントが入っている。ブラジルボクという絶滅しかかっている木を復活させようとしている。
モンストロ
ポジションはDF。背番号4。凶悪な顔つきで、黄土色の髪の上から金色の髪を垂らしたような不思議な髪型を持つ。コーヒーを飲むとパワーが3倍になるが胃はちょっと持たれ気味らしい。
フォルミガ・クレメンス
ポジションはDF。背番号5。緑色のモヒカン頭で左に少し金色の髪が生えている。焼き畑に頼らないしっかりとした農業をやりたいと思っている。
プレザ
ポジションはMF。背番号6。スキンヘッドだがもみあげだけを残しており、眉毛をある程度整えている。サトウキビを使ってガソリンのかわりになる研究を手伝っている。
ボルボレタ・バルボッサ
声 - 加瀬康之
ポジションはMF。背番号7。緑青色の無造作な髪に顎髭が特徴。世界を回ってブラジル以外のサッカープレイも取り入れたいと思っている。
コルジァ・セレーゾ
声 - 峯暢也
ポジションはMF。背番号8。青い髪をコーンロウ調に仕立てている。サトウキビを運んで鍛えた足腰は誰にも負けない。
レオナルド・アルメイダ
声 - 立花慎之介
ポジションはMF。背番号9。やや外側にはねた栗毛色の髪を持つ。ひいおじいちゃんの代からみんなブラジル代表というサッカー一族。そのためサッカーのテクニックは高く、チームの雰囲気を取り戻した後は踊っているかのようにボールを操りながら吹雪を翻弄していた。
ガト
声 - 矢部雅史
ポジションはFW。背番号11。黄土色のアフロヘアーで頭にバンダナを巻いている。彼の作ったタンバリンは音色が最高でカーニバルで大人気らしい。
必殺技は「スーパーエラシコ」（ゲーム版では自力で覚えない）。
ジャバリー・リベイロ
ポジションはGK。背番号12。青、黄色、緑の三色に分かれたモヒカン頭。カーニバルで誰もが驚くような姿をいつも考えている。
ウルソ・ノゲイラ
ポジションはDF。背番号13。角刈りで顔の輪郭も長方形。冷静なチームプレイを目指す彼の考えは南米スタイルと合わないこともあるらしい。
カバーロ・オリビエラ
ポジションはDF。背番号14。目が細く赤茶色の髪。ブラジルで起業して世界に羽ばたけるバイオプラントを起こすのが夢。
ティグレ・メンデス
ポジションはMF。背番号15。黒い坊主頭で右側にくっきりした剃り込みがある。熱狂的な応援を受けるほどパワーを発揮する。
グリロ・サントス
ポジションはFW。背番号16。額が広く赤と橙の二色の帽子を冠っている。ブラジル料理の店の息子でチームの料理は彼が作っているらしい。
レオン・サムス
ザ・キングダムの前監督。ブラジル代表の本来の監督であったが、ガルシルドにより監督の座を奪われている。
ガルシルド・ベイハン
声 - 秋元羊介
ザ・キングダムの監督。FFI世界大会の主催者であり、大会会長でもある。しかし、その正体は本作に措ける真の黒幕。紫色の長い髭が特徴で、右目にモノクルを付けている。
別名「石油王ガルシルド」、「世界の経済を握る男」と言われ、アラブの油田を多く所有しており、「オイルカンパニー」という会社も経営している。表向きでは良き人物を演じているが、財産で監督の挫を買ったと言われ、本性は自分の思い通りのプレーをしない選手には厳しい罰を与え、彼らの家族すらも人質同然の扱いし、数々の犯罪を財産で揉み消していた。ラガルートの話によると、既に2人がオーバーワークによって潰れているらしい。
公にはサッカーを通しての世界平和を謳っているが、円堂たちがガルシルド邸にて手に入れたデータによると、ガルシルドの所有する油田から獲れる原油の量が最盛期の四分の一程度まで減ってきており、残り僅かな資源で多くの利潤を手にするために原油の値段が高騰する一大要因である戦争を引き起こそうとしている。さらに軍事企業を買収し、兵器の生産量を例年の五倍に増やし、自らが兵器も国家に提供することでさらなる利潤を手に入れ、実質的な世界征服を企んでいることが明らかになる。また、「RHプログラム」という強化人間プログラムを作り出し、戦争において実用化するためにデモーニオやロニージョを実験台にし、FFIもRHプログラムの実験場としか思っていない。

### コトアール代表チーム「リトルギガント」
アフリカエリアにある小さな国「コトアール」（作中オリジナルの国）の代表チーム。データが少なく、実力が全くの未知数のチーム。正体は監督のアラヤ・ダイスケこと円堂大介率いる初期雷門イレブンとイナズマキャラバンメンバーに似た特徴を持つ選手たち。
決勝戦まで20kgはある重りを付けながらも、イナズマジャパンとの試合で同点で収めたイタリア代表「オルフェウス」をなすすべなく圧倒的な強さで勝利し、決勝戦へ勝ち進んだ。ゲーム版3では予選Bグループにおける最終成績は1勝1敗2分で2位で決勝トーナメントに進出している。
- リトルギガントの戦術（必殺タクティクス）
  - サークルプレードライブ：自陣内に攻め込んできたボールをキープしている相手選手を8人で取り囲み、激しく回転しながら相手を相手ゴールのペナルティーエリアまでボールごと一気に押し戻す一発逆転のタクティクス。

ロココ・ウルパ
声 - 甲斐田ゆき
リトルギガントのキャプテン。中学2年生。ポジションはGK/FW。背番号1（FWの時は18番）。褐色肌で、ピーコックブルー色のショートヘア。円堂のことを出会う前から知っていた。円堂と同じく大介の文字が理解でき、「ゴットハンド」の進化系の使い手。
無限の可能性を秘めているが、それとは裏腹に円堂と同じように明るい熱血漢で、負けず嫌いな性格。『ボンバー』によると、昔はいじめられっ子であったらしく、チーム1の落ちこぼれだったが、大介の言葉を受け一心不乱の努力を続けた結果、大介にして世界最強のプレイヤーと言わしめるほどに成長した。
必殺技は、「ゴッドハンド」（アニメでは赤い色をしている）、「ゴッドハンドX」、「XブラストV3」、「タマシイ・ザ・ハンドG2」。

ウィンディ・ファスタ
声 - 戸松遥
ポジションはDF。背番号2。褐色肌で、水色の長髪にスカイブルー色のバンダナをしている。風丸に似ており、ロココとは幼なじみ。風のようなスピードで相手をマークする。
ウォルター・マウンテン
声 - 加瀬康之
中学1年生。ポジションはDF。背番号3。褐色肌で、ウニのように立った茶髪が特徴の巨漢。壁山に似ており、そのディフェンスはまさにウォールと称されるが、体型とは裏腹に臆病で食いしん坊。
必殺技は「グランドクェイク」（アニメ版ではテロップは表示されなかった）。
ジニー・ゲイノ
声 - 四宮豪
ポジションはDF。背番号4。褐色肌で、ピーコックブルー色の長髪のオールバックヘアで、前髪を少しミサンガで束ねている。影野に似ており、目立つためにサングラスをかけたが、みんなに怖がられるはめになったらしい。
マロン・イアン
声 - 宮原永海
ポジションはDF。背番号5。褐色肌で、栗の殻のような黄緑色の髪が特徴。栗松に似ており、小柄だがガッツは十分。
シンティ・ハンパ
声 - 西墻由香
ポジションはMF。背番号6。褐色肌で、茶髪のパーマが特徴。半田に似ており、個性を出すためにパーマをかけたが、中途半端になってしまったらしい。必殺技は「ライトニングアクセル」（漫画版）。
ユーム・リンジー
声 - 折笠富美子
ポジションはMF。背番号7。褐色肌で、緑色のドレッドヘアを束ね、後ろに流している。少林寺に似ており、空手で鍛えた足技で相手のボールを奪う。アニメではロココが助けた幼い子供を安全な所へ連れて行った。
必殺技は「デュアルストライクV2」（ゴーシュ）。
キート・ライアンド
声 - 下野紘
ポジションはMF。背番号8。褐色肌でサングラスに厚い唇、ピンク色のアフロヘアが特徴。宍戸に似ており、実は臆病な性格で、いつもチーム内でアフロをいじられている。アニメでは丁寧語で話す。
必殺技は「ダブルグレネードV2」。
マキシ・クゥ
声 - 加藤奈々絵
ポジションはMF。背番号9。褐色肌で、茶髪のドレッドヘアに緑と黄色のバンダナが特徴。マックスに似ており、飽きっぽい性格なので、いつ彼がサッカーに飽きるか周りはヒヤヒヤしている。
必殺技は「エアライドV3」。
ゴーシュ・フレア
声 - 間島淳司
ポジションはFW。背番号10。半目で褐色の肌に、後ろ髪のカールした白に近い薄い金髪が特徴。見た目は豪炎寺に似ており、妹や弟たちをとても大事にしているらしいが、ピストルの構えをしたりと性格はやや軽め。コトアールの天才ストライカーで、ゲーム版では試合開始早々、通常シュートで一瞬の隙にイナズマジャパンから得点を決めるほど。
必殺技は「ヒートタックル改」、「デュアルストライクV2」（ユーム）。
ドラゴ・ヒル
声 - 阪口周平
ポジションはFW。背番号11（ロココがFWの時は控え）。強面の褐色肌で、厚い唇に水色のドレッドヘアを束ねている。染岡に似ており、同じストライカーであるゴーシュにライバル心を抱いている。「コトアールの点取り屋」を自称している。
必殺技は「ダブル・ジョー」。
ケーン・サイトー
声 - 宮野真守
ポジションはGK。背番号12。褐色肌で、緑色の髪を束ねている。立向居に似ており、ウィンディと同じくロココの幼なじみで、彼をとても尊敬している。
必殺技は「真ゴッドハンドX」。
マッコール・キサッラ
声 - 佐々木日菜子
ポジションはDF。背番号13。色黒で、茶髪の髪を4箇所に束ねている。木暮に似ており、小柄だがイタズラが大好きで、あっという間にボールを奪いさる。
メイガー・ネイサン
声 - 瀧本富士子、加藤奈々絵（GO ストライカーズ2013）
ポジションはMF。背番号14。褐色肌で、バンダナに眼鏡が特徴。目金に似ており、別名ウンチクくん。相手チームの分析ならおまかせ。
リュー・スケール
声 - 梶裕貴
ポジションはMF。背番号15。タレ目の色黒の肌で、ターバンを巻いている。吹雪に似ており、甘いマスクの人気者だが、顔に似合わずそのプレーは強力。
必殺技は「ジグザグスパークV2」。
スキッド・ウー
声 - 古島清孝、阪口周平（GO ストライカーズ2013）
ポジションはFW。背番号16。色黒で、オレンジ色のドレッドヘアにサンバイザーが特徴。綱海に似ており、サンバイザーを愛用している南の国のノリノリ男。
アラヤ・ダイスケ / 円堂 大介（えんどう だいすけ）
リトルギガントの監督。詳しくは元イナズマイレブンの節を参照。
雷門 夏未【雷門中】
リトルギガントのマネージャー。

### スペイン代表チーム「レッドマタドール」
ケラルド・ナバルら率いるスペイン代表チーム。プロローグでアメリカと戦っていたチームで、FFI予選Bグループに出場。目金の予想では決勝トーナメントに勝ち上がれると目されるほどの実力を持っていた。ゲーム版3での予選Bグループにおける最終成績は1勝2敗1分、得失点差により3位。
やぶのてんや版漫画ではサムエルのみが登場。円堂とPK戦をした。
ケラルド・ナバル
声 - 峯暢也
レッドマタドールのキャプテン。ポジションはDF。背番号5番。闘牛のマタドールを目指して幼い頃から特訓している。
必殺技は「マタドールフェイント」、「スリングショット」（サムエル、ダビ）。
フェルミン・サンチェス
ポジションはGK。背番号1番。牛の角のような髪型でマスクで口を隠している。闘牛の牛のようにボールをキープするために一直線に突き進む。
ホセ・コスタ
ポジションはDF。背番号2番。ギザギザしたオールバックで八重歯が出ている。自転車の山登りなら誰にも負けないヒルクライマー。
ラファエル・ロペス
ポジションはDF。背番号3番。長髪で白目が黒く顔の色が白い。フラメンコダンスの達人。
アントニオ・ガリウス
ポジションはDF。背番号4番。痩けた頬に茶色と黒色が交互に分かれた髪を持つ。ピカソに負けない抽象画を描こうといつもスケッチを欠かさない。
ホアン・ナダル
ポジションはMF。背番号6番。ゴツゴツしたアフロヘアーで睨みつけているような表情。海外に行っても1日5回の食事をしないとパワーが出ない。
イゴル・フレイレ
ポジションはMF。背番号7番。大きな顔にもこもこした茶髪頭。パエリアが大好き。米もスペイン米でなければ納得しないこだわり。
ミケル・ペレイロ
ポジションはMF。背番号8番。くっきりした目で寝癖のような髪型。帆船の模型を造って家に無敵艦隊を再現している。
ペドロ・モレノ
ポジションはMF。背番号9番。口元は笑っているが髪で顔のほとんどが隠れている。イベリコ豚を家で育てていてハムを作るのを楽しみにしている。
サムエル・マヨ
ポジションはFW。背番号10番。眉毛が髪と繋がっており水色のメッシュが入っている。牛追い祭で牛と真っ向から勝負したという伝説の持ち主。
必殺技は「スリングショット」（ケラルド、ダビ）。
ダビ・ペロキ
ポジションはFW。背番号11番。灰色の髪に切れ長の目。スペインサッカーに誇りを持っていて国外では対抗意識をむき出しにしている。
必殺技は「スリングショット」（ケラルド、サムエル）。
ファン・スベルディア
ポジションはGK。背番号12番。ふわふわした黒髪で片方の目を隠している。フラメンコギターの天才。華麗なテクニックに皆がうっとりする。
イサーク・セサル
ポジションはFW。背番号13番。緑色の髪に紫色のメッシュが入っている。美人を見つけるとたとえ対戦相手でも必ずナンパしようとする。
ラウデリーノ・サストレ
ポジションはDF。背番号14番。面長でボサボサの黄土色の髪を持つ。ドン・キホーテのように後先を余り考えずにプレイしてしまう。
カルロス・アロヨ
ポジションはMF。背番号15番。ジト目で赤茶色の髪を真ん中分けしている。サクラダ・ファミリアに負けない大建築物を建てるのが夢。
フェデリコ・ルビエラ
ポジションはFW。背番号16番。ボサボサの茶髪頭。アーティスティックスイミングがやりたいのに男子チームがないのでがっかりしている。

### フランス代表チーム「ローズグリフォン」
ピエール・ゴダンら率いるフランス代表チーム。プロローグでイタリアと戦っていたチームで、FFI予選Bグループに出場。目金にスペインと同じく決勝トーナメントに出場する可能性があると目されていた。ゲーム版3での予選Bグループにおける最終成績は1勝3敗で5位。
ピエール・ゴダン
声 - 川田紳司（ゲーム版3「ジ・オーガ」）
ローズグリフォンのキャプテン。ポジションはDF。背番号2番。ウェーブのかかった緑色の長髪で、前髪で右目を隠している。どんなハードな試合でもプレーは常に美しくするということがモットー。
ラッジ・パアラ
ポジションはGK。背番号1番。アイビーグレイの髪で左目を隠している。モンマルトルでいつも絵を描いている。サッカー画のパイオニアと呼ばれるのが夢。
ミゲル・アーロン
ポジションはDF。背番号3番。五角形の輪郭をし、顎が突き出て目が小さく坊主頭の風貌。強面だが繊細なフランス料理を作ることができる。
フランツ・プジョル
ポジションはDF。背番号4番。四角い輪郭に、口を引き結び睨みつけるような目をした大柄な選手。パリに凱旋門やエッフェル塔よりも有名な建物を作りたいと思っている。
ケビン・ピノ
ポジションはDF。背番号5番。坊主頭の浅黒い肌で、屈強な顔をしたスマートな背丈の選手。ナポレオンの作戦をサッカーに生かせないかと研究している。
ローラン・ペレク
ポジションはMF。背番号6番。ハニーブロンドの長い髪をゆったりと肩で結んでいる。休みの日には屋外のカフェでのんびりしている。
ロニー・ワイス
ポジションはMF。背番号7番。ラズベリー色のふわふわとしたボブカットで、女子のような外見。フランス一の少年モデルで、ショーやグラビアなどに引っ張りだこになるほど。
ステファン・エノ
ポジションはMF。背番号8番。黒い髪で左目を隠している、憂い顔の選手。シャンソンの若き天才アーティストで、すべてのCDが大ヒットしている。
ジュリアン・ルソー
中学3年生。ポジションはMF。背番号9番。金髪のロングヘアが特徴の美少年。バラをくわえて試合をする少しキザな奴。
ジェローム・エロワ
ポジションはFW。背番号10番。坊主頭で目つきが鋭く、僧のような見た目。鋭い嗅覚の持ち主で、その人にベストの香水をブレンドできる。
アラン・ファリオ
ポジションはFW。背番号11番。青いバンダナを巻いた金髪。自転車整備士の息子でロードレースのサポーターになるのが夢。
エミール・ラザノ
ポジションはGK。背番号12番。青いメッシュを入れた白い髪をなびかせている。フランス映画が好きな映画マニア。
アンドレ・パンゾ
ポジションはDF。背番号13番。白いモヒカンで黒い肌の小柄な選手。フランス哲学を勉強している。
ジャン・ジュタン
ポジションはDF。背番号14番。紫の髪を切りそろえたボブカット。天才ファッションデザイナーを自称している。
クロード・モロー
ポジションはMF。背番号15番。楕円形の顔の形をした小柄な選手。バゲット作りが得意。
ミシェル・モラン
ポジションはFW。背番号16番。前髪をくるんと巻いた髪型で丸顔の大柄な選手。ワイン用のぶどうの世話が得意。

### ドイツ代表チーム「ブロッケンボーグ」
ヨナス・ポラックら率いるドイツ代表チーム。プロローグでイギリスと戦っていたチームで、FFI予選Bグループに出場。本戦出場国にもかかわらず本編シナリオ中においてほとんど言及がなかった。ゲーム版3での予選Bグループにおける最終成績は1勝2敗1分、得失点差により4位。
ヨナス・ポラック
ブロッケンボーグのキャプテン。ポジションはMF。背番号9番。夢は自分の作ったロケットで有人火星飛行に行くこと。
トルステン・ベルガー
ポジションはGK。背番号1番。潜水用のマスクのようなものを被っている。家族でビール造りをしているが、自分の作ったビールが飲めないのを残念に思っている。
アレクサンダー・ハウゼン
ポジションはDF。背番号2番。若葉色の髪を持つ美形の選手。どれだけ混乱した状況でも、いつも合理的な行動をとる。
ハイリンヒ・フリッツ
ポジションはDF。背番号3番。大きな鼻と顎鬚が特徴。刃物を研ぐことが趣味だが、その姿を危ない人に間違われることが多い。
クルト・ザベル
ポジションはDF。背番号4番。顎鬚を蓄え人相の悪い大柄な選手。ジャガイモを毎日食べないと実力を発揮できないらしい。
ルーカ・シュミット
ポジションはDF。背番号5番。頭にモリオンを冠っている。戦車が大好きでヨーロッパ中の戦車博物館を巡っている。
テオドール・ウルリッヒ
ポジションはMF。背番号6番。ゲーム版での愛称はテオ。前髪を一房立てた焦げ茶色の髪。鋼鉄の意志と紳士的な態度を貫くドイツ人プレイヤーの鑑。
ヤン・オルデノ
ポジションはMF。背番号7番。髪を七三分けにして眼鏡をかけている。ドイツの技術力は世界一だと思っており、周りの人にドイツ製品を勧めている。
ニクラス・カスター
ポジションはMF。背番号8番。銀髪で眼鏡をかけている。相手ラインを突破するスピードから「電撃戦のニクラス」と呼ばれている。
マキシミリアン・ミラツ
ポジションはFW。背番号10番。ゲーム版での愛称はマキシム。ドイツのワインが世界一だと信じているがワインを飲んだことがない。
ペーター・ニムケ
ポジションはFW。背番号11番。銀髪で右目に傷跡のようなものがある。ドイツの詩を愛しており、ハインリヒ・ハイネの詩集を持ち歩いている。
ゲラルト・エンダース
ポジションはGK。背番号12番。顔にある斜めの青いペイントが特徴。ドイツ車が好きで、免許を取ったらすぐにでもドイツ車に乗るつもりでいる。ゲームやアニメのプロローグムービーではトルステンではなく彼がGKを務めていた。
エルビン・フォルツ
ポジションはFW。背番号13番。額を出し肩まである金髪。エコに誰よりも関心を持ち、いつも地球に優しい行動を心がけている。
イエンス・ホフマン
ポジションはFW。背番号14番。紺色の髪をツンツンに切り揃えていて目つきが鋭い。ルートヴィヒ・ヴァン・ベートーヴェンを超える作曲家を目指し音楽学校で勉強中。
エルンスト・フロデノ
ポジションはMF。背番号15番。金髪のモヒカンで丸い目が特徴。ブレーメン出身。いい所なのに音楽隊のことしか聞かれないのが不満でいる。
マヌエル・エーヴェルス
ポジションはDF。背番号16番。オレンジのドレッドヘアを後ろで束ね、大柄な選手。ソーセージを作る名人でチームのパワーの源は彼のソーセージだとか。

### 南アフリカ代表チーム「ザ・グレイトホーン」
ジェイク・ファナら率いる南アフリカ代表チーム。プロローグでコトアールと戦っていたチームで、アフリカ地区予選に出場したと思われるが決勝でリトルギガントに敗れた。アニメ未登場。
ジェイク・ファナ
ザ・グレイトホーンのキャプテン。ポジションはDF。背番号3。強面でキノコのようなシニヨン頭。ダイアモンドの原石を自分たちでちゃんと磨きたいと思っている。
ゾラニ・バロイ
ポジションはGK。背番号1。面長で黄土色のドレッドロックスを後ろで束ねた髪型。自分たちの生活に根ざしたドキュメンタリーを作りたい。
ディンガ・フィグラン
ポジションはDF。背番号2。色黒で坊主頭。自然とわき上がってくる身体のリズムに身を任せてプレイする。
ムゾンゲ・レドワバ
ポジションはDF。背番号4。バンダナで鼻の上まで顔を覆い隠している。証券業界に興味があっていろいろと勉強中。
カシアス・トベラ
ポジションはDF。背番号5。鳥の翼のような横に流れた青いモヒカン頭。野生のカンと科学的な理論を結びつけようと奮闘中。
アソール・ノルキア
ポジションはMF。背番号6。丸みを帯びた三角形の顔で目元に隈がある。ラグビーで鍛えたタックル力で一気にチャージする。
アバリ・マリンガ
ポジションはMF。背番号7。髪を何個にも分けて結んでおり、顔にペイントがある。人種差別は絶対に許さない。世界平和をサッカーで表現。
スラニ・ムロンゴ
ポジションはMF。背番号8。細い顔にパンチパーマ。自分の造った船で世界一周したいと思っている。
レジー・イネス
ポジションはMF。背番号9。黒髪を靡かせ白いバンダナを着けている。野生のゾウの保護を手伝って悪いハンターと戦っている。
ナタル・ツォラ
ポジションはFW。背番号10。白髪で前髪だけを後ろに流している。ダチョウと競争しながら足腰を鍛えている。
ムラムリ・ザマニ
ポジションはFW。背番号11。丸顔で炎のような髪型。羊の肉でいろんな料理を作れる。臭くはないらしい。
ケネデ・ムロベッヅィ
ポジションはDF。背番号12。金鉱を見つけて大金持ちになりたいが見つけ方を分かっていない。
ムブレロ・ツィンバ
ポジションはDF。背番号13。きりっとした目つきで団子鼻。地球温暖化を防ごうと木を植えて緑を取り戻そうとしている。
ヘゼキエル・デビリアズ
ポジションはFW。背番号14。茶色の長髪をうねらせたような髪型。野生動物の心が分かるらしい。ライオンにまたがったという伝説もある。
ヒュー・マケバ
ポジションはGK。背番号15。たらこ唇でバンダナを巻いている。ルイボスティーという特別なお茶を飲まないと落ち着かない。
テンバ・セペング
ポジションはMF。背番号16。丸顔で緑色の髪を七三分けにしている。アフリカの美しい花を育てて世界に届けたい。

## チーム・ガルシルド
ガルシルドの部下であるラボック・ヘンクタッカーの率いる私設サッカーチーム。ユニフォームが特異な形状をしており、全員が臙脂色のマントやスカーフを身にまとっている。デモーニオやロニージョを通して得たデータを基に完成した強化人間プログラム「RHプログラム」を受け、「究極の強化人間」を自負しているが、ポジションそれぞれの役割しか果たさない。
- チーム・ガルシルドの戦術（必殺タクティクス）
  - エンペラーロード：相手選手をフィールドの端に追いやり中央を道が通ったかのようにがら空きにする戦術。アニメでは未使用。

ラボック・ヘンクタッカー
声 - 矢部雅史
チーム・ガルシルドのキャプテン。ポジションはDF。背番号3。ガルシルドに仕える側近。
小太りだが切れる男で、誰に対しても敬語で話し、不敵な笑みを常に浮かべている。サッカープレーヤーとして、サッカーに対する情熱は持ってはいるものの、目的を最優先で捉えており、そのためならばどんな汚い手段でも行使する。

フォクス
声 - 梶裕貴
ポジションはGK。背番号1。相手の裏を読むのが苦手だったのをガルシルドによって改造された。
必殺技は「ビッグスパイダー」。
ジャッカル
声 - 稲田徹
ポジションはDF。背番号2。ダーティなプレイができなかったのをガルシルドによって改造された。
バファロ
声 - 宮野真守
ポジションはDF。背番号4。ケガを恐れて相手に突っ込めなかったのをガルシルドによって改造された。
ディンゴ
声 - 西墻由香
ポジションはDF。背番号5。チームプレイが苦手だったところをガルシルドによって改造された。
オウル
声 - 立花慎之介
ポジションはMF。背番号6。視力が弱っていたところをガルシルドによって改造された。
ヘッジホッグ
声 - 加藤奈々絵
ポジションはMF。背番号7。相手の攻撃に弱かったところをガルシルドによって改造された。
マンティス
声 - 戸松遥
ポジションはMF。背番号8。技に切れ味がなかったところをガルシルドによって改造された。
必殺技は「ジャッジスルー3」（クロウ）。
クロウ
声 - 加瀬康之
ポジションはMF。背番号9。チームガルシルドの司令塔。「死神」と呼ばれ嫌われた過去を持つ。
必殺技は「デーモンカット」、「ジャッジスルー3」（マンティス）。
コヨーテ
声 - 峯暢也
ポジションはFW。背番号10。適応力が弱くて伸び悩んでいたのをガルシルドによって改造された。
必殺技は「ガンショット」（ゲーム版3では自力で覚えないが、ストライカーズでは覚えている）。
スコーピオ
声 - 宮原永海
ポジションはFW。背番号11。決定的な一撃のちからにかけていたのをガルシルドによって改造された。
ゴライアス
ポジションはGK。背番号12。プレーに正確さが欠けていたのをガルシルドによって改造された。アニメ版では未登場。
スパイダー
ポジションはDF。背番号13。フィジカル面が弱っていたところをガルシルドによって改造された。アニメ版では未登場。
ジラフ
ポジションはMF。背番号14。プレーに安定感が欠けていたのをガルシルドによって改造された。アニメ版では未登場。
ガビアル
ポジションはFW。背番号15。コントロール力の甘さをガルシルドによって改造された。アニメ版では未登場。
パピヨン
ポジションはDF。背番号16。スタミナが不足していたのをガルシルドによって改造された。アニメ版では未登場。

## マグニード山

### 天空の使徒
ライオコット島の伝説に伝わるマグニード山のヘブンズガーデンに生息する天空の力を受け継ぐ者を中心に構成されている『スパーク』限定のチーム。魔界軍団Zとは因縁の存在であり、魔王復活を阻止すべく、円堂たちに裁きを下すという。
- 天空の使徒の戦術（必殺タクティクス）
  - セイントフラッシュ：白い光が輝いた後、自チーム全員のスピードが飛躍的に上昇する。アニメでは未登場。

セイン
声 - 甲斐田ゆき
天空の使徒のキャプテン。ポジションはFW。背番号11。グリーンの瞳に、栗色の長い髪を三つ編みで縛っている。プライドが高い性格。サッカーのことを魔界の民を封印するため、力の優劣を決める手段に過ぎないと考えている。
必殺技は「ヘブンドライブ」、「シャドウ・レイ」（デスタ）。
ネネル
声 - 水島大宙
ポジションはDF。背番号2。ダークエンジェルの一員で、ダークエンジェルでの背番号は4。ややウェーブのかかったこげ茶色の髪で、そばかすのある小柄な体格。常に閉じている目で真実を見抜くらしい。
エルフェル
声 - 峯暢也
ポジションはDF。背番号5。ダークエンジェルの一員。白い帽子に、右目が隠れている深緑色の長髪が特徴。垂れ目で淡黄色の肌をしている。軽い口調で、掴みどころのない性格。
ウイネル
声 - 間島淳司
ポジションはMF。背番号7。ダークエンジェルの一員で、ダークエンジェルでの背番号は9。癖っ毛の金髪で、ワインレッドの瞳をしている。
必殺技は「エンゼルボール」。
ギュエール
声 - 小林沙苗
女の子で、ポジションはFW。背番号10。ダークエンジェルの一員で、ダークエンジェルでのポジションはMF。背番号8。前髪を編み込んだ若葉色のロングヘアが特徴。穏やかな外見とは裏腹に、怒ると怖い。
エノレル
声 - 杉田智和
ポジションはGK。背番号1。マイタケのようなエメラルドグリーン色の髪をしており、目が隠れている。だんごっ鼻で色白の大柄な体格。そのパワーの源はキノコらしい。
必殺技は「ホーリーゾーン」。
ゲネル
声 - 田野めぐみ
ポジションはDF。背番号3。ストロベリー色でブロンドのふんわりとした長い髪に、鼻が長く浅黒い肌をした巨漢。巨体を活かしてあらゆる悪を弾き飛ばす。
エカデル
声 - 中村悠一
ポジションはDF。背番号4。青髪の坊ちゃん狩りで、揉み上げが長い。色白で、やや背が高い。セインの参謀で、リカに対しても執事のような役割をした。紳士的な振る舞いで常に丁寧語で話す。
必殺技は「ゴー・トゥー・ヘブン」（ゲーム版では自力で覚えない）。
サキネル
ポジションはMF。背番号6。目の周りのペイントに、紫色の髪を辮髪にしている巨漢。常に笑っており、人を笑わせることが趣味。
アイエル
声 - 戸松遥
女の子で、ポジションはMF。背番号8（アニメでの背番号は9）。淡黄色の肌で、金髪の両サイドをシニヨンにしている。明るい性格のため、皆に慕われている。
エヌエル
ポジションはMF。背番号9（アニメでの背番号は8）。小柄で、キューピーのような容姿をしている。かわいらしい外見から女性に人気があるらしいが、それとは裏腹に動きがかなり素早い。

### 魔界軍団Z
ライオコット島の伝説に伝わるマグニード山のデモンズゲートに生息する魔界の力を受け継ぐ者を中心に構成されている『ボンバー』限定のチーム。天空の使徒とは因縁の存在であり、円堂たちの魂を奪い無理やり天空の使徒と戦わせ、魔王を復活させるという。
- 魔界軍団Zの戦術（必殺タクティクス）
  - ブラックサンダー：黒い雷が奔った後、相手チーム全員のスピードが極端に遅くなる。

デスタ
声 - 佐藤健輔
魔界軍団Zのキャプテン。ポジションはFW。背番号11で、ダークエンジェルでの背番号は10。褐色肌で、ボリュームの多い茶髪が特徴。残酷かつ気性の荒い性格で、人間の魂を食べるという。
必殺技は「ダークマター」、「シャドウ・レイ」（セイン）。
アスタロス
声 - 宮野真守
ポジションはGK。背番号1。ダークエンジェルの一員。角のような被り物に、目元のペイントが特徴。すべてを見通す目を持つと言われている。
必殺技は「ジ・エンド」。
ベルゼブ
声 - 立花慎之介
ポジションはDF。背番号2。ダークエンジェルの一員で、ダークエンジェルでの背番号は3。藍色で逆立った髪が特徴。誇り高く、邪悪な性格。
ヘビーモス
声 - 中村悠一
ポジションはDF。背番号4。ダークエンジェルの一員で、ダークエンジェルでの背番号は2。鹿の毛皮を被っていて、顔が隠れている。とても巨体で、貪欲な性格。
メフィスト
声 - 高垣彩陽
ポジションはMF。背番号6。ダークエンジェルの一員。褐色肌で、銀色のセミロングヘアの中性的な外見。残酷な嘘で相手を騙して喜ぶらしい。
サタナトス
声 - 阪口周平
ポジションはFW。背番号10。ダークエンジェルの一員で、ダークエンジェルでのポジションはMF。背番号7。最強を自負する男で、バイキングのような被り物に八重歯、ゴーグルが特徴の巨漢。
必殺技は「ゴー・トゥー・ヘル」、「デビルボール」（両方ゲーム版3では自力で覚えないが、ストライカーズでは覚えている）。
アビゴール
ポジションはDF。背番号3。右目にアイパッチをしており、八重歯が特徴の巨漢。ボールの軌道を見抜くことができる。
ベリアル
声 - 梶裕貴
ポジションはDF。背番号5。深緑色のストレートなロングヘアーが特徴で、中性的な外見。その目はすべてを諦めているらしい。
グラーシャ
ポジションはMF。背番号7。ピンク色のマッシュルームヘアに、白く化粧した顔が特徴。小柄だが、知識と残酷さを兼ね備えている。
バルバトス
声 - 佐々木日菜子
女の子で、ポジションはMF。背番号8（アニメでの背番号は9）。茶髪のボブヘアに鋭い糸目で、先端が角のようになっている。動物の言葉が理解できるらしい。
アラクネス
声 - 折笠富美子
女の子で、ポジションはMF。背番号9（アニメでの背番号は8）。褐色肌に、緑色の後ろ髪がカールした髪型が特徴。蜘蛛のように不気味な動きをする
必殺技は「デビルボール」。

## 未来の時代の人物
2140年の宇宙を舞台に未来のスポーツ「エレメントサッカー」を行う携帯配信ゲーム『イナズマイレブンフューチャー』からの人物。円堂の中学時代から80年後の人々。本シリーズでは20XX年に年号設定を改め、『劇場版イナズマイレブン 最強軍団オーガ襲来』や『ジ・オーガ』に登場した。
円堂 カノン（えんどう カノン）
声 - 竹内順子
円堂の曾孫。ポジションはFW。背番号20番。守と同じくオレンジ色のバンダナがトレードマーク。声は守よりもやや高め。守のことを「ひいじいちゃん」と呼ぶ。
「ゲーム版2（ファイア限定） / 3（スパーク・ボンバー）」ではスカウトキャラ。
必殺技は「ゴッドキャノン」（ゲーム版3では自力で覚えないがストライカーズでは覚える）。
劇場版・最強軍団オーガ襲来
オーガ襲来を阻止すべく、5人の最強の仲間（ヒロト、虎丸、フィディオ、飛鷹、吹雪）を引き連れ雷門サッカー部の助っ人として未来からやって来る。
エルゼス・キラード
声 - 佐々木誠二
カノンに協力する人物で、彼からはキラード博士と呼ばれている。サッカーを奪うために歴史を改変しようとするオーガを阻止しようとカノンを過去へと送った。影山に似ているが関係は不明。
小説版では政府と何らかのつながりを持つただの科学者ではないような描写がされている。

### 王牙学園 / オーガ
『劇場版イナズマイレブン 最強軍団オーガ襲来』にて80年後の未来からやって来たという『ジ・オーガ』限定のチーム。小説版によれば元々王牙学園は、ヒビキ提督が哀楽主義となりつつある社会を打破し、15歳以下の子供たちも軍事教育を学ぶことができて、国の役職に就いたり戦場へと赴いて国を支えたりする人材を派遣するために設立された士官学校である。劇場版アニメではFF準決勝に割り込むという形で参戦、準決勝で世宇子を36-0という圧倒的な力で勝利するも、FF決勝で2-3で雷門に敗れた。
バダップ・スリード
声 - 神谷浩史
オーガのキャプテン。ポジションはFW。背番号10。髪の色はうすい銀髪で赤目、褐色の肌が特徴。知識、体術共にかなりのもので、常に学園トップという切れ者。額には忠誠の証である紋章が刻まれている。性格は常に冷静であり、表情の起伏は少ないが不適な笑みを浮かべたりサッカーを捨てない円堂に激昂するなど全くの無感情ではない。
必殺技は「デススピアー」、「デスブレイク」（エスカバ、ミストレ）、「皇帝ペンギン2号」（不動、白竜）。
エスカバ / エスカ・バメル
声 - 鈴木達央
ポジションはFW。背番号9。ダークブルー色の髪に三白眼、褐色の肌が特徴。ゲーム版3では映画の前売券特典のパスワードを入力することで入手できる。
必殺技は「デスレイン」、「デスブレイク」（バダップ、ミストレ）。
ミストレ / ミストレーネ・カルス
声 - 渡辺久美子
ポジションはFW。背番号11。目の色は紫で、深緑色の髪を三つ編みにして肩にかけているのが特徴。少女のような顔立ちをしている美少年だが、実は気が荒い性格。どこに行ってもその容姿を褒められた上に、彼を取り巻く親衛隊がいるほど異性に人気が高く、自分の顔が武器になることを自覚している強烈なナルシストでもある。
必殺技は「デスブレイク」（バダップ、エスカバ）。
ザゴメル・ザンデ
声 - 金野潤
ポジションはGK。背番号1。鉄壁を誇るオーガのゴールキーパー。厳つい風貌の巨漢で、常に青筋を立てており、ゴーグルをずらして掛けており、下顎からは大きな二本の牙が突き出ている。狙ったシュートは、確実に仕留める。
必殺技は「ニードルハンマー」、「エレキトラップ」、「ハイボルテージ」（ゲボー、ブボー）。
ゲボー / ゲボ・トランガス
声 - 宮野真守
ポジションはDF。背番号2。丸顔で尖った耳の小柄な選手。ブボーの双子の兄で、「ゲゲゲゲ！」としか喋らないディフェンダー。額に十（プラス）と描かれているのが特徴。
必殺技は、「ハイボルテージ」（ザコメル、ブボー）。
ブボー / ブボ・トランガス
声 - 梶裕貴
ポジションはDF。背番号3。ゲボーの双子の弟で、「ブブブブ！」としか喋らないディフェンダー。表情と額に一（マイナス）と描かれている以外はゲボーと同じ容姿をしている。
必殺技は「ハイボルテージ」（ザコメル、ゲボー）。
ダイッコ・ブーカ
声 - 奈良徹
ポジションはDF。背番号は4番。大根や蕪を彷彿とさせる顔と髪を持ち、その類なる巨体でどんなシュートも弾き飛ばす。
ジニスキー / ジニス・ジンキンス
声 - 加瀬康之
ポジションはDF。背番号は5番。不気味な雰囲気を持つ男。彼の過去はチームメイトですら知らない。
ドラッヘ・ギュンター
声 - 峯暢也
ポジションはMF。背番号は7番。体色が真っ赤であり、その強面から彼に睨まれた者は立ちすくんでしまうという。
イッカス / イッカ・スタックス
声 - 中村悠一
ポジションはMF。背番号は8番。性格、プレー、見た目、全てが鋭くとがったミッドフィルダー。
サンダユウ・ミシマ
声 - 古島清孝
ポジションはMF。背番号は6番。兵士の教えを守り、常にチームの状況に目を配らせている。
ヒビキ提督
声 - 有本欽隆
未来の軍人で、王牙学園の設立者。響木監督に似ているが、関係性は不明。サッカーによって子供たちが本当の戦いを知らないまま軟弱に育つことを嘆きサッカーを憎んでいる。円堂の言葉「サッカーやろうぜ!」を悪魔の呪文と称しており、円堂からサッカーを捨てさせるために「オペレーション・サンダーブレイク」を発動する。
バウゼン
声 - 中田譲治
ヒビキ提督の部下でオーガの監督を務める未来の軍人。

## バルセロナ・オーブ
『イナズマイレブン リローデッド』登場のスペイン名門チーム。フットボールフロンティア全国大会優勝直後の雷門中はエキシビションマッチで対戦するものの全く手も足も出ず大惨敗を喫する。
クラリオ・オーヴァン
声 - 安元洋貴
バルセロナ・オーブのキャプテン。ポジションはMF。背番号10番。大柄のマッチョ体型で、丸い輪郭とソフトモヒカンの茶髪が特徴。目の周りの彫りが深いためか黒く見える。
格下の相手でも尊重する偉丈夫な人物で、円堂の秘めた底力、短時間の中で雷門イレブンに進化の兆しが表れているのを見抜いたりと、洞察力にも長けている。
必殺技は「ダイヤモンドレイ」。
アロンソ・フィビアーノ
声 - 宮田幸季
ポジションはGK。背番号1番。大柄の肥満体型に茶色の髪を逆立てており、先が後ろに垂れ下がったヘアースタイルが特徴。
その見た目によらず余裕を見せ、豪炎寺のファイアトルネードを人差し指、円堂・豪炎寺・鬼道のイナズマブレイクに両足を使ったスタンプで止めるほどの実力を持つ。
オスカル・アギト
ポジションはDF。背番号2番。青色の天然パーマが特徴。
フェデリコ・ダズロ
ポジションはDF。背番号3番。右目が隠れた茶髪が特徴。
グレゴリオ・ハバロ
ポジションはDF。背番号4番。長身体型で褐色肌、七三分けの金髪と眼鏡が特徴。
ダニエル・マドローネ
ポジションはDF。背番号5番。色黒で薄紫色の髪が特徴。
ルーバーン・ボイク
ポジションはMF。背番号6番。長身体型で、逆立てた黒髪が特徴。
トランシー・コルネット
ポジションはMF。背番号7番。色白で外ハネした黒髪が特徴。
ドネル・ゴッティ
ポジションはMF。背番号8番。褐色肌で、オールバックにした白色の縮れ毛が特徴。
ルーサー・ファンダム
声 - 北田理道
ポジションはFW。背番号9番。長身のマッチョ体型で、オレンジ色の刈り上げモヒカンヘアーが特徴。壁山のザ・ウォールを軽々と突破した。
ドリブルやパスなど、すべてを高レベルにこなし体格にも恵まれた、死角のないストライカー。気取り屋だが、その実力は誰もが認める。
ベルガモ・レグルト
声 - 新祐樹
ポジションはFW。背番号11番。褐色肌で逆立ったピンク色の髪が特徴。
負けん気が非常に強く、心に熱い闘志を燃やす。抜群のサッカーセンスを誇るゴールゲッターでチャンスを逃さず、無慈悲なまでに得点を重ねる。

## その他の人物
影山 東吾（かげやま とうご）
零治の父親。実力・人気ともに最高峰で、日本サッカー界を代表する選手だった。
安井（やすい）
声 - 小松史法
ゲーム版1・2（アニメ版では1話）に登場した不良の学生で、円堂と豪炎寺を引き合わせた切っ掛けを作った人物。
臼井（うすい）
声 - 金野潤 / 宮澤正（ゲーム版1）
安井と同じく不良の学生で、安井の舎弟。
マクスター・ランド
声 - 四宮豪
FFI世界大会・ライオコット島での実況を務める、赤縁の眼鏡にオールバックで後ろで結んだオレンジの髪が特徴。
レビン・マードック
声 - 桜塚やっくん→佐藤健輔
元ヨーロッパリーグのMVPストライカーで、FFIの解説者の長身痩躯で、後ろで結んだ灰色の髪を左肩に垂らしている。ゲーム版によるとロココは彼のファンで、昔はロココ同様いじめられっ子だったらしい。
亀崎河童（かめざき かっぱ）
声 - 小桜エツ子
ライオコット島に現れる謎の少年。おかっぱ頭で甲羅、嘴、頭に皿があり、名の通り河童のような容姿をしているキュウリが大好きで、河を泳ぐようにスイスイとプレーをする無口かつ無表情。「月刊コロコロコミック」誌上において行われたゲーム版3新キャラクターの一般募集にて採用されたキャラクターであり、アニメにも出演を果たした。
必殺技は「ライアーショット」、「フェイクボンバー」（ゲーム版3では自力で覚えないがストライカーズとアニメ版では自力習得する）。